# Destiny 2
『Destiny 2』（デスティニーツー）は、バンジーが開発し、『Destiny』の続編として2017年9月6日に販売されたオンライン専用のマルチプレイヤー・アクションロールプレイング・FPSゲーム。2019年10月2日以降『Destiny 2 新たな光』として基本プレイ無料となった。
日本国内ではPlayStation 4版はソニー・インタラクティブエンタテインメントジャパンアジアから、Xbox One版は日本マイクロソフトからそれぞれ発売された。
2018年、大型拡張コンテンツ「孤独と影」が発売。
2019年、大型拡張コンテンツ「影の砦」が発売。同時期に本体と拡張コンテンツ第1弾「オシリスの呪い」、拡張コンテンツ第2弾「ウォーマインド」の全てのコンテンツ及び「孤独と影」の一部コンテンツを含んだ「新たな光」が基本無料サービスとして提供が開始された。現在まで続くシーズンシステムも共に実装。シーズンランクが導入されたため、プレイヤーレベルのシステムは廃止された。
対応プラットフォームはPS5,PS4対応している。さらに、2021年8月26日(シーズン15)からプラットフォーム間のクロスプレイに対応している。
PS4版、Xbox One版は2017年9月6日に全世界で同時発売された。Windows版はブリザード・エンターテイメントが運営する「Battle.net」独占タイトルとして2017年10月24日に発売された。
Windows版は開発元のBungieが販売元のActivisionとのパートナー契約を解消したことに伴い、2019年よりSteamで配信されている。同時にストリーミングサービスGoogle Stadiaに対応。

## ゲームプレイ
一人称視点シューティングにロールプレイングとMMOの要素を組み合わせた共有ワールド型ゲームで、プレイヤー（ガーディアン）は武器と固有の超能力を駆使しながらPvE とPvPの両アクティビティに参加する。シリーズ従来のマッチメイキングに加えて、本作ではクランが追加メンバーを募る「ガイド付きゲーム」システムが導入された。各ロケーションにはストーリーミッションだけでなく、３人用アクティビティ「ストライク」、１人～３人用高難易度アクティビティ「迷宮」、６人用高難易度アクティビティ「レイド」、パトロールやパブリックイベントなどが用意され、PvPではエリアコントロール型やデスマッチ型のモードが選択できる。
プレイヤーは経験値を獲得してキャラクターを成長させ、現在は「シーズンパス」のランクアップ報酬が中心となる。クラスはウォーロック、ハンター、タイタンの３種で、それぞれ固有のスキルと６つのサブクラス（アーク・ソーラー・ボイド、ステイシス(光の超越)、ストランド(光の終焉)、プリズム(最終形態)）がある。サブクラスはモジュール化された「かけら」と「特性」で細分化され、ビルドの自由度が大幅に向上している。また種族（人間／アウォークン／エクソ）は外見のみの要素で、ゲームプレイには影響しない。
武器と防具は当初「キネティック」「エネルギー」「パワー」の３スロット制に再編され、のちに『孤独と影』で柔軟な入れ替えが可能となった。防具は『影の砦』で「アーマー２.０」へ刷新され、属性付きエネルギー値と６種の基礎ステータスを持つようになり、任意のMODを装着してクールダウン短縮やダメージ軽減を細かく調整できる。また武器にはアクティビティごとの“固有パーク”が付き、 『漆黒の女王』で実装された武器形成ではパターン習得後に素材を使って性能を再構築できる。
PvEコンテンツでは地球、EDZ、タイタン、イオ、ネッススをはじめ、拡張コンテンツごとに水星、火星、入り組んだ岸辺、夢見る都市、月、エウロパなど探索可能なロケーションが存在。各ロケーションにはアドベンチャー、失われたセクター、パトロールビーコンなど探索要素があり、さらに着地地点が複数あるため、プレイヤーは星を離脱せずにワールドマップから直接別目的地へ移動できる。エンドコンテンツではナイトフォールストライク、迷宮、レイドが用意され、強力な報酬でパワーレベルを引き上げる。
PvPはクルーシブルに統合され、ローンチ時は４vs４に縮小されたが、現在はクイックプレイが６vs６に戻り、ランブルやサバイバルなど複数のプレイリストが週替わりで提供される。期間限定の「アイアンバナー」は『孤独と影』以降パワー差を有効化し、競技性が強化された（現在はパワー差が無効化）。またPvEとPvPを融合させた４vs４の「ギャンビット」モードでは、敵AIを討伐してかけらを集める一方で相手側へ侵入し妨害するハイブリッドな競技が展開される。

## システム
プレイヤーは主人公となるガーディアンのキャラクターメイキング、3種類のメインクラスを選択してゲームを進行する。メインクラス3種類のキャラクターを製作可能。

### 種族
キャラクターメイキングでは3種の種族、それぞれ男性と女性で用意されている。
人類
トラベラーの黄金時代を経て一度は滅亡寸前まで追いやられた存在である。地球を中心に再興を遂げ、「シティ」を築いて最後の安全圏を守り続けてきた。ガーディアンとして再誕した人類は、意志の強さと多様な思考を武器に、様々な種族との戦いに挑む。
アウォークン
宇宙の彼方で光と闇が交錯した時に生まれたとされる神秘的な種族で、青白い肌と超然とした雰囲気を持つ。彼らの故郷は「リーフ」と呼ばれる小惑星帯であり、かつてはマラ・ソヴ女王の統治の下で半独立国家を形成していた。人類と同じくガーディアンとして選ばれることもあり、理知的かつ感情を抑制した振る舞いが特徴。光と闇の両方に触れた存在として、宇宙の均衡を読む鍵を握る種族とされている。
エクソ
黄金時代に人類の魂を機械の体へと移植することで生まれた人工生命体であり、かつて戦争機械として設計された背景を持つ。彼らは肉体こそ機械であるが、記憶や感情、人格は人間に由来するもので、しばしば“リセット”による記憶喪失を経験する。ナンバリングによってその再起動回数が示されており、例として「ケイド6」は6回、「バンシー44」は44回のリセットを受けた個体である。現在ではガーディアンとして生き、機械的な冷静さと人間らしい衝動の二面性を併せ持っている。

### メインクラス
タイタン
防御と戦術に優れた戦士であり、「壁」として仲間を守る役割を担うクラスである。古くから都市を守る番人として存在し、秩序、規律、そして献身を重視する思想を持つ。肉体的にも精神的にも屈強で、敵陣に突撃して破壊をもたらすと同時に、仲間の前に立ちはだかる盾としても機能する。装甲を重視したデザインと、接近戦に長けたアビリティ群が特徴であり、「サンブレーカー」や「センティネル」など、力強さを象徴するサブクラスが多く存在する。
ハンター
機動力と精密さに優れたクラスであり、孤独な開拓者、追跡者、そして狙撃手として描かれることが多い。都市の外で生き延びた経験からくる生存本能に優れ、俊敏な動きと致命的な一撃を持ち味とする。クロークを特徴とし、短時間で高火力のスキルを叩き込むスタイルを持つ。また、特殊能力に応じて姿を消したり、精密な武器による攻撃を強化するなどの戦術的選択肢を持つ。
ウォーロック
光の力を学術的・神秘的に解釈し、魔導士のような存在として描かれるクラスである。知識の探求者として、宇宙の真理と光の秘密を解き明かすことに強い関心を持ち、戦場ではその知識をもとに強力な魔法的攻撃や味方の強化を行う。攻防のバランスが取れた多様なアビリティを持ち、浮遊しながら戦う特徴的な動きが可能である。特に範囲攻撃や回復、バフなどを駆使した中～長距離戦に強みを持つ。

### サブクラス
上記のメインクラスには以下のサブクラスが用意されている。これらのサブクラスはストーリークエストを進行する事によって開放される。
メインクラス毎にスキルが異なり、スーパーチャージ完了になるとスーパースキルが使用可能。

#### アーク
雷電のエネルギーを操る光の力であり、速度と破壊力を象徴する。俊敏性や瞬間火力に特化しており、回避や突進といった高速移動を強化するアビリティが多い。タイタンは雷の拳で敵を粉砕し、ハンターは瞬時に距離を詰める「アークポール」を、ウォーロックは範囲雷撃を用いた連鎖攻撃を得意とする。攻撃的かつ流動的な戦闘スタイルが求められる。
すべてのクラスに共通して“高速移動・連鎖電撃・過電流”という三つのコンセプトを共有する。「荒天の中を駆け抜け、稲妻そのものになる感覚」をコンセプトに、ダイナミックな立体機動と瞬間火力が両立する点が最大の特徴である。『宙賊のシーズン』の実装時に「特性」と「かけら」によってビルド幅が大きく拡張され、各クラスは「増幅状態」という共通状態を得た。増幅状態中は移動速度・スライディング距離・武器ハンドリングが大幅に向上し、追加効果として回避行動（ハンター）、バリア展開（タイタン）、グライド制御（ウォーロック）が強化される。増幅状態はキルや特定の近接・グレネード命中で延長可能で、立ち回りのテンポを加速度的に高める設計となっている。
アークは状態異常として「感電」と「目つぶし」を持つ。感電は対象に連鎖電撃を付与し、追加ダメージと範囲拡散を誘発するため、雑魚密集地で特に有効。目つぶしはPvEで敵を無力化し、PvPでは一時的に視界とレーダーを奪うため、攻守の切り替え点を作りやすい。これらはグレネード直撃や特定のかけら、サージ近接など多彩なトリガーで発動し、“スピードと制圧”というアークの本質を支える。
ソーラー
太陽の炎と再生を司る光の力で、攻撃と回復の両側面を持つ。焼灼による持続ダメージや自己回復、仲間の強化が主な役割となる。タイタンは「サンブレーカー」としてハンマーを投げつけ、ハンターは「ガンスリンガー」として精密射撃を行い、ウォーロックは「ドーンブレード」によって空中から炎の刃を振るう。持続的な戦闘支援とフィニッシャー性能に優れる。
ボイド
重力と空間そのものを操る光の力で、抑制、吸引、不可視などの多様な効果を持つ。制御と戦術を重視し、状況を支配する力として知られる。タイタンは敵の攻撃を無効化するバリアを展開し、ハンターは姿を消しながら高精度の奇襲攻撃を行い、ウォーロックは敵を吸い込み爆発させる力を発揮する。範囲制御やデバフ効果に強みがある。
ステイシス
暗黒の力に由来し、氷のような構造物を形成し敵の動きを封じることに特化する。制圧や鈍化、凍結といった状態異常を主軸とした戦術が特徴。各クラスとも敵の動きを妨げつつ、自らの位置取りを有利に保つ手段を得ている。
ストランド
運命の糸や精神世界を操る暗黒の力とされる。空間を紡ぎ、糸によって敵を拘束したり、自らの行動を加速させることが可能である。タイタンは鋼糸を打ち出し敵を撲殺し、ハンターは糸のロープダートを振るい、ウォーロックは群体のような思念体を召喚する。流動的かつ戦略的なスキル運用が求められる力である。
プリズム
光と闇の力を統合した初の“多属性ハイブリッドサブクラス”である。従来のような一つの属性に限定されず、アーク・ソーラー・ボイド・ステイシス・ストランドの各属性から複数のスキルやアビリティを選択して自由に構築することができる。この柔軟性により、プレイヤーは戦闘スタイルを高度にカスタマイズでき、たとえば“アークの近接攻撃”と“ボイドのグレネード”を組み合わせるような戦術が可能となった。 プリズムはナラティブ上も象徴的な位置にあり、光と闇の境界を越えたガーディアンの進化形として描かれる。「トランセンデンス」という独自のシステムによって、戦闘中に条件を満たすことで一時的に超強化状態になり、選んだ2つの属性の両方を活性化させた高次元の戦闘能力を発揮する。
プリズムは「選択と融合」をテーマとしており、従来のサブクラスを極めたガーディアンが次に目指す「全属性を理解し、調和させる存在」への到達点として位置づけられている。

### 武器
以下の3種の武器カテゴリーを装備する。キネティックウェポンとエネルギーウェポンは弾数が無限のメイン、弾数制限がある特殊の2種類がある。
キネティックウェポン
キネティック武器は、属性ダメージを持たないか、またはストランドやステイシスのような暗黒の力を除いて、純粋な物理ダメージを与える武器カテゴリーである。主に初撃の命中精度と安定したダメージが求められる場面で有利に働き、エネルギーシールドを持たない敵に対して高い効果を発揮する。主な武器種にはハンドキャノン、スカウトライフル、パルスライフル、スナイパーライフルなどが含まれ、ヘッドショットによる精密ダメージを狙いやすいものが多い。
エネルギーウェポン
アーク・ソーラー・ボイドの属性ダメージを与える武器群で、特に敵のシールドを破壊する際に効果を発揮する。属性一致による“シールドボーナス破壊”が存在し、たとえばソーラー属性の武器でソーラーシールドを攻撃すると、シールドを爆発させて周囲にダメージを与える。キネティック武器と似た武器種が多いが、エネルギー枠にはショットガンやフュージョンライフルなどの近距離～中距離向けも多く含まれ、サブクラスとの属性シナジー構築が重要な選択軸となっている。特にPvEでは属性一致がDPS効率を左右する要素となる。
パワーウェポン
高威力かつ高リスクの戦術的兵器であり、ロケットランチャー、一部スナイパーライフル、グレネードランチャー、剣、マシンガン、一部トレースライフルなどが該当する。弾薬入手が制限されている代わりに、一撃の威力や範囲攻撃性能に優れ、ボス戦やチャンピオン級エネミーへの高ダメージを狙う場面で中心的役割を果たす。現在では「ヘビー弾」の運用が戦術全体に深く影響を及ぼす重要な要素となっている。

## コンテンツのタイムライン
※ストーリーは別項目を参照。
| 2017 | カバル大戦            |
| 2017 | オシリスの呪い        |
| 2018 | ウォーマインド        |
| 2018 | 孤独と影              |
| 2018 | *錬成のシーズン       |
| 2019 | *放浪者のシーズン     |
| 2019 | *絢爛のシーズン       |
| 2019 | 影の砦                |
| 2019 | *不死のシーズン       |
| 2020 | *暁旦のシーズン       |
| 2020 | *名士のシーズン       |
| 2020 | *到来のシーズン       |
| 2020 | 光の超越              |
| 2020 | *斬獲のシーズン       |
| 2021 | *選士のシーズン       |
| 2021 | *永夜のシーズン       |
| 2021 | *彷徨のシーズン       |
| 2022 | 漆黒の女王            |
| 2022 | *甦生のシーズン       |
| 2022 | *幻影のシーズン       |
| 2022 | *宙賊のシーズン       |
| 2022 | *熾天使のシーズン     |
| 2023 | 光の終焉              |
| 2023 | *抗戦のシーズン       |
| 2023 | *深淵のシーズン       |
| 2023 | *魔術のシーズン       |
| 2023 | *望みのシーズン       |
| 2024 | 最終形態              |
| 2024 | *エピソード: 残響     |
| 2024 | *エピソード: 亡霊     |
| 2024 | *エピソード: 異端     |
| 2025 | 運命の境界            |
| 2025 | *奪還                 |
| 2025 | *灰と鉄               |
| 2025 | 反逆                  |
| 2025 | *無法                 |
| 2025 | *影と秩序             |
| 2026 | Shattered Cycle(原題) |
| 2026 | The Alchemist(原題)   |

### 1年目

#### カバル大戦  (原題: RED WAR) - 2017年9月7日
ドミヌス・ガウルはレッドリージョンのカバルを率いてシティを襲撃した。ガウルは勝利すると、カバルの技術を使ってトラベラーを罠にかけ、ガーディアンを光から断絶した。ガーディアンはバンガードを再結集させ、人類の故郷を取り戻すべく反撃を開始する。光を盗む計画が裏目に出たガウルは、トラベラーに敗北を喫することになった。
一連のPvEおよびPvPコンテンツが刷新された本作は、前作『Destiny』からのゲームシステムを踏襲しつつ、多くの要素が再構成・再設計されている。
ゲームモード
- キャンペーン

初期状態で光を失った状態からスタートし、ストーリーに沿って再習得していく。キャンペーンは1人でプレイ可能、特定のミッションでは協力プレイも可能。メインクエストのほかに、各惑星でのアドベンチャーや失われたセクターなどのサブコンテンツも導入。
- パトロール

地球（EDZ）、タイタン、イオ、ネッススなどが主要マップとして登場。それぞれにパトロール、公開イベント、失われたセクター、地域スキャン、アドベンチャーなどの要素があり、自由探索が可能。
- ストライク

3人1組で挑戦するインスタンス型PvEコンテンツ。プレイリストも実装されており、一定の報酬が得られる。難易度はスタンダードの他にナイトフォール(高難度)バージョンが存在。
- クルーシブル

対人戦モード（PvP）。初期では6対6ではなく4対4を基本とし、より競技性を重視した構成に変更された。モードにはコントロール、サバイバル、カウントダウンなどがある。
- リヴァイアサン

発売後間もなく実装された6人用コンテンツ。舞台はカルス皇帝の巨大宇宙船リヴァイアサンで、他のPvEコンテンツとは一線を画したパズル性と協力プレイが求められる。後に同船内での派生コンテンツも追加された。
クラスとスキルの再設計
3つの基本クラスは前作と同様だが、スキルツリーやスーパースキルが再構成され、アーク、ソーラー、ボイドの属性ごとに2つの派生サブクラスが選べる形に刷新された。各サブクラスはレベルアップによって解放される形式で、キャンペーン中または特定のアイテムを通じて取得可能。新スーパースキルとして、ハンターにアークストライダー、ウォーロックにドーンブレード、タイタンにセンティネルが実装。
装備とパワーの概念
武器はキネティック、エネルギー、パワーの3スロットに分かれ、それぞれ用途の異なるものを装備できる。装備には「パワー」が設定されており、プレイヤーの総合戦闘力として機能する。各武器・防具には固定のパークが付与されており、初期はランダム性が排除されていた。
ソーシャル・経済要素
新拠点「奥地」や、キャンペーンクリア後に解放される「タワー」などで、ベンダーから装備の入手やエングラムの復号が可能。プレイヤー同士のクラン機能も充実し、クラン報酬やクラン経験値が実装された。新通貨としてブライトダストやエバーバースの刷新があり、装飾品関連の取得がより多様化。
限定イベントとライブコンテンツ
初年度には「アイアンバナー（PvPの期間限定イベント）」、「ファクションラリー（3派閥に分かれ、装備報酬を巡って競う）」、「暁旦」や「深紅の日々（バレンタインデーイベント）」など季節イベントが開催された。

#### オシリスの呪い (原題: Curse of Osiris) - 2017年12月6日
元ウォーロックバンガードでシティから追放されたオシリスは、シミュレーションを活用してベックスに完全な勝利を齎そうとする、パノプテース・インフィニットマインドの企てを阻止しようとしていた。オシリスとガーディアンは、ベックスのシミュレーションエンジンである無限の森に入り、パノプテースに勝利する。オシリスはこのシミュレーションを人類の役に立てるために森に残ることを選択した。
ゲーム内容の追加・変更点
- 新ロケーション：水星

新たなロケーションとして水星が追加され、オープンエリア「ライトハウス」がパトロール可能なエリアとなった。公開イベントのボスは拡張当時最大規模の大型敵であり、プレイヤーの注目を集めた。
- 新アクティビティ：無限の森

水星に存在するベックスの構築した仮想現実空間。プロシージャル生成される構造を持ち、複数の時間軸（過去・現在・未来）にまたがる環境が展開される。キャンペーンやアドベンチャー、ストライクの一部で利用されるが、プレイヤーが自由に探索する用途には限定的だった。
- キャンペーンミッション

オシリスの帰還とベックスの脅威に関する全8ミッションが追加。時間操作とベックスのアルゴリズムが絡む内容で構成された。
- 新ストライクの実装

「可能性の木」と「庭園の世界」が実装。これらはキャンペーンと同様に無限の森を舞台にしており、PS4版では期間限定で独占された追加ストライクも存在した。
- PvP（クルーシブル）関連

新マップが複数追加され、水星をテーマにしたステージなどが登場。
- 武器・防具・パークの追加

新規エキゾチック装備の追加（プロメテウス・レンズなど）、ベックス由来のデザインを持つ防具、レイド防具のような見た目の「装飾品（オーナメント）」がクエスト報酬として追加された。
- 新しいレイド：世界を食らう船

オリジナルのリヴァイアサンをベースとした小規模レイド。より短時間でクリア可能な構成で、パズル・ギミック中心の設計。
その他の仕様変更
- パワーレベル上限の引き上げ

最大パワーレベルが305から330（335）まで引き上げられた。

#### ウォーマインド (原題: Warmind) - 2018年5月19日
トラベラーが目を覚ました衝撃波で軍事衛星が火星に墜落し、黄金時代のウォーマインドAIであるラスプーチンのコア、そして忘れ去られていた敵までもが姿を現した。ハンターであり黄金時代の家系の子孫でもあるアナ・ブレイは、ハイヴの虫の神ソルとその使者ノクリスを倒すためガーディアンと協力する。ラスプーチンは人類を守ることを誓ったが、それには条件があった。
主な追加要素とゲーム内容
- 新ロケーション：ヘラス盆地

火星南極を舞台とする新パトロールエリア。氷に閉ざされたハイヴの拠点が点在し、公開イベント、失われたセクター、アドベンチャーなどが配置されている。また、ラスプーチンの中枢施設が探索可能なエリアとして実装された。
- 新アクティビティ：エスカレーション・プロトコル

最大9人まで参加可能なウェーブ型PvEアクティビティ。複数フェーズに分かれた敵の襲撃を制限時間内にクリアしていく。高難度・高報酬を特徴とし、専用のボスや限定武器（IKELOSシリーズ、ショットガンなど）がドロップする。配信当初は推奨パワーが高く、報酬も限定的だったことから、最難関コンテンツのひとつとしてプレイヤー間で注目された。
- 新キャンペーンミッション

主人公ガーディアンは、ラスプーチンの起動に関わる任務のため、アナ・ブレイと共に火星を探索。物語の途中でラスプーチンの意志と人類の関係に焦点が当てられる。
- ストライクの追加

「無数の意思」はラスプーチンの核に侵入しようとするハイヴの虫の神ソルを撃破するストライク。キャンペーンのラストミッションを改変した内容。「インサイト・ターミナス」はネッススを舞台としたカバル系の新ストライク（PS4期間限定後、全プラットフォームに解禁）。
- レイド：星々のスパイア

リヴァイアサン宇宙船を舞台とした。戦闘よりも連携とギミック重視の構成で、エリート向けの短時間レイド。エキゾチック装備や強化素材を得られるが、難易度は高め。
その他のゲームプレイ要素
- パワーキャップの増加

最大パワーレベルが335 → 380（385）へ引き上げられた。
- エキゾチック装備のリワーク

多くの既存エキゾチックにバランス調整と新パーク効果が導入され、使用率が低かった装備にも実用性が与えられた。特にPvE環境では「リスクランナー」や「スカイバーナーの誓い」などが再評価された。
- PvP（クルーシブル）の調整

ランブル（全員対戦）の復活、ランクマッチ制（武勇ランク/栄光ランク）の導入など、PvPの競技性と報酬性が強化された。また、ランク報酬には武器「レドリックスのクレイモア」が実装され、当時のトッププレイヤーの象徴的報酬となった。
- 新しい武器群：IKELOSシリーズ

エスカレーション・プロトコルや特定クエストから入手できるレジェンダリー武器群。特に「IKELOS_SG_v1.0.1」はPvEにおける最強クラスの装備として長期にわたり使用された。

### 2年目

#### 孤独と影 (原題: FORSAKEN) - 2018年9月5日
新ロケーションとパトロールエリア
- 入り組んだ岸辺

スコーンと呼ばれる新勢力が支配する無法地帯。プレイヤーは「8人のバロン」と呼ばれる幹部の討伐ミッションをこなすことで、段階的にエリアを開放する構成となっている。アドベンチャーや公開イベント、失われたセクター、バウンティが多数配置されている。
- 夢見る都市

後半で解禁される神秘的なマップ。週ごとに呪いの進行度が変化し、レイアウトや敵、報酬が変化するというダイナミックな構造を持つ。迷宮や秘密のアクティビティが点在する。
新ゲームシステム・モード
- ギャンビット

PvEとPvPを融合した新モード。4人対4人のチームが敵を倒してかけらを集め、中央バンクに収めることで大型ボスを召喚する競争型アクティビティ。対戦中に敵チームのフィールドに侵入し、PvPで妨害できる要素もあり、高い戦略性が求められる。
- 武器スロットの再自由化

１年目ではキネティック、エネルギー、パワーで武器種が固定されていたが、以降は任意のスロットに武器を装備可能となり、ダブルショットガンやトリプルスナイパーなど柔軟な構成が可能になった。
- ランダムパークの復活

各武器において、再びパークがランダムに付与されるようになり、掘り出し要素（いわゆる「厳選」）が復活。装備ビルドの深みが向上した。
- コレクション／勝利の道のり導入

装備、エモート、シェーダーなどを網羅的に確認できる「コレクション」タブと、達成項目や実績を一覧化した「勝利の道のり」システムが追加された。やり込み要素として機能し、報酬や称号に直結する。
エンドコンテンツ
- レイド：「最後の望み」

夢見る都市を舞台とした大規模レイド。8時間を超える初回クリア記録が話題となるなど、極めて高い難易度と探索性を誇る。クリア後には夢見る都市の呪いが進行し、ワールド全体が変化するダイナミクスが組み込まれている。
- ダンジョン「砕かれた玉座」

夢見る都市の呪いが最大の時に解禁される高難度ソロ〜3人用のコンテンツ。レイドに匹敵する構成で、パズルと戦闘が融合した設計。
- その他の高難度アクティビティ

エキゾチッククエスト、アセンダントの挑戦
PvP関連の変更
- クルーシブル新マップとバランス調整

数種の新マップが追加され、武器バランス、TtK（Time to Kill）が短縮されるなど、PvP環境が高速化された。さらに、PvPランク報酬として名武器「ルナの遠吠え」「受け継がれる思い」が登場し、競技性が一段と高まった。
その他の仕様変更
- パワー上限引き上げ

600
- 新エキゾチック装備多数追加

（切り札、二尾の狐など）
- 「年間パス」

シーズン方式による3部作（錬成のシーズン／放浪者のシーズン／絢爛のシーズン）へと移行する下地が整えられた。

#### 錬成のシーズン (原題: Season of the Forge) - 2018年12月5日～2019年3月6日
主なゲームプレイ要素
- 炉

プレイヤー3人で挑戦するウェーブ制のタイムアタック型PvEアクティビティ。異なる敵種族が拠点を襲撃するなか、特定の条件を満たしつつボスを撃破する。ヴェルンドの炉、ゴファノンの炉、イザナミの炉、ベルグシアの炉が順次追加された。鍛造所ごとに異なるボス、属性ギミック、推奨パワーが設定されており、各武器の設計図と関連するクエストが用意されている。
- ブラックアーマリー武器群のクラフトと厳選

プレイヤーは特定の「武器フレーム」を鍛造所で完成させることで、ランダムパーク付きのレジェンダリー武器を獲得できる。代表的な武器にはハンマーヘッド（マシンガン）、タタラ・ゲーズ（スナイパーライフル）リンギングネイル、燃え立つ蘭などがある。
- エイダとの対話とファッション性

エイダは武器設計だけでなく、装飾（武器スキンやシェーダー）も提供するベンダーであり、プレイヤーのスタイル性にも寄与する存在。週替わりのフレーム提供、素材収集など、プレイヤーの行動に応じたやり込み要素が強化された。
高難易度コンテンツ
- レイド：過去の惨劇

タワー地下の廃墟を舞台とした6人レイド。都市部での高速ビークル戦闘や、複雑な電子ギミックが特徴。レイド報酬には強力な防具や「アナーキー」といった人気の高いエキゾチックグレネードランチャーが含まれる。パズル要素も豊富で、「最後の望み」に比べて短めだが、協力性が要求される設計。
- ナイオビ研究所

期間限定で登場したコミュニティ協力謎解き型のコンテンツ。パズルの難易度が非常に高く、コミュニティによる総力戦で解明された。実装当時は、謎解きが進まなければ鍛造コンテンツが解放されない仕様で、運営が後に緩和措置をとるなど、議論を呼んだ。
パワー関連とシステム変更
- パワーレベル上限の引き上げ

600から、最大パワー650に引き上げ。
- アイアンバナー／エキゾチック更新

既存エキゾチック武器の調整や、イベント防具のオーナメント化が進行。

#### 放浪者のシーズン (原題: Season of the Drifter) - 2019年3月6日～2019年6月5日
新アクティビティとコンテンツ
- プライムギャンビット

従来の「ギャンビット」モードの進化系で、1ラウンド制の高速競技形式へと再設計された。プレイヤーは4人チームで敵を倒し、かけらを回収、貯蔵器に預けてボスを召喚。並行して敵チームのフィールドに侵入し、妨害も行える。本モードでは、各プレイヤーが以下の4つの役割に特化した装備を身につけることで、戦術的な差別化が図れる。
- 1. コレクター：大量のかけらを運ぶ
  2. 番兵：敵の侵入者を撃退
  3. 死神：雑魚敵の殲滅
  4. 侵入者：敵チームへの侵入・妨害  これにより、チーム構成の戦略性と役割分担がより明確化された。
- 天誅

プライムギャンビットの装備を得るための高難易度PvEアクティビティ。プレイヤーは「ナインの領域」に飛び込み、複数段階に分かれたウェーブ戦闘に挑む。ティアI〜IIIまで存在し、段階ごとに推奨パワーと報酬が異なる。戦闘には強化ギミックや制限時間が設定されており、エンドゲーム向けのチャレンジとして設計されていた。
装備と報酬システム
- 役割特化型アーマー

天誅でドロップする専用装備には、各ロールに対応した特殊パークとビジュアルエフェクト（輝く紋章）が付与されている。これにより、プレイヤーは自分の得意分野に応じた装備を揃え、プライムギャンビットでの効率を高めることができる。
- 合成システム

プレイヤーはプレイ中に「合成器」と呼ばれるアイテムを取得し、それを用いて特定ロールの装備を天誅で獲得可能。これがギアのビルド構成を促進した。
- 新エキゾチック装備
  - トルン：前作から復活したハンドキャノン。専用クエストを通じて入手。
  - パーフェクト・アウトブレイク：高難易度クエストで取得できるパルスライフル。前作の「感染のプライム」の復刻。
- ナイン関連装備

「シュールのバウンティ」や天誅経由で、ナイン由来のアーマーセットや装飾が追加。神秘的なエフェクトが特徴。
システム変更とバランス調整
- パワーレベル上限の引き上げ

650 → 700
- PvPにおけるバランス調整

武器種・スキルのTtK（Time to Kill）調整、PvPメタの変化
- 放浪者 vs バンガード

期間限定で導入された選択型クエスト。プレイヤーは「放浪者（ギャンビット重視）」か「バンガード（伝統的なガーディアンの道）」のいずれかを選び、異なる物語と報酬を得る。

#### 絢爛のシーズン (原題:  Season of Opulence)   2019年6月5日～2019年10月1日
主なアクティビティとシステム
- 野獣達の群れ

最大6人で挑戦するマッチメイキング型の協力PvEアクティビティ。様々なミニチャレンジ（ウェーブ処理・ギミック攻略・ミニボス撃破）を順次クリアし、最終的にボス戦へと進行する。ミッションの構成は週替わりで変化し、ボスの種類やギミック、報酬も多様。失敗しても進行可能という設計が、ライト層にも受け入れられた。
- 絢爛の聖杯

報酬システム。プレイヤーはカルスから贈られたカスタム可能な聖杯に、3種のルーンをはめ込むことで、得られる武器・防具・属性・パークの一部を指定できる。このシステムにより、効率的な装備厳選が可能となった。ルーンは様々なアクティビティやバウンティ報酬で入手でき、聖杯はアップグレードによって性能が強化されていく。
レイド：悲哀の冠
リヴァイアサン宇宙船内にある未探索区域を舞台に、カリウスが実験体として召喚したハイヴの呪われた「ガールラン」と戦う6人用レイド。特徴はバフ（祝福）と呪いの切り替えギミックで、プレイヤー間の連携が重要となる。本レイドは、配信開始当日に解禁される「デイ・ワンレイド」として話題を呼び、同日解禁でありながら初回クリアに6時間以上を要した。
武器・装備・その他の要素
- 新武器とアーマー

野獣達の群れの報酬として、多数の新規レジェンダリー武器・防具が追加。
- - 例：寵愛（スナイパーライフル）、アウストリンガー（ハンドキャノン）、フィックスド・オッズ（マシンガン）など
- エキゾチック装備の追加
  - トゥルース：前作から復活した追尾型ロケットランチャー
  - ルミナ：味方を回復する異例のハンドキャノン
  - バッド・ジュジュ：連続キルでスーパーエネルギーを加速するパルスライフル
- 栄光の広間

カルスの展示施設。プレイヤーは「栄光」を支払って彫像を設置することで装飾要素を開放したり、特定のバフや装備報酬を得られる。 一定数の栄光を集めることで「バッド・ジュジュ」の入手が可能になる。
パワーキャップとシステム更新
- パワーレベル上限の引き上げ

700 → 750
- アーマー2.0への準備段階として、一部UIや装備プレビュー機能が更新された。
- PvPメタの変化

新武器の寵愛やアウストリンガー、リボーカーなどの武器が強力だったため、「ルナの遠吠え」や「受け継がれる思い」まみれのPvP環境も一定の変化を見せた。

### 3年目

#### 影の砦 (原題: SHADOWKEEP) - 2019年10月2日
```
古の敵が迫り寄り、最後の安全な都市の英雄たちが銀河辺境に目を向けた時、月面の下から新たなナイトメアが姿を現した
[
4
]
。ガーディアンはエリス・モーンの声に耳を傾け、ハイヴの群れに立ち向かい、ナイトメアのエッセンスから武器を作り上げ、異端の奈落と救済の庭園に潜む悪を滅ぼした。
```

Larger|新ロケーションとアクティビティ
- 月

『Destiny』以来の復活となるパトロールロケーション。従来のマップ構造を一部再利用しつつ、「深紅の砦」などの新エリアを多数追加。敵勢力「ハイヴ」が大規模な拠点を築いており、プレイヤーはかつての仲間や敵の幻影と向き合うことになる。パトロール、失われたセクター、公開イベント、クエストなどが多数存在。
- ナイトメア狩り

月での特殊なPvEアクティビティ。過去に登場した強敵の「ナイトメア」としての幻影と戦う。週替わりでボスが交代し、「伝説」・「達人」といった高難度にも対応。武器改造パーツやエッセンス報酬、挑戦系の勝利の道のりの獲得源となる。
- エッセンスと装備収集

月で入手可能な「エッセンス」と呼ばれるクエストを通じて、過去作品を象徴する装備を取得可能。特定条件でパークの選択肢も増える。
レイド：救済の庭園
舞台は「ブラックガーデン」。『Destiny』の最終決戦地を再構築したロケーションで、ベックス勢力と戦う。 特徴は「リンク」と呼ばれるチェーンシステムと、連携によるマップ制御ギミック。ボス「サンクティファイド・マインド」は特殊な戦闘構造を持つ。レイド武器は全体的にPvE向けであった。
システム刷新とプレイ環境の変更
- アーマー2.0

全アーマーが改造パーツスロット付きとなり、プレイヤーはステータス（可動性、耐久力、回復力、知性、鍛錬、腕力）とパーツ構成を自由に調整可能に。装備厳選の自由度が格段に向上し、ビルド構築がゲームプレイに与える影響が拡大した。改造パーツには属性（アーク／ソーラー／ボイド）適性も存在。
- ファイアチームの調整（マッチメイキングの改善）

ナイトフォールや伝説アクティビティなどにガイド付きマッチングが一部導入され、ソロプレイヤーの参加機会が拡大したが、利用者は少なかった。
- 「シーズン制」の本格導入と分離販売

『影の砦』は単体でも購入できるが、同時期に導入された『不死のシーズン』は別売またはバンドル販売となった。これにより、年間パス制は終了し、拡張とシーズンが分離された販売形式へと移行した。
- バリア／アンストッパブル／オーバーロード・チャンピオンの導入

特定の敵には対応する改造パーツ（アンチチャンピオン）が必要となり、装備選択の戦略性が増した。
その他の追加・変更要素
- パワーキャップ引き上げ：960
- 新エキゾチック装備
  - 神性：レイド経由で取得。敵に持続デバフを付与するトレースライフル。
  - 死を齎す者：軌道操作型のボイドロケットランチャー。
  - ゼノファジ：単発高威力のマシンガン。ギャンビットの対ガーディアンのメタになった。

#### 不死のシーズン (原題: Season of the Undying) - 2019年10月2日～2019年12月11日
```
地球の月ピラミッドの復活を受け、ベックスが開いたブラックガーデンへのポータルから飛び出した軍勢が月面を襲う。イコラ・レイとガーディアンは、ベックスのリーダーであるアンダイイング・マインドを探して倒すため、イコラが作り出したポータル使い、ガーデンへ攻撃を開始した。ガーディアンはガーデンの中で暗黒の遺物回収する。
```

主な追加アクティビティ
- ベックスの猛威

最大6人で挑むマッチメイク型のPvEアクティビティ。ベックスが開いたポータルを通じて、プレイヤーはイオに接続された侵略空間に突入し、敵の波状攻撃やギミック処理、最終ボスの撃破に挑む。コンテンツは段階的に進行し、週ごとに構造や敵編成が変化。シーズン限定報酬の武器・防具がドロップする。
- 「ゲートロードの目」アーティファクト

各シーズンでプレイヤーに与えられる専用アーティファクト。ベックス由来の強化機構であり、経験値によりレベルアップし、アンチバリア／オーバーロード／アンストッパブル改造パーツなど、特定の敵対策に必須の改造パーツを解除できる。
- ベックスの侵攻

月にて発生するイベント。公開イベントと連動し、ベックスの大型ポータルが開き、複数のボスが連続して出現。撃退に成功すると、追加報酬を獲得可能。イベントが発展することで、月に建設される「ベックス・ポータル構造物」の進行が可視化されるギミックも存在した。
報酬
- 新規レジェンダリー武器群
  - 仮定（サブマシンガン）
  - 助言（パルスライフル）
  - 命令（スカウトライフル）など

すべてベックス由来のデザインで統一され、ビルド拡張性と周回掘りによる収集性が両立されていた。
シーズン進行とバトルパス構造
- シーズンパス報酬

初の導入となる「シーズンランク制バトルパス」により、最大100ランクまでの進行で報酬が配布される。無料帯と有料帯の2段階に分かれており、有料パス購入者はエキゾチック装備・素材・シーズン装備などを先行・追加で獲得可能。シーズン内で取得できる限定エキゾチック武器は「エリアナの誓い」（ソーラーハンドキャノン、シールド貫通能力を持つ）
- レベルアップボーナスとXP効率の調整

シーズンランクの獲得経験値は、日替わり／週替わりバウンティで効率化可能。プレイヤーの行動の自由度を高める設計となった。

#### 暁旦のシーズン (原題: Season of Dawn) - 2019年12月11日～2020年3月11日
```
オシリスはシミュレーション示した人類破滅という前兆を受け、無限の森を出た。彼はレッドリージョンの残党に自分が発明した時間旅行実験の失敗作、サンダイアルを奪われたことを知る。ガーディアンは歴史を書き換えられるのを防ぐべく、カバルとサイオン議会と戦い、その後同じ方法で行方不明になっていたガーディアン、セイント14を過去の死から救った。
```

主要コンテンツ
- サンダイアル

6人マッチメイキング型のPvEアクティビティ。水星に建造された時間装置「サンダイアル」を巡り、プレイヤーは過去・現在・未来から侵攻してくるカバルの軍勢を撃退する。アクティビティはウェーブ制とギミック処理（時間の安定化など）で進行し、最終的に時間軸ごとに異なるボスと戦う。週替わりで登場するボスと構成が変化するため、リプレイ性が高い。
- 時の回廊

複雑な迷路状の時空間「時の回廊」を探索する謎解き型クエスト。プレイヤーコミュニティ全体によって展開され、最終的にガーディアンの墓標と、エキゾチック武器「バスティオン」の入手へとつながる壮大な謎解きとして話題となった。Destinyコミュニティ史上最大規模の謎解きと言われている。
シーズン装備と報酬
- シーズンパス武器：シンメトリー

アーク属性のエキゾチックスカウトライフルで、リズムよく発射しつつ、貯めた電荷を一気に放つアーク状の追尾弾に変化させるユニークな性能を持つ。シーズンランク進行で入手し、装飾品や媒体もアンロック可能。
- オベリスク武器

サンダイアルと連動したシーズン武器として、以下のレジェンダリー武器が追加：
- - ブリーチライト（サイドアーム）
  - 負け戦の後援者（スカウトライフル）
  - 鋼羽リピーター（オートライフル） など  オベリスクのアップグレードによって、ドロップ確率や特定武器の厳選が可能となる。
- オベリスク

太陽系各地に建設される時間装置「オベリスク」に「フラクタリン」を投入することで、報酬や武器設計図が強化されていく進行型要素。フラクタリンの供給量は毎週上昇し、後半では放置しながら大量の報酬を獲得できる「フラクタリン・ファーミング」が話題になった。
システム関連の更新
- アーティファクト：オシリスのランタン

ベックス由来の「ゲートロードの目」に続くシーズンアーティファクト。新たな改造パーツ群が追加され、PvEビルドの自由度が向上。特に「戦略的な爆発」や「近接関連のスキル」を強力にでき、PvEメタに変化を与えた。
- パワーキャップ

影の砦基準を維持されるが、アーティファクトによる一時的な超越が可能。

#### 名士のシーズン (原題: Season of the Worthy) - 2020年3月11日～2020年6月10日
```
サンダイアルの計画が失敗に終わったリージョンは、人類に対して報復すべく、かつてはガウルの自慢の艦隊であった、放棄されていたオールマイティでシティを襲った。アナ・ブレイとバンガードは不和を乗り越え、ラスプーチンの軍事衛星ネットワークを使ってその危険に対処する計画を立てる。ガーディアンはラスプーチンの兵器を作動させ、ウォーマインドはオールマイティを破壊した。
```

主なゲームコンテンツ
- 熾天使の塹壕

地球（EDZ）、イオ、月で展開される大型パブリックイベント型PvEアクティビティ。プレイヤーは周辺のベックス・ハイヴ・カバルの軍勢から3基の衛星リンク塔を防衛し、一定時間内に目標を達成する必要がある。コンテンツの成功率はプレイヤー全体の連携に大きく左右され、特にリリース初期は成功が非常に困難であったため、途中で難易度が緩和された。
- 失われたセクター(伝説)

EDZと月の一部のロストセクターが週替わりで強化され、高難易度インスタンス型PvEアクティビティとして再構築された。これによりアンチバリア／アンストッパブル／オーバーロードの実践活用が求められるようになり、アーティファクトによるビルドの幅が広がる結果となった。
- ウォーマインド・セルシステムの導入

特定の武器（IKELOS系や熾天使武器）と改造パーツの組み合わせにより、敵を倒すと「ウォーマインド・セル（小型オーブ）」が出現。これを撃つことで広範囲ダメージやバフを発動可能。このシステムはプレイヤー主導のAOE制圧構築を実現し、PvE環境に大きな戦略性を追加した。
PvP
- オシリスの試練の復活

『Destiny』で人気を博した週末限定PvPイベントが、『Destiny 2』で初めて再導入された。3対3のエリミネーション形式、マップとルールは週替わり、7連勝（不敗）で「ライトハウス」への到達、特別報酬が付与される。報酬として特別装飾、エンブレム、強力な武器・防具が実装され、競技性の高さが売りだったが、チートの蔓延とマッチメイクの問題により評判は分かれた。
武器・報酬・アーティファクト
- IKELOS武器群の復活（v2.0）
  - IKELOS_SR_v1.0.2（スナイパー）
  - IKELOS_SMG_v1.0.2（SMG）

などこれらの武器はウォーマインドセル構成において極めて高い汎用性を持つ。
- 熾天使武器
  - 第七の熾天使・オフィサーリボルバー
  - 第七の熾天使・カービン

など 改造パーツ構築によってウォーマインドセルを活用できるよう設計され、PvEにおけるデバフ戦術／範囲制圧ビルドが流行した。
- シーズンアーティファクト：ウォーマインドのカンジャリ
  - アーティファクトの改造パーツ群には、上記のチャンピオン対策のほか、グレネードや近接強化、セル拡張パーツが含まれ、PvEメタを大きく刷新した。

パワーキャップの増加：1010

#### 到来のシーズン (原題: Season of Arrivals) - 2020年6月10日～2020年11月10日
```
人類の古代の敵である黒き艦隊が太陽系に再び現れ、ラスプーチンの防衛をいとも簡単につぶした。ピラミッドが上空から迫り、バンガードは一部の者を避難させる。人々を包み込んで膨れていく影が迫る中、ガーディアンは人類の敵に反撃しながら、エリス・モーンと協力してピラミッドからの謎のメッセージを解き明かす。
```

主なアクティビティとシステム
- コンタクト

9人まで参加可能な大型パブリック型PvEアクティビティで、惑星タイタンとイオで週替わりに発生する。プレイヤーは、ピラミッドが出現した地点において「力の試練（取引）」として、敵の波状攻撃を受けながら、かけらを貯蔵器に納める。仕組みはギャンビットのPvE部分に似ており、ボス戦と最終報酬が存在する。進行状況はエングラム取得率に影響を与える。
- ダンジョン「予言」

本シーズンで追加された3人用の高難易度PvEダンジョン。舞台は「ナインの世界」で、プレイヤーは光と暗黒の属性を持つ球体を操作して道を開き、空間パズル、光の反射、異形の存在との戦闘などを経て進行する。特徴的なビジュアルとBGM、初見殺しギミックによる緊張感により高評価を得た。報酬にはナイン関連装備や専用装飾が含まれる。
シーズン武器・装備・報酬
- エキゾチック武器：ウィザーホード

グレネードランチャーで、直撃または地面着弾で持続的なダメージエリアを展開する効果を持つ。PvEでの範囲制圧、ボスDPS補助手段として極めて強力で、以後のシーズンでも使用率が高い。
- シーズンアーティファクト：銀翼の種

暗黒由来のアーティファクトで、武器パーツやチャンピオン対策に加え、グレネードのチェインや範囲拡張、属性バフなどを可能にする。特にサブクラス強化（ソーラー／アーク）との相性がよく、PvE環境でのビルドの多様性が高まった。
- 装備群

シーズンパスや接触アクティビティ、エングラムから入手可能な装備には、「モノリス／ピラミッド」的なデザインが取り入れられた。武器はギロチン（ソード／横回転スラッシュ）、冷酷な拒絶（パルス）など。特にギロチンは、近接戦における最強武器の一つとして長期的に評価された。
システム更新と影響
- 寿命制

本シーズン中、武器および装備に「寿命」を導入する方針が発表。これにより、特定シーズン以前の武器は以後の最高難易度コンテンツでの使用が制限されるようになる。
- PvP／PvEのバランス調整

ウィザーホードの活躍により、エリア制圧型のプレイがPvE／PvP両方で拡大。また、ウォーマインド・セルやMODの多様性がピークを迎え、プレイヤービルドの自由度は最大化された。
- シーズンパス進行・報酬構造は継続

最大100ランクまで進行するバトルパス形式、XPボーナス／シーズン装飾品、シルバー購入によるエモート・スキンなど、前年から続く基本構造が踏襲された。

### 4年目

#### 光の超越 (原題: BEYOND LIGHT) - 2020年11月11日
```
人類の古代からの敵が戻ってきた。黒き艦隊が空を覆う中、奇妙な力が敵見方関係なしにエウロパの遺跡へと引き寄せる
[
4
]
。そして新たなケル・エラミスがフォールン統一を掲げて暗黒の贈り物となる力「ステイシス」を行使する。
```

新ロケーションと環境
- エウロパ

木星の衛星エウロパが新たな探査可能ロケーションとして登場。極寒の氷原、ブリザードによる視界変化、瓦礫と未来都市の融合といったSF色の強い環境デザインが特徴。プレイヤーはここで、「暗黒のピラミッド」やエリクスニーの分派「堕落のケル、エラミス」との戦いに巻き込まれる。
- コンテンツ保管庫（Destiny Content Vault, DCV）導入

本拡張のタイミングで、火星、イオ、タイタン、水星、リヴァイアサン、旧レイドなど複数のロケーションとアクティビティが一時的にゲームから削除された。これによりクライアント容量の削減と、今後のゲーム設計の柔軟性が確保される構造へと移行した。
新サブクラス：ステイシス
『光の超越』では、シリーズ初となる「暗黒の力」が全クラスに追加された。
- サブクラス構成
  - ハンター：レベナント – 手裏剣のような「ダスクシャード」で氷をばら撒き、広範囲凍結・粉砕が可能
  - タイタン：ベヒーモス – 地面を叩き、氷の柱と結晶で敵を凍らせる近接タンク型
  - ウォーロック：シェードバインダー – 範囲凍結とAOE粉砕が特徴。PvPで特に猛威を振るった
- ステイシスの特性
  - 敵の動きを「凍結」して「粉砕」する新たなCC（クラウドコントロール）メカニクス
  - 特性／かけらによるカスタマイズ制が導入され、パークを自分で構築する形に進化
  - PvP環境では凍結による拘束性能が極めて強く、リリース直後はバランス問題が議論を呼んだ

ストライク・レイド・キャンペーン
- キャンペーン：帝国狩り

プレイヤーは暗黒の力に手を染めつつ、堕落したエリクスニーの指導者「エラミス」の野望を阻止するために戦う。エラミスもステイシスを用い、プレイヤーと鏡像的な存在として描かれる。
- ストライク：鏡の回廊

エウロパを舞台に、ベックスが侵攻するポータルを開いている拠点を攻略。ベックスとフォールンが入り乱れる戦闘が展開される。
- レイド：ディープストーン・クリプト

エウロパの地下深くに封印された黄金時代の研究施設が舞台。フォールンが人体実験で作り出した「ブレイ・エクソ」と戦うSFホラーテイストの構成。宇宙空間への移動、ロール制のギミック、パズルとアクションのバランスが評価された。報酬武器には「遺産（ショットガン）」など人気武器が含まれる。
装備・システム・その他の特徴
- 新武器群とパーク
  - 「ディープストーン・クリプト」産武器のクラシックなデザインと高性能パーク「再構築」が好評
  - PvP向けには「猶予無き時」（フルオート精密パルス）が復活し、PvEでも強力に
- 装備の寿命適用

初めて武器に「使用期限（パワー上限）」が適用され、一定シーズンを過ぎるとハイエンドアクティビティでは使用不可となる仕様が導入された。ただしこれは後に撤回される。
- 新バフ：遅延、凍結、粉砕

ステイシスにおける状態異常の基盤。従来のボイド・ソーラー・アークとは異なる暗黒由来のゲームメカニクスとして、新たな戦術性をもたらした。

#### 斬獲のシーズン (原題: Season of the Hunt) - 2020年11月11日～2021年2月10日
```
惑星が消滅する中、ハイヴの戦神シヴ・アラスは権力を握りにかかった。オシリスは危険な道を歩み、彼のゴーストであるサギラが究極の代償を払う。ガーディアンは意外な味方に出会った。ケイド6を殺したユルドレン・ソヴがスパイダーの下で働くガーディアン、クロウとして生まれ変わっていた。ガーディアンはシヴの計画を阻止し、スパイダーと交渉してクロウの自由を勝ち取る。
```

主なアクティビティ
- ラスボーン狩り
  - プレイヤーはスパイダーと協力し、月や地球EDZに出現する強力なラスボーンを追跡・討伐する。「ルアー」と呼ばれるデバイスを使用して開始し、ルアーに特定のModをセットすることで討伐対象の種類や報酬（武器／防具）をある程度指定可能。討伐はフィールド戦闘から専用インスタンスへと移行し、最終的にボスを撃破して報酬を得る形式。
  - 報酬武器には「摩擦熱（サブマシンガン）」や「コルセアの怒り（リニアフュージョンライフル）」などが含まれる。

シーズンパスと報酬
- シーズンアーティファクト：ルアー

ハント開始のキーアイテムとして機能するほか、アーティファクトMODによるビルド強化も兼ねる。追加された改造パーツには、チャンピオン対策、属性武器強化、近接・グレネード強化などがあり、PvE向け構築の幅が拡大。
- シーズンパス限定武器
  - デュアリティ：ソーラー属性のエキゾチック・ショットガン。ADS時はスラッグ弾、腰だめ撃ちでは拡散弾を発射するハイブリッド型で、PvP/PvE双方で高い評価を得た。シーズンランク進行で即時入手可能（有料パスの場合）。
- シーズン装備群

ラスボーンをテーマにした防具セットや装飾品、シーズンパスランク報酬としてのエングラム、通貨、素材類など。
その他の追加・変更点
- ロケーションの再編後の初シーズン

コンテンツ保管庫（DCV）導入に伴い、地球EDZ・月・ドリームシティなどが主な舞台となる。フィールドの敵配置やパトロール構造が一部調整された。
- PvP調整

ステイシスのPvPバランスが大きく問題となり、複数回のナーフが実施された。特に凍結時間の短縮や能力発動回数の制限が行われた。

#### 選士のシーズン (原題: Season of the Chosen) - 2021年2月10日～2021年5月12日
```
カバルの女帝カイアトルは自ら艦隊を太陽系へと率い、ザヴァラに「私に忠誠を誓い、共にハイヴを倒そう」と取引を提示するも、辞退されてしまう。ガーディアンはチャンピオンを儀式的な戦いで倒し、軍事会議を結成するというカイアトルの試みを封じた。カバルの背教者はザヴァラの暗殺を目論むが、クロウがその企みを阻止し、その過程自ら正体を明かすことになる。ザヴァラとカイアトルは休戦に同意した。
```

主なアクティビティ
- 戦場
  - 3人制のマッチメイキング型PvEアクティビティ。各地でカバルの精鋭部隊と交戦し、複数のフェーズを突破して最終ボスを討伐する。アクティビティ終了時には「カバルゴールド」を獲得し、これを使って報酬装置「証明のハンマー」を起動することで、報酬を得られる。
- 証明のハンマー
  - シーズン固有の進行アイテムで、戦場や他アクティビティで入手できる「カバルゴールド」をセットして使用。アップグレードすることで、報酬スロットの拡張や報酬武器の特定パーク固定化などが可能。

シーズン装備・武器
- 新規レジェンダリー武器群（シーズンテーマ）
  - レンディション（サブマシンガン）
  - 遠未来（スナイパーライフル）
  - スレデッド・ニードル（リニアフュージョンライフル）

などのこれらは戦場の報酬として入手でき、厳選要素も備えていた。
- シーズンパス限定エキゾチック武器：ティクーの占術
  - ソーラー属性の弓で、発射した矢が敵をマークし、命中後に爆発する追尾効果を持つ。PvEの雑魚処理やPvPでの範囲ダメージに優れ、当時の環境で高い評価を受けた。
- その他復活武器
  - 「カイブン」や「イグニアス・ハンマー」など、過去作や旧シーズンで人気の武器が復活し、新パーク付きで再登場。

システム・環境面の更新
- バウンティ主体からチャレンジ主体への移行
  - 毎週更新される「シーズンチャレンジ」システムが導入され、バウンティ周回に依存しない進行設計に変更。チャレンジ達成でXP・ブライトダスト・報酬装備を獲得可能。
- パワーキャップの増加
  - ソフトキャップ：1250
  - ハードキャップ：1300
  - ピナクル上限：1310
- PvP／ギャンビット調整
  - ステイシスの能力やグレネードが再度弱体化され、特に凍結時間が大幅に短縮。一部武器カテゴリ（ハンドキャノン・ショットガン）のキルタイムが調整。

#### 永夜のシーズン (原題: Season of the Splicer) - 2021年5月12日～2021年8月25日
```
ベックスのシミュレーションによりシティが暗闇に包まれる中、バンガードはエリクスニーのスプライサー、ミスラックスに助けを求めた。その返礼として、物議を醸す決断ではあったが、イコラはシティの防壁内にハウス・オブ・ライトを避難させることを申し出た。ガーディアンはミスラックス助けを借り、ベックス・ネットワークの深部に入る術を学んだ。そこでガーディアンは果てなき夜の黒幕、刃の変形キュリアを発見する。キュリアを倒し、ファクションのリーダーであったラクシュミIIの手引きによるベックスの侵攻をも退け、ガーディアンは果てなき夜の解除に成功した。ミスラックスとハウス・オブ・ライト改めハウス・オブ・サイレンスは、バンガードの仲間としてエリクスニー居住区に留まっている。
```

エウロパ、アステリオン深淵で、ミスラックスはサルベーションの脱走者を迎え入れようとするが、ベックスの砲撃によりスキフが撃墜され、彼らはイーブンタイド遺跡近くの洞窟に身を潜めることになる。
同時期、シティはサバスンの尖兵キュリアによって生み出された「永遠の夜」に包まれる。イコラ・レイの依頼を受けたガーディアンはミスラックスを発見し、彼から“スプライサー”の技術を授かる。ガーディアンはベックス・ネットワークへと侵入し、ドメインの番人を討ち果たし、コードを奪取する。イコラはミスラックスとハウス・オブ・ライトの民をシティへと招き入れ、エリクスニー地区が設けられるが、フューチャー・ウォー・カルトのラクシュミIIはこの決定に強く反発する。
ガーディアンはスプライサー・ガントレットを手に入れ、EDZや月、入り組んだ岸辺など各地のベックス・ドメインを制圧していく。一方で、ラクシュミはハウス・オブ・ライトへの憎悪を煽り、ニュー・モナーキーのヒデオやデッド・オービットのジャラールを巻き込み、バンガードに対するクーデターを画策するも、ジャラールには拒否される。
ドメインの攻略が進む中、エリクスニー地区は市民による襲撃を受ける。ガーディアンはベックス・ドメイン「スティクス」「タルタロス」に侵入し、オプレッシブ・マインドたちを次々と撃破。ミスラックスは、永夜の正体がキュリアであると突き止め、これをイコラに報告。かつてエリクスニーを虐殺したセイント14も、この経緯を知りミスラックスと和解への道を歩み始める。
ガーディアンはついにデルファイ・ドメインへと突入し、スプライサーとしての技を駆使してキュリアを討伐する。この勝利により、永夜は次第に解消され、シティの人々とハウス・オブ・ライトは共に祝う。
だがその直後、ラクシュミはベックスのポータルをエリクスニー地区の中心に開き、反乱を実行に移す。しかし彼女自身がベックスの攻撃により死亡し、ガーディアンはシティに侵攻してきたベックスを撃退する。"オシリス"もこの混乱に乗じて夢見る都市へと逃亡し、ニュー・モナーキーとデッド・オービットはシティからの撤退を決める。

#### 彷徨のシーズン (原題: Season of the Lost) - 2021年8月25日～2022年2月22日
```
セイント14とクロウとガーディアンがオシリスに会うために急いで夢見る都市に向かうと、サバスンの口から真実が明かされた。彼女は数ヶ月に渡ってオシリスのふりをしながら、バンガードの内外に不信と混乱の種を撒き続けていたのだ。一連のやり取りの後、漆黒の女王はユルドレン・ソヴだった頃のクロウの記憶を回復し、自分の過去を知ったクロウはそのまま皆の前から姿を消した。マラ・ソヴ女王は、サバスンが暗黒の真実を明かすことを条件に、彼女をワームから解放することを約束した。マラは夢見る都市の呪いを解除するために宿敵を始末するつもりだったが、分離の儀式が完了すると同時にサバスンは逃走し、そのまま姿をくらました。
```

キュリアの破壊により、サバスンは宿られた兵の支配を喪失。宿られた兵は本来の主である目撃者の制御下に戻り、シヴ・アラスによって利用され始める。ガーディアン、クロウ、セイント14は夢見る都市に向かい、“オシリス”を追跡するが、その正体がサバスンであったことが判明する。マラ・ソヴは彼女をクリスタルの牢に封じ、〈ワームの追放〉儀式を準備する。ガーディアンはウェイファインダー・コンパスを用いて亜空間を巡り、各地に散ったテクナウィッチたちを救出する。並行して、スコーンの進化、クロウ＝ユルドレン・ソヴの記憶の復元、サバスンの長期に渡る策略などが明らかになる。最終的にすべてのテクナウィッチが集結すると、マラは儀式の開始までサバスンへの接触を禁じる。
その後、死者の祭りではグリントが「ヘッドレス」の調査を行い、エリクスニーやカバルも初めて暁旦を祝うなど、文化的交流が進む。
テクナウィッチたちは2月、ワームの追放儀式を開始するが、シヴ・アラスの軍勢による妨害を受ける。ガーディアンとセイントが儀式の防衛に成功し、サバスンのワームを抽出、オシリスを解放する。しかしサバスンはその隙を突いて逃走する。その後、彼女はトラベラーの下で死亡し、ゴースト「イマル」により光の力で復活。自らの玉座の世界に戻り、ルラクを呪縛し沈んだピラミッドに閉じ込める。
また、コスモドロームではガーディアン率いるファイアチームが伝説のルート・ケイブを探査。貪欲に狂わされた過去のファイアチームの末路を辿りながら、フォールンのアバロックを打倒する。(迷宮: 強欲の支配)

### 5年目

#### 漆黒の女王 (原題: The Witch Queen) - 2022年2月23日
```
ガーディアンはサバスンの歪んだ玉座の世界に足を踏み入れ、彼女とその一族ルーセントブルードがいかにして光を盗んだかを解き明かす。その中で「目撃者」と呼ばれる存在が黒き艦隊を率いて来訪すという助言をサバスンから受け取った。
```

太陽系に突如として火星が再出現し、時間の歪みを伴う異常が発生した。バンガードの指示により、ガーディアンはこの異変を調査するため火星へと向かい、カイアトル率いるカバル軍の攻撃を受ける。間もなくして、サバスンの旗艦が火星軌道上に出現し、ガーディアンはカバルの砲台を利用して艦内に突入。艦内にはボイドライトを帯びた痕跡が存在し、トラベラーの光を帯びた「ルーセント・ハイヴ」と初遭遇する。ガーディアンは光を用いるナイトと戦い、そのゴーストを手で砕いて完全に消滅させる。艦内には黒き艦隊に関係するアーティファクトも発見される。追跡の末、サバスンの玉座の世界に至るが、女王の幻影を打ち破った後に彼女によって追放される。
火星の新たな拠点「居留地」では、回収したアーティファクトを用いて「グレイブ」と呼ばれる新武器が作成される。ガーディアンは「潜みし者」の諜報員たちと共に、サバスンと光のハイヴの関係を調査し、玉座の世界に再び足を踏み入れる。そこで彼らは、サバスンのナイトを蘇らせることを拒否する裏切りのハイヴ・ゴースト「フィンチ」と出会う。
フィンチはまず、失われたサギラのゴーストシェルの在処を教える。ガーディアンは回収し、シェルからサバスンが目撃者の正体を語る記憶を得る。エリス・モーンの助言により、ヨーロッパのピラミッドへ赴いてアーティファクトに秘められた「ディープサイト」の力を強化し、より深くサバスンの記憶に触れる。ガーディアンは、「反映の祭壇」にて記憶を再生。サバスンがオシリスに偽装し、光の秘密を探っていた計画が明かされる。さらに、彼女がトラベラーを玉座の世界に移そうとしている陰謀も浮き彫りになる。
ガーディアンは続く調査で、オリックスを祀る神殿にて破滅の石板を、さらにサバスンのかつての名「サソナ」にちなんだ神殿で虫の使い魔を回収しようとするが、アハンカーラの幻影に阻まれる。また、マラ・ソヴからはサバスンを幽閉していた水晶の欠片が手がかりとして与えられ、最終的にサバスンが追放された後、トラベラーの光により蘇っていた事実が判明する。
サバスンの玉座の最奥にて、ガーディアンは最終決戦に臨む。光を用いるハイヴを退けた後、サバスン本体との戦闘となる。ゴーストは彼女に「目撃者がハイヴを騙していた」という真実を突きつけ、サバスンの嘘が崩れ始める。このことで戦局はガーディアンに傾き、遂に彼女を打倒する。だが、彼女のゴースト、イマルは逃亡し、玉座の世界からトラベラーも消える。その後、マラ・ソヴはサバスンの虫を兵器に転用すべく、儀式を行い、グレネードランチャー《パラサイト》が完成。虫は今後も重要な発言をする可能性が示唆される。

#### 甦生のシーズン (原題: Season of the Risen) - 2022年2月23日～2022年5月25日
```
光を持つサバスンのルーセントハイヴが出現し、ガーディアンの力の源が脅かされている今、生き残れるかどうかはバンガードと女帝カイアトルの不安定な同盟関係にかかっている。ガーディアンは光を抑制する力を持つ槍手に、カイアトルの忠臣であるサイオンやサラディン卿と協力してルーセントハイヴ精神内に隠された秘密を探り、ウィッチ・クイーンの恐ろしい計画阻止しなければならない。
```

トラベラーの光を宿したサバスンの出現と、火星の異常な復活により、ハイヴの中でも特にサバスンに仕える一派が光を手に入れたことが判明する。これにより、死してなお復活する「光の使徒」としてのハイヴが出現し、ガーディアンたちと対峙する新たな敵勢力となる。サバスンの力が頂点に達する中、人類側は戦略的な連携の必要性に迫られる。
この脅威に対抗するため、バンガードのザヴァラ司令官は、女帝カイアトルに援助を要請する。カイアトルはこれに応じ、ガーディアンにシナプススピアを授け、共闘体制を築く。これがきっかけとなり、「バンガード＝帝国連合」が正式に形成される。カイアトルはまた、サイオンのテクノロジーを利用した精神空間作戦を提案し、ガーディアンがルーセント・ハイヴの指揮官とその光を結びつけて捕縛する任務を可能にする。
ルーセント・ハイヴの地球侵攻を阻止する中で、ガーディアンは月に配置された大規模侵攻部隊の存在を察知し、帝国軍の支援を受けつつ、これを撃退する。しかしこの作戦の中で、カイアトルの命令で配置されたサイオン技術者が、クロウの不注意により死亡するという事件が発生し、連合の均衡は崩れかける。この責任を取る形で、サラディン卿は自らの命と引き換えにクロウを救い、カイアトルの戦評議会の一員「ブラカス・フォージ」として仕えることを誓う。これは、連合内の政治的緊張と忠誠の構造に深い影響を及ぼすこととなる。
また、火星では別の任務「ヴォクス・オブスキュラ」が展開される。ここでは、カイアトルがガーディアンに対し、離反するサイオンたちを誘導している「精神的プロパガンダ放送」の阻止を依頼する。これは、彼女の支配に反旗を翻すサイオンの一派が、カバル帝国の歴史的抑圧や、闇の勢力との同盟を喧伝するものであり、実際にはカリス皇帝の手によって仕組まれたものであることが後に判明する。これにより、カリスが再び裏から暗躍していることが明らかとなり、今後の戦局に不気味な影を落とす。(エキゾチックミッション: ヴォクス・オブスキュラ)
一方、太陽系に出現した沈んだピラミッド内部では、サバスンに呪いをかけられた門弟ルラクが、自身の力の回復と共に動き始める。彼はガーディアンをピラミッドに誘い入れ、内部に存在する兵器の稼働を試みるが、最終的にガーディアンによって阻止される。ルラクの過去、惑星ルブレイの出自、暗黒との関係、サバスンとの因縁などがここで明らかになり、暗黒の深層構造が徐々に浮かび上がってくる。(レイド: 門弟の誓い)

#### 幻影のシーズン (原題: Season of the Haunted) - 2022年5月25日～2022年8月24日
```
リヴァイアサンが、人類の過去から生まれたナイトメアに取り憑かれた状態で再び姿を現した。その狙いは月で眠りについているピラミッド艦にあった。ピラミッドの力を手に入れようとするカルスの企みを阻止するため、ガーディアンは立ち上がった。そしてついに、リヴァイアサンはピラミッドから永久に切り離された。しかし、ナイトメアが徐々に消えていく中、カルスは必ず帰還を果たすことを決意し、バンガードに目撃者の到来を予告した。
```

元カバル皇帝カルスが目撃者の門弟として登場し、月の軌道上に古代の巨大船「リヴァイアサン」を再配置する。カルスは月の地下のピラミッドとの交信に成功し、そこに封印されていたナイトメアを解き放つ。このナイトメアたちは、月のピラミッドの守護存在として作られていたが、今やカルスの支配下にある。
ナイトメアたちは、生者の最も痛ましい記憶と罪悪感に宿り、精神を蝕む存在であり、ザヴァラ、クロウ、カイアトルら主要人物たちの過去を象徴する姿で出現する。エリス・モーンはナイトメアを制御するため、「ナイトメア・ハーベスター」と「悲哀の冠」を組み合わせ、ガーディアンと共に儀式に乗り出す。この儀式は、ナイトメアの根源である「心の傷」と向き合い、それを受け入れ、昇華することで乗り越える試みである。
最初の儀式の対象者はクロウであった。彼の心に宿ったナイトメアは、自身の前世「ユルドレン・ソヴ」の亡霊であり、ファナティックの姿をとって立ちはだかる。初回の儀式は失敗に終わるが、エリスとガーディアンの支援により、自己受容のプロセスを経てクロウは克服に成功する。彼はこの経験を経て、空位となっていたハンター・バンガードの役割を担う決意を新たにする。
続いてザヴァラの儀式が行われる。彼は過去に愛した医師「サフィヤ」と息子ハキムを失った記憶に苛まれていた。ナイトメア・サフィヤの召喚する「ケシクス」との戦いを経て、初回は挫折するが、エリスの導きで再挑戦に臨み、最終的に彼女の記憶と向き合い、悲しみを乗り越えることに成功する。
最後のナイトメアの対象は、かつての父であり支配者だった「ドミヌス・ガウル」の影を背負うカイアトルである。リヴァイアサン内で独断で儀式を強行した彼女は、ガウルのナイトメアに敗北する。ガーディアンとエリスは彼女に結界を施し、儀式の準備を整える。そして、カルスの計画——ピラミッドと自らの意識の融合が進む中、カイアトルは再挑戦し、ついにガウルのナイトメアを記憶として浄化することに成功する。
すべてのナイトメアが解放された後、カルスの意識は完全にピラミッドと一体化する寸前であり、エリスは最終儀式の準備を急がせる。クロウ、ザヴァラ、カイアトル、そしてガーディアンが一堂に会し、最終決戦に挑む。リヴァイアサンの最奥の礼拝堂にて、ナイトメア・ハーベスターを用いてカルスを誘き出し、彼の意識をピラミッドから切り離す戦いが繰り広げられる。最終的に彼の精神は破れ、ユルドレン・ソヴ、サフィヤ、ガウルのナイトメアたちも静かに消滅する。カルスの影響力は排除されたが、目撃者の来訪が迫る中、それは単なる序章に過ぎないとエリスは警告する。
そして8月、カルスはH.E.L.M.のウォーテーブルにメッセージを送り、目撃者への忠誠と「再会の約束」を宣言する。このメッセージはシティ中に投影され、ザヴァラはカルスの次なる動きに備え始める。

#### 宙賊のシーズン (原題: Season of Plunder) - 2022年8月24日～2022年12月7日
```
敗北してエウロパの氷に封じられていたエラミスが、なぜか氷の牢獄から解き放たれた。エラミスと彼女が集めたエリクスニー海賊集団を阻止するため、ガーディアンも戦力を結集しなければならない。スパイダーの船に乗り、星々の軌跡をなぞりつつ、奴らの求める失われたレリックを探し出す。
```

目撃者がエラミスをステイシスの牢獄から解放し、再びガーディアンたちの前に彼女を立たせる。
解放されたエラミスは、暗黒の力を宿したレリックを回収するため、かつてのエリクスニーの宙賊団を再結集させるよう目撃者から命じられる。一方、放浪者はガーディアンに、エウロパに囚われた資産の奪還を依頼する。それはかつての裏社会の黒幕、スパイダーであった。スパイダーは自身のケッチを取り戻すためガーディアンに協力を要請し、最終的にはハルシクス（狙撃手）、SCUR-V（サービター）、スキフブレード団といった仲間たちを加えてガーディアンの私設クルーが形成される。
その後、スパイダーは「エーテル・タンク」というバーを拠点にエリクスニー・クォーターへ移動し、ミスラックス、エイド、放浪者、ガーディアンたちは会合を開いてエラミスの計画阻止を図る。放浪者はガーディアンにスケルトン・キーを授け、「海賊船団の船長」として任命する。彼らは星図とキャプテンのアトラスを駆使して、さまざまな海賊拠点に向かう遠征を開始する。
最初の拠点では、カバルの裏切り勢力を打倒し、最初のレリックを回収。以後もエイド、スパイダー、ミスラックスらの支援のもと、次々とレリックを回収していく。イリクス（狙撃手）、タグアルとサガーン（剛力の双子）といった幹部たちの拠点を攻略する中で、エイドはレリックの正体に気づく。それはかつて月のピラミッドを管理していた目撃者の門弟「ネザレク」の身体の一部であり、それぞれが彼の「墓」であった。
この事実は状況を一変させる。ガーディアンたちはルーセント・ハイヴによる襲撃を阻止しつつ、エラミスの部下を倒す。さらに、カバルの獣兵を操るアラックス（ビーストテイマー）や、スクラップ工場の監視人イシックス（スクラップワーカー）の拠点にも突入する。終盤、エイドは単独で最後のレリックの回収を試みるが、ルーセント・ハイヴのヒアカール（宝を狙う者）の襲撃に遭い、ガーディアンが救援に駆けつける。
そして、ミスラックスとエラミスの一騎討ちを迎える。エイドは両者に争いをやめるよう懇願し、エラミスはケッチで逃亡する。すべてのレリックが揃った後、エイドはそれらを用いる方法を研究するが、遺物に秘められた「呪い」の存在も仄めかされる。
11月、ガーディアンがエリクスニー・クォーターの復興を支援する中で、ミスラックスはネザレクの遺物から悪を浄化する儀式を完成させる。それにより生成された混合物を、長らく昏睡状態にあったオシリスに与える。これによりオシリスは目覚め、セイント14に自らがサバスンに乗っ取られていた期間に見た「海王星の幻視」について語るのだった。

#### 熾天使のシーズン (原題: Season of the Seraph) - 2022年12月7日～2023年2月28日
```
ガーディアンは、ウォーマインド・ラスプーチンを再構築する任務を与えられる。そのために太陽系各地に点在するブレイ・テク関連施設に忍び込み、遠く昔に失われたラスプーチンの意識の一部を奪い返さなければならない。かつて「熾天使」と呼ばれていた存在を。
```

目撃者が太陽系へ到達しつつあるという脅威に晒される中、再び目覚めたオシリスが提案する。彼はアナ・ブレイに、彼女の祖先でありラスプーチンの設計者であるクロビス・ブレイ一世の知識を頼るよう勧める。アナは複雑な思いを抱きながらも、ガーディアンをエウロパへ派遣する。ブレイ・エクソサイエンス内部には、シヴ・アラスの勢力が足場を築いており、エリクスニーの一派をラスボーンへと堕落させていた。
ガーディアンは数多のラスボーン兵を排除し、クロビスのAIを発見。彼はラスプーチン復活に必要な「サブマインド」の回収を命じる。まずは月の塹壕でマラハヤティのサブマインドを、次に火星でシャルルマーニュを回収する過程で、かつての暗黒の軍勢やスコーン、シヴ・アラスのナイトたちと交戦する。また、戦略衛星ネットワーク“ウォーサット”が敵勢力に乗っ取られる可能性も浮上し、時間との戦いが始まる。
その後、軌道上のセラフ施設にて「熾天使の盾作戦」が実行される。クロビスの指示により、シヴ・アラス由来のウイルスを使ってネットワークを腐食させる作戦が開始される。ガーディアンはハウス・オブ・サルベーションのスプライサー技術を利用し、衛星施設に潜入。ステイシス武器を持つスコーンのプラクシスやシヴのナイトたちを撃破する。その中で、ピラミッドとハッケ技術の融合による新兵器《リビジョン・ゼロ》が発見され、後に火星の居留地で強化される。(エキゾチックミッション: 熾天使の盾作戦)
ラスプーチン復活はアナとエルシーの協力によって加速される。フェルウィンター山では、かつてラスプーチンが創造した独立AI“フェルスプリング”の記憶が鍵となり、その回収が進められる。サラディンの許可のもと、ガーディアンはフェルスプリングの記憶を入手。ラスプーチンが最終的に目覚め、クロビスの本質的な野望、すなわち“人類を支配する神”になろうとした真実を暴露する。
クロビスとの決別の後、ラスプーチンは自身の存在意義を問い直す。自らを武器以上の存在と認め、ガーディアンと人類を守る決意を固める。一方で、オシリスはサブマインドのデータから「ネオムナ」の存在を発見する。マラ・ソヴはウォーサットを利用することがシヴ・アラスの罠であると見抜き、シティ、カバル、エリクスニー、アウォークンの連合軍「コアリション」に計画を提案する。
一方潜みし者は、大崩壊以来沈黙していた火星の特定施設が、時空異常の中で再起動されたことをイコラに報告する。この情報を受け、イコラはオシリスの要請に基づいてガーディアンをその施設へ派遣する。
その施設、アレス・スパイアは、ベックスの中でも目撃者に忠誠を誓うソル・ディバイシブによって占拠されていた。ガーディアンはアーク回路を用いて扉や昇降装置を作動させながらスパイアを上層へと進み、アクシス・マインドと対決する。これは目撃者がこの施設から力を収集するために送り込んだ存在である。激闘の末、ガーディアンはメルトダウンを防ぐことに成功する。これにより、スパイア内部に保管されていた重要なデータ群が回収可能となり、バンガードは施設からの知識の抽出を開始する。初期の報告はすぐにイコラへと送られ、この事件が今後の戦略的判断に影響を及ぼす布石となる。この事件は、目撃者の配下たちが過去の人類の遺産を利用して何らかの力を得ようとしている企てを示しており、ベックスが時間と空間を越えて証人と連携している事実を裏付けた。(迷宮: 監視者のスパイア)
ラスプーチンの分析により、シヴ・アラスの地球侵攻を阻止する唯一の手段は、彼自身の“自己犠牲”であると判明する。目撃者の命令でエラミスが発動したプロトコル「忌まわしき指令」は、トラベラーを撃墜する最終兵器であった。ガーディアンはラスプーチンをセラフ施設にアップロードし、エラミス、シヴのナイトとの戦いを経て、彼の自己犠牲によってすべてのウォーサットは破壊される。
これにより、地球侵略は未然に防がれるが、トラベラーはシティ上空から離脱し、目撃者の目前へと飛び立つ。最後にラスプーチンは、アナに残されたメッセージの中で“ネオムナ”と“ベイル”という未知の力の存在を明かす。ガーディアンは太陽系の運命がかかる最終決戦に備え、海王星への旅を開始する。

### 6年目

#### 光の終焉 (原題: Lightfall) - 2023年2月28日
```
目撃者が現れた。その存在は、シティも、トラベラーも、そして太陽系全体をも脅かす。新たな門弟となったカルス皇帝の助力を得て、目撃者は第二の大崩壊をもたらさんと目論んでいる。カルス皇帝に先んじて太陽系外縁へ駆け抜け、クラウドストライダーについて学び、新たな暗黒の力「ストランド」を駆使し、カルス皇帝の支配に終止符を打つべく、ガーディアン達が立ち上がる。
```

地球軌道に到達した目撃者の軍勢は、アマンダ・ホリデイを含む多くのパイロットの命を奪う激戦を経て、トラベラーの内部へと通じる「ベイル」の存在を探知する。目撃者は海王星に眠るその存在を求め、門弟カルスに回収を命じる。オシリスはこれを察知し、カルスの艦隊を追って海王星へ向かう。
ガーディアンはオシリスの後を追い、「ネオムナ」に到達。ここで新たな守護者、クラウド・ストライダーのロハンとニンバスと出会う。探索の中でガーディアンは新たな暗黒の力「ストランド」に触れ、それを使ってシャドウ・リージョンと戦うことになる。
その後、カルスが「ラジアル・マスト」を使ってベイルと接続しようとしていることが判明。ガーディアンたちはこれを阻止するために、カルスの旗艦に突入。激戦の末にラジアル・マストは破壊されるが、ロハンはその代償として命を落とす。ニンバスはロハンの遺志を継ぎ、ネオムナの守護を誓う。
ガーディアンはストランドの力を極めていき、クラウドアークを回復し、ベックスとシャドウ・リージョンの連合を撃退していく。そしてついにベイルの封印が破られ、カルスとの最終決戦に挑む。ガーディアンはカルスを打倒するが、目撃者はゴーストを通じてベイルと接触し、トラベラーに切り込みを入れる。
その瞬間、目撃者は「最終形態」に向けて準備を開始し、トラベラーの内部「ペイル・ハート」への門を開いて消える。ガーディアンはネオムナの復興を支援しつつ、ロハンの残したデータをたどり、ベイルの秘密を追い始める。ネオムナには不気味な影が差し始める。かつての目撃者の門弟——ネザレクの存在である。
ガーディアンたちは目撃者がいた、トラベラーの影響で「銀翼の樹」に寄生されるように変容したピラミッド艦に突入し、「光の種子」と「闇の種子」の双方を活用して環境の過負荷に耐えつつ進行。最終的に、ネザレクが新たな肉体をもって蘇る。彼は光と闇の両方を操るが、ガーディアンの力の前に敗北し、ネオムナを苦しめていたナイトメアの影は消滅する。オシリスは、このピラミッド内に残された目撃者の痕跡から、ペイル・ハートへの入口を見つけることができると語る。(レイド: ナイトメアの根源)

#### 抗戦のシーズン (原題: Season of Defiance) - 2023年2月28日～2023年5月24日
```
目撃者の襲撃後、バンガードは同盟関係にある者たちに呼びかける。侵攻してくる影の軍団に対抗するには、ガーディアンはアウォークンの正当なる力を習得し、女王の近衛兵として己を示さねばならない。
```

目撃者の来襲とカバル帝国の新たなる弟子、エラミスによる地球侵攻の始まり。シティが戦場となる中、多くの市民がシャドウ・リージョンによって捕らえられ、地球軌道上や地上に点在するピラミッドに収監されていく。
ガーディアンは、マラ・ソヴ、ミスラックス、デブリム・ケイの指揮のもと、女王の守護者「女王の近衛兵」として戦うことになる。マラから託されたアセンダント・セプターを駆使し、亜空間を通じてピラミッドのバリアを突破、囚人たちを救出する作戦が展開される。初の救出任務では、捕らえられていたアマンダ・ホリデイを解放することに成功するが、彼女が誤ってクロウを敵と認識し発砲する。
アマンダの救出後、次なる任務としてコスモドロームにあるピラミッドへと向かう。この要塞では宿られた兵とシャドウ・リージョンが待ち構えており、強力なサイオニック能力を持つ看守を倒して囚人を救出する。作戦成功後、デブリムとクロウも近衛兵に任命され、抗戦の枠組みが一層強固になる。
EDZのトンネル内にあるシャドウ・リージョン基地にて、ミスラックスとアマンダが囚人救出のために突入するが、ヴェレジアというトーメンターとの戦闘中、アマンダは爆発に巻き込まれ命を落とす。この死は、クロウに深い怒りと後悔を与え、ミスラックスも自責の念に囚われるが、マラとカイアトルがそれぞれ彼らを励まし、彼女の選択を尊重するよう諭す。
やがて、報復作戦「レトリビューション」が発動される。クロウの発案により、ガーディアンは地球軌道上に浮かぶシャドウ・リージョンの旗艦へと潜入。内部で結界を破壊し、エンジンルームを破壊して艦を自沈させる。艦の爆発は地上からも確認され、抗戦軍の士気は大いに高まる。クロウはアマンダの意志を受け継ぎ、アウォークン、ハウス・オブ・ライト、カバル、ネオムナの連携によるコアリションの団結を再確認する。
さらに、EDZに現れた異常から、アシェル・ミルの存在がベックス領域内で確認される。ガーディアンはアヴァロン領域に単独で侵入し、ベックスの機械神ブラキオンを倒して《ベックスキャリバー》を入手。その後の再侵入を通じて、アシェルにベイルやピラミッドの真実に関する知識を断片的に伝えられる。(エキゾチックミッション: NORD/AVALON)

#### 深淵のシーズン (原題: Season of the Deep) - 2023年5月24日～2023年8月23日
```
土星の衛星タイタンが戻ってきた。しかし、そのメタンの海の底にある何かを探している宿られた兵とハイヴで溢れかえっている。ガーディアンは、奴らを追って深海へと潜り、古代の秘密を解き明かさなければならない。
```

タイタンが再出現したことで、ガーディアンはその海底で発されたスロアンからの救難信号を受け、ザヴァラ指揮の下、セイント14、サラディン、そして放浪者の協力を得て探索に赴く。深海の亀裂と朽ち果てたリグを進む中、クラーケン海に眠るスロアンと再会。彼女は宿りの汚染を受けながらも、アーサという黄金時代の深海知性体と精神的な繋がりを形成していた。アーサは、目撃者に対抗する存在であり、彼女から真実を引き出すためには、エグレゴアサンプルの回収が必要であるとされる。
ガーディアンはスロアンと共に、宿られた兵とハイヴの襲撃をかわしながら、黄金時代のテクノロジーを用いてサンプルの抽出任務「ディープダイブ」を遂行していく。深海にて宿られた兵の配下であるクダザドやケルゴラスと対峙しながら、アーサとの精神交信を重ねることで、ついに目撃者の正体が明かされる。
アーサの語るところによれば、目撃者は、トラベラーによって最初に高次元へと導かれた文明が、自らの意識を闇の力で融合した「集合存在」である。かつて光に祝福された種族が、自己完結の果てに暗黒を選び、宇宙を「理想の形」に再構成するという目撃者の野望に辿り着いたとされる。
この重大な啓示の後、目撃者の手先であるシヴ・アラスの軍勢がアーサを宿られた兵化しようとする儀式を強行する。これに対し、ザヴァラ、サラディン、セイント14、スロアン、放浪者、そしてガーディアンが協力し、クラーケン海底深部で激しい戦いを繰り広げる。儀式を止めた後、アーサはさらなる真実を語る。目撃者のポータルを追う方法は、かつての敵サバスンだけが知っているという。
スロアンの心はその啓示に動揺するが、ザヴァラの言葉によって正気を保ち、最終的にアーサの監視を継続する決意を固めるのだった。
その後、シヴ・アラスがタイタンから撤退した隙をついて、ルーセント・ブルードが環境都市の地下に墜落。オリックスの復活儀式を試みる。ガーディアンは通信妨害の中、スロアンの命を受けて儀式の妨害に向かう。ハイヴ・チャンピオンであるエクターを撃破した後、シムマー・ウル＝ノクルがハイヴ・ゴーストを使ってオリックスの復活を試みていることを突き止め、これを阻止。通信が復旧し、スロアンは「潜みし者」に遺体の回収を依頼する。チャルコ・ヨン、リスボン13、フェンチャーチ・エベリスが回収にあたり、オリックスは未だに死んでいないという恐るべき事実が、環境都市とその周辺に散在する石化した破片から浮かび上がる。(迷宮: 深淵の亡霊)
一方ネオムナでは、オシリスとニンバスが、イシュタル・コレクティブの科学者チオマ・エシのログから、ベイルに関する情報を収集していた。チオマの妻、マヤ・サンダレシュは、目撃者の集合意識を再現すべく、ベイルと闇の融合実験を行っており、これに恐怖したチオマは、ラクシュミIIを地球に送還し、施設の永久封鎖を命じていたことが判明する。

#### 魔術のシーズン (原題: Season of the Witch) - 2023年8月23日～2023年11月29日
```
サバスンのゴースト、イマルがバンガードに危険な申し出を持ちかけてきた。目撃者を追うために必要な情報を握るウィッチ・クイーンは、我々が妹のシヴ・アラスと対峙すれば、その情報を共有するという。 欺瞞のハイヴ神との危険な契りを果たすため、ガーディアンは魔術の儀式で得た力を行使し、エリス・モーンのための捧げものを集めなければならない。
```

イマルは、サバスンをよみがえらせる前に、戦神シヴ・アラスを倒すことが先決だと語り、ガーディアンに「アコライトの杖）」を授ける。サバスンの玉座の世界を再訪したガーディアンは、エリス、イコラ、イマルとともにサバスンのスパイアを解放し、彼女の実験施設や光を操るテスト被験体と戦う中で、魔術的儀式を完成させる。
やがて、エリス・モーンが「復讐のハイヴ神」へと変貌し、シヴ・アラスを打ち倒すためには、ハイヴの「剣と血の魔術」に則った「捧げもの」が必要だと明かされる。ガーディアンは「召喚の祭壇」と「囁きのデッキ」を用いて捧げものを集めていく。
エリスの神格化に反応したシヴ・アラスは、ラスボーンを玉座の世界に送り込み、祭壇を占拠しようとする。イコラは代替策を提案するが、エリスはあくまで剣と血の魔術に則る姿勢を崩さない。ガーディアンは、サバスンの忘却牢に戻り、シヴ・アラスへの捧げもの供給を妨害する任務に挑む。
その結果、シヴ・アラスは自身の最強のチャンピオンを送り込むが、ガーディアンの力を前に一時撤退する。並行して、ガーディアンはアーク、ソーラー、ボイドのエネルギーへの調律を行い、サバスンが創造した「インバル・エンジン」の秘密に触れる。これは、ハイヴの剣と血の魔術を欺瞞と混乱を通して反転させたサバスン独自の理論であり、ガーディアンは全要素の調律と捧げものの捧げを完了させ、シヴ・アラスとの最終決戦の準備を整える。
エリスはついに最後の捧げものを得て、ガーディアンと共に「剣の祭壇」で決戦の儀式を開始。そこへイコラがサバスンの死体を持って登場し、イマルに復活を命じる。イマルはこれを受け入れ、サバスンは蘇生される。
サバスンは、ハイヴの姿を得たエリスを称賛しながら近づくが、エリスは彼女を即座に殺害し、その力を奪う。彼女はサバスンのワームを持たない状態での死という条件により、そのすべての神格を引き継ぎ、史上最も強大なハイヴ存在となる。しかし彼女は力で戦うのではなく、シヴ・アラスを玉座の世界から追放するという方法で勝利する。玉座を失ったシヴ・アラスは不死性を喪失する。
力を使い果たしたエリスは倒れ、サバスンは再び蘇る。イコラとエリスは、目撃者の後を追う方法を問い詰めるが、サバスンは「既に教えた」と答え、イマルを置いて高笑いしながら飛び去っていく。
時を経て、サバスンが残した「最後の贈り物」として、ガーディアンは再びインバル・エンジンを訪れ、3つの火鉢に火を灯す。すると扉が開き、宿りの力の影響を受けていないアハンカーラの卵、すなわち「リベンの純粋な卵」が現れる。イコラの命により卵は運ばれる。H.E.L.M.でエリスと再会したガーディアンは、サバスンの翼に刻まれた紋様のスケッチを見せる。それは、「最後の望み」—すなわち目撃者を追うための道を示すものであった。サバスンは約束を果たしていたのだった。

#### 望みのシーズン (原題: Season of the Wish) - 2023年11月29日～2024年6月5日
```
　　
リベンのねぐらへと足を踏み入れ、行方不明の卵を回収して、目撃者へと続く道を切り開くために最後の願いを叶えよ。
```

夢見る都市へのソル・ディバイシブによる侵攻が始まった。これは目撃者が「最終形態」の実行に向けて進行する一環であり、ガーディアンはこの阻止のためにリベンの遺体を訪れ、アハンカーラの歯を回収する。テクナウィッチたちはこれを用いてリベンの霊を呼び出し、「十五の願い」を叶える条件として、失われたリベンの卵の回収を課される。
初期の卵の発見と回収を経て、リベンはアハンカーラとアウォークンの関係性を語り始めるが、その探索は困難を極める。次第に、「ヘラルド（アウォークンの超兵器）」が必要だと判明し、ペトラはスターライト・ロードストーンの回収を指示する。
その後、揺り籠への潜入とロードストーンの調律を経て3番目の卵が発見される。ここでリベンは、かつてのクロウ（ユルドレン・ソヴ）によるスコーン創造への関与を嘲り、彼の内面に揺さぶりをかける。この間にもオシリスは、ベイルを通じた目撃者の接続を再現しようとするが進展は遅い。
ソル・ディバイシブはついに夢見る都市を超え、リベンの巣にガラスの間由来のオラクルとともに侵攻。ガーディアンは卵を回収するが、奪われてブラックガーデンへ転送されてしまう。リベンのかつての仲間タラニスの遺体の近くで卵を回収する過程で、タラニスが「十五の願い」を行使し、自らの命と引き換えにクラッチを散らしていたことが判明する。リベンは、ガーディアンにタラニスの遺志を継ぐ《願いの守り手》を託し、ブラックガーデンと夢見る都市の星座構造を解き明かさせる。最終的に、それがイシュタル・コレクティブのシンボルとベックス建築を示すものであると判明し、より深い宇宙の真実に繋がっていることが示唆される。エキゾチックミッショ: 不運)ンえ
五番目の卵は宿りの力により汚染されており、ガーディアンはアセンダントの挑戦を経て宿りのエッセンスを取得し、願いに応じて卵を浄化する。このとき、リベンはついに「十五の願い」の真相を明かす。それは、「ただ1人のみペイル・ハートへ行ける」という条件付きの願いであった。これを隠していたことに激怒するマラだが、オシリスがストランドで彼女を制止する。
やがて最後の卵の所在が特定され、ガーディアンは託宣エンジンを再起動してソル・ディバイシブを排除。すべての卵が揃うと、ガーディアンは願いの防壁に十五の願いを刻む。この願いの代償として、リベンもまたタラニスと同じ運命を辿る。
別の探索では、クロウがヨーロッパ・デッドゾーンでスコーンの動きを発見した。彼は潜みし者にその最後の目撃情報を伝え、ガーディアンは雪に覆われた山岳地帯へ向かい、暗黒時代の城塞の遺跡にたどり着く。ヘフンド（アハンカーラ）は、スコーンによって利用された存在であると同時に、かつてナイームと深い絆を持っていた古代の力の一端を担っていたことが明かされる。ガーディアンがヘフンドの骨を回収し、その聖所であるヘフンドの丘へ到達。回収された情報はイコラ・レイに提出され、ヴァンガード内で今後の戦略に資する情報として保管されます。（迷宮: ウォーロードの旧跡)
4月、バンガードがポータル通過の準備を進める中、目撃者はハイヴとドレッドをシティへ侵攻させる。この危機に際し、シャックスはかつて禁忌とされた武器群「BRAVEアーセナル」を復活させ、アーサイト99-40とともに防衛を指揮する。(イベント: 光の中へ)
5月、オシリスはソル・ディバイシブがベイルをブラック・ハートと置き換えようとしていることを突き止める。ガーディアンはブラックガーデンへ再突入し、ブラックハートの再創造を阻止すべく複数のアクシス・マインドを撃破。ついにこれを破壊することで、クロウはポータルを通過しペイル・ハートへ到達。彼はそこでケイド6と再会し、一時的な一騎打ちを経て和解する。オシリスは、クロウがペイル・ハートへ渡ったことを確認し、バンガードと連合軍も間もなく後に続くと予告する。こうして、最終決戦の扉が開かれた。

### 7年目

#### 最終形態 (原題: The Final Shape) - 2024年6月5日
```
目撃者によってトラベラーはベイルの暗黒の力に汚染され、太陽系の各惑星が壊滅的な打撃を受けてしまった。目撃者を倒すためにはトラベラーの解放が必要と感じたバンガードはガーディアンをトラベラーの内部へ突入させる。そこでガーディアンは今まで手に入れた光と暗黒の力を一つにする。そして、そこに待っていたのは死んだはずのケイド6だった。ケイド6はトラベラーによって蘇生されていた。そこからいろいろな事実を知り、バンガードは目撃者に対して最終決戦を挑む。
```

目撃者は「最終形態」の実現に向けて動き出し、最終局面の幕を開ける。最終形態とは、宇宙を「完全なる静止と意味の統一」へと変容させる計画であり、目撃者が長い時をかけて追い求めてきた目的の到達点であった。だが、トラベラーはこれに抗い、目撃者の影響で石化しかけた人々を救うという意志を示していた。マラ・ソヴの号令のもと、バンガードは「アハンカーラ作戦」を開始し、ペイルハートへのポータルを通過。分断されながらも、ガーディアンは目撃者の領域へと降り立つ。ここは恐るべき「思念の空間」であり、過去の記憶と存在の残響が具現化する迷宮であった。
ガーディアンはこの領域で、目撃者の創り出した「ドレッド」という新たな敵と交戦する。トーメンターをさらに進化させた「ウィーバー」や「グリム」が現れ、プレイヤーの五感や感情にまで干渉する攻撃を仕掛けてくる。この地において、ガーディアンは光と闇の力を融合させた「プリズム」の力を得る。この能力により、これまで打ち破れなかった敵の防御を超越することが可能となり、プレイヤーは存在の「超越（トランセンデンス）」を体現する力を手にする。
そして待っていたのは、ケイド6である。死を乗り越え、リベンの「十五の願い」によって蘇った彼は、記憶の迷路を彷徨うクロウを追う使命をガーディアンに託す。クロウはかつてユルドレン・ソヴだった自身の罪と向き合い、目撃者が提示する「支配」か「自由」かという二項対立に直面する。彼は誘惑を退け、再びガーディアンとしての誓いを新たにする。
ガーディアンは続いて、瞑想の中で「銀翼の樹」と融合しかけたイコラ・レイと再会する。彼女は、目撃者がどのようにしてトラベラーに暗黒を注入し、最終形態を現実にしようとしているのかを明かす。その一方で、長年苦しみ続けたザヴァラは、過去と向き合う儀式として、かつて妻と暮らした記憶の家を訪れ、そこに顕現した目撃者の幻影に耐えつつ「解放」のきっかけをつかむ。光を絶対的な正義、暗黒を絶対的な悪だとしていたザヴァラは、自信のゴーストの喪失をきっかけにその認識を大きく変え、暗黒の力を受け入れる。この一連の出来事を経て、ガーディアンたちは自らの存在理由と、目撃者が描く宇宙像との間にある決定的な違い――「目的の自由と意味の選択」に気づき始める。
やがて、最初にゴーストに見つけられ、覚醒した場所、コスモドロームの幻影で、ガーディアンにトラベラーが新たな力を与え、目撃者へ向けた最終ルートが見えてくる。途中、光と暗黒の記憶のジオラマにより、ガーディアンに「門弟となれ」という誘惑を仕掛ける目撃者。そして彼の過去を見る。かつてトラベラーによって啓蒙された最初の種族の一つであり、「最初のナイフ」として自らを再定義する存在だったことが分かる。誘惑を退けた先、彼の精神世界に侵入し、古の反逆者たちの記憶（像）を「光の剣」で破壊することで、目撃者に物理的ダメージを与えることに成功する。その代償として、ガーディアンとゴーストは重傷を負い、撤退を余儀なくされる。希望は捨てず、ザヴァラ、イコラ、クロウ、そしてケイドたちを中心にすべてのガーディアンが結集し、最終決戦への準備を始める。
マラ・ソヴはコアリションの再編に着手し、カイアトル、ミスラックス、マイカ10らを集め、トラベラーの治癒と次なる戦いに備える。ガーディアンはルーセント・ブルードの陰謀を阻止し、ミスラックスと共に過去の因縁に決着をつけ、カイアトルと共に影の軍団の作戦を潰していく。また、マラとサバスンの間では緊迫した心理戦と協力が繰り返され、やがてルーセント・ブルードも戦いに加勢する。
その後、ガーディアンは世界各地に散らばったゴーストたちを集める旅に出る。月、ネッスス、火星、EDZ、夢見る都市、エウロパなどを巡り、それぞれのゴースト（ピーチ、リンク、アカシャ、ビーン、シトリン、ハイルングなど）を救出し、トラベラーのもとへ送り届ける。この過程ではナボタの復活、ネザレクの命令録音、そしてハウス・オブ・ダスクの陰謀など、様々な残響と因果が明らかになっていく。
準備が整ったガーディアンは、6人のファイアチームを率い、「救済の境界」と呼ばれるモノリスの最奥へと突入する。複雑な構造と敵の包囲を突破した末、目撃者と直接対峙。その肉体を破壊し、最終形態の発動を阻止することに成功する。
そして「エクスシジョン作戦」が開始される。ザヴァラ率いるコアリション（人類、ハイヴ、エリクスニー、カバル）は手を取り合い、総力を挙げ、目撃者の元へ突入。サバスンカイアトル、セイント14など、ガーディアンたちは支援を受けて、目撃者の護衛たるサブジュゲイターを打ち破りながら、ついにトラベラーの光を「ゴースト経由で直接」目撃者に向けて放射するという究極の手段を選ぶ。
これにより、ついに目撃者は完全消滅し、長きにわたる光と暗黒の戦いは終焉を迎える。ゴーストは光を使い果たして命を落としかけるが、ケイド6は自分の運命は自分で決めると言い、犠牲となって光を譲り渡すことでゴーストを救う道を選んだ。
戦いの終結は、シティに灯る無数の紙灯籠とともに静かに祝福される。ガーディアンたちにとっては約10年の道のりの節目となった。
目撃者の死により、ペイルハートのポータルから「ヴァレンス」と呼ばれるオーロラ状の放射が放たれ、光と暗黒の残滓が宇宙へと流れ出す。この過程で誕生したのが「残響」と呼ばれる結晶体であり、それはかつて目撃者によって滅ぼされた文明の記憶から生成されたものである。これらは太陽系各地へと散らばり、新たな始まりを予感させた。

#### エピソード: 残響 (原題: Episode: Echoes) - 2024年6月5日～2024年10月9日
```
目撃者の死の余波が広がる世界で、新たな超因果の謎を探究しろ。生きる惑星、ネッススの核へと降下し、なつかしい顔を持つ無慈悲な新しい敵を追え。
```

最初の残響が、かつてハイヴと黒き艦隊によって絶滅した「クグ」の記憶を宿し、人々を操る力を与える媒体としてネッススの地下に墜落した。この残響を回収したのは、意識のみの存在となっていたマヤ・サンダレシュだった。彼女はこの力を利用し、ベックスのレディオラリアを支配して自らのエクソ体を構築させる。彼女が選んだ姿は、かつてのフューチャー・ウォー・カルトのリーダー、ラクシュミIIに酷似したもので、自らを「指揮者（コンダクター）」と名乗るようになる。
マヤはこの力でネッススのベックスを掌握しする。ベックスに個性を芽生えさせるという未曽有の進化を与えた彼女は、人類に新たな黄金時代をもたらすことを目的に、失われた恋人チオマ・エシをベックス・ネットワーク内で探し始める。
ガーディアンはイコラ・レイの指令で調査に派遣され、フェールセーフ、オシリス、セイント14と共に墜落地点のデータアレイを修復。オシリスはフェールセーフをH.E.L.M.のメインフレームにアップロードし、彼女は残響によって構造が変異したレディオラリアの存在を明かす。セイントはベックスの計画を通じて太陽系の外へ探査を始めたいという願いを語る。
ガーディアンはフェールセーフのB.R.A.I.N.モジュールを使い、惑星内で収集したレディオライトのサンプルを預けながら調査を継続。一方で、ハウス・オブ・サルベーションがフェールセーフのメインフレームへ侵入を試み、パイキス率いる部隊がネッススに出現する。これを撃退したのち、セイント14が通信不能となり、ガーディアンが向かう。そこでは、セイントがマヤに洗脳されかけていたが、自力でその支配を打ち破る。セイントは、自分がコピーであると指揮者に囁かれたことに揺れるが、オシリスとイコラに支えられる。彼はなおもその囁きを感じるが、決意を新たにする。
残響の力が危険であると悟ったガーディアンは、ネッススの地中奥深くへと潜入する。ハウス・オブ・ダスクのバロン、カリクス率いるエリクスニーも残響を追っており、地表のレディオラリアは地下の"惑星核"へ流されている。ガーディアンはカマリアンやアンティオプテスなどのベックス・マインドを撃破しながら進み、フェールセーフのナノボットで奥部へ進入。地下で建造中のベックス都市に入り込む。その後、シミュレーション領域を通じてセイントの体験や記憶を辿り、オシリスとの愛を再確認したセイントは指揮者の居場所を追うことを決意する。三人は指揮者と対面し、彼女がマヤ・サンダレシュであることを知る。
マヤは、黄金時代の科学者であり、エクソ技術やベックスの研究に深く関わっていた人物である。彼女はラクシュミIIの意識の残響を模したエクソ体を用い、レディオラリアを制御していた。彼女の目的はただ一つ――ベックスの力を借りて、チオマ・エシの理想像を再構築することだった。
マヤは、自分の行動の真意を明かす。彼女は単に、自身の"チオマ・エシ"を見つけ出したいがためにベックスを操っていたのだった。ガーディアンはネッススの惑星核の座標を入手し、コンダクターの実験室へ突入。そこでは、マヤがチオマのコピーを次々と作り出し、忠誠試験を課していた非人道的な実験の痕跡を目撃する。やがて複数のベックス・マインド（パロドス、スタシモン、エクソドス）を倒し、マヤと再び対面。
セイントが残響の影響を完全に振り払ったことで、マヤはベックス・ネットワークへと逃走する。彼女は依然として残響を保持しているが、ガーディアンは惑星核に残された彼女の記憶断片に触れ、マヤ・サンダレシュという存在の真実――科学と愛に狂わされた、かつての人類の知性の象徴がいかにして歪み、孤独の中で暴走していったのかを知るのであった。

#### エピソード: 亡霊 (原題: Episode: Revenant) - 2024年10月9日～2025年2月5日
```
エリクスニーを変貌させ、意のままに捻じ曲げることができる「残響」を手に入れたフィクルルが再び姿を現した。スレイヤー・バロンとしてハウス・オブ・ライトの旗を掲げ、エイドの超因果トニックの力を駆使して敵を蹴散らせ。
```

ナ・ヴェスキリスク──それは、かつてリースを大嵐にさらわれる以前のエリクスニーたちの記憶を封じ込めた「リースの残響」がもたらした新たなる恐怖だった。フィクルルはその残響を手中に収め、その力で生きたエリクスニーたちを変質させ、新たなスコーンの種族、すなわちレベナント・スコーンを生み出した。彼の狙いは古の預言を実現し、ケルの中のケルとなること。その野望に対し、ハンター・バンガードとなったクロウは、ヨーロッパでの異変への対応をガーディアンに託す。
リース＝リボーンにおいて、ガーディアンは捕らえられたエリクスニーと、かつてステイシスを授かった場所でフィクルルと対峙するエラミスの姿を見る。彼女は逃走するが、ガーディアンはトーテムを破壊し、蘇るレベナント・バロンを討伐することで、その脅威に一矢報いた。しかし、H.E.L.M.への帰還途上、フィクルルが襲撃を仕掛け、ケッチ内のハウス・サルベーション構成員をスコーンへと変貌させる。墜落したケッチは最終的にシティのマーケット区画に非常着し、そこでエイドが開くトニックショップを訪れる。彼女は、ネザレクの呪いに侵されたミスラックスを救う術を探っていた。
ミスラックスは自身の病を抱えながらも、スレイヤー・バロンの称号をガーディアンへと授け、フィクルルの野望から民を守るよう命ずる。こうして、トニック・カプセルと薬袋を携えたガーディアンの戦いが始まる。やがて彼らは、リーフに存在する旧サルベーションの拠点にて、クロウとともにフィクルルと再会。交渉は失敗して撤退することとなる。
同時期、モーニングスターの残骸がベスパー・ステーションへ衝突し、眠れるAIを目覚めさせる。AIは堕落したエクソの身体を依代とした。彼は避難してきたエリクスニーたちを自身の意識に取り込み、ステーション外にアノマリーを構築、宇宙への通信を試みる。これに対し、ガーディアンのファイアチームはスパイダーの指令で現地調査に赴き、アストレアという本来のAIと接触。最終的にアストレアはクロビスの制約を脱し、アノマリーを封印することを誓う。(迷宮: べスパーの宿主)
11月、ミスラックスはフィクルルが今や廃墟と化したエルダーズプリズンに狙いを定めたと知る。ガーディアンはプリズンに赴き、様々な勢力と交戦。フィクルルはそこにて、残響の力でかつてのスコラスを復活させていた。だが、バリクスからの情報により、この残響は記憶の実体であることが判明し、スコラス復活にも不満を抱いていた。スコラスと戦い一時退けるも、フィクルルは彼を再び蘇らせて逃走。ミスラックスの衰弱を受け、エイドはエラミスの釈放を提案。スパイダーへの黄金時代の書物献上により、彼女は解放される。
翌年1月、フィクルルはスコーン・バロンを復活させ、スコラスに指揮を任せる。エラミスは残響がエーテルの極性を変化させる力を持つと明かし、その応用でミスラックスを救える可能性を示す。一方、ガーディアンはエイドから託されたフレームをもとに《スレイヤーの牙》を製作。リベナントの要塞へと突入する。そこで彼らは残響の力で生まれた鏡像世界に入り込み、玉座の間でフィクルルと対峙。リクシス・ヴァーンとの戦闘を経て退却し、エイドは最後のトニック"エーテル清澄の秘薬"を完成させる。
そして、ガーディアンは注射器を用いてフィクルルをエリクスニーの姿へと戻す。だが、ネザレクに一時的に憑依されたミスラックスとエラミスがそれを見届ける中、残響はエラミスを新たな適格者と認める。彼女はミスラックスを救うためその力を使うよう願うも、彼は辞退。結果として、ミスラックスが真のケルの中のケルとして選ばれる。エラミスは太陽系からの撤退を決意し、ガーディアンは再びエルダーズプリズンへ向かい、復活したスコラスを討ち果たすのだった。

#### エピソード: 異端 (原題: Episode: Heresy) - 2025年2月5日～2025年7月16日
```
宿りの汚染が蔓延するドレッドノートが息を吹き返し、汚染を太陽系に拡散させようとしている。決意と野心を抱き、宿られた兵を押し返さなければならない。混沌を遮る防壁として腐敗の力の導体となり、その意志で宿られた兵を打ち砕け。
```

第三の残響がドレッドノートに落着し、オリックスが降りたちし邪神として台頭した直後から子供たちを持つまでの記憶を帯びていた。この残響の影響により、ドレッドノートから太陽系各地に「異端の錨」と「不吉な宿られた兵」が出現。ガーディアンはエリスと放浪者の要請で地球EDZの異端の錨を調査、ドレッドノートとの繋がりを発見。
ガーディアンは亜空間を経てドレッドノートで戦闘中のエリスと放浪者と合流。「ケイト=エール」との戦闘で、エリスは命を落とす。ガーディアンは「破滅の石板」を取得し、探索を始める。途中、「目」に遭遇し、「息詰まる恐怖」に侵されるも、儀式を阻止し放浪者のエリスへの哀悼を目撃。彼女の住居を訪れ、エリスの残したメッセージを受け取り、スロアンから任務を継承。
ドレッドノートの防御が強化され突破不能となると、スロアンは夢見る都市への移動を指示し、そこで「決意の道」の教義を授ける。異端の錨への干渉を通じて力を高め、「欲望の書」を取得。次なる異端の錨をサバスンの玉座の世界で発見するが、彼女からの警告を無視して潜入。ドレッドノートでハイヴの死体を用いて内部の生体兵器と接触すると、残響が語りかけてくる。魂の間にて残響と対面し、そこにシヴ・アラスとサバスンも現れる。残響を巡り両者の思想が対立し、ガーディアンは襲撃を受けつつ撤退。スロアンは放浪者の離脱を知りつつも調査の継続を促す。
目撃者によって与えられた形態に満足できない「ドレッド」の一派が、力を求め沈んだピラミッドへ侵入。内部のハイヴ勢力と共闘し、ルラクの保管庫の秘密を解明しようとする。ガーディアンは潜みし者の指示で潜入。数々の謎解きと迷宮を突破し、ドレッド改造シュリーカーを撃破。保管庫内部でケレヴを倒し、最終的にオリックスが破滅の石板を刻むのに使った「彫刻用のノミ」を発見。潜みし者が警戒のため監視線を張る。(迷宮: 経典の遺滅)
エリスはサバスンを倒し、シヴ・アラスの王座から彼女を追放したことで、自身の玉座の世界「ハイヘラシー」を創造。ガーディアンにウィルブレイカーの断片の回収を依頼し、「高き戦争」の資格を問う残響と対峙。ガーディアンはドレッドノートからの信号を辿り「野心の道」を学ぶ。月面での儀式中、残響とサバスンの対話を盗み聞きし、目撃者の嘘が明かされる。エリスは残響を囚えようとし、スロアンはこれに反対。最終的にケイト=エールに殺された地点での儀式により残響を捕獲。その後、スロアンはドレッドノート奥深くからの奇妙な信号を察知。オッセオス・フラグメントの収集により、宿られた兵とドレッドの衝突を目撃。信号は「ディープ」由来と判明し、武器「バローダイアド」を取得。異形の存在と交戦するも、ディープによって変容され、撤退を余儀なくされる。
ハイヴの神々が残響奪取を開始。まずシヴ・アラスが侵攻を開始し、ガーディアンを瀕死に追い込む。ドレッドノートでの儀式を阻止し、宿られた「オバク=ハル」を撃破しウィルブレイカーの柄を回収。次にサバスンが動き、マロックの死体から最後の断片を回収。スロアンはドレッドノートでウィルブレイカーを再鍛造するが、ディープの誘惑に抗う。
そして、エリスが残響の監視を続ける中、ガーディアンが再び残響と対峙。サバスンの投影、シヴ・アラスの声、そしてケイト=エールとの戦闘を経て、ウィルブレイカーで残響を完全に破壊。エリスとスロアンは勝利を祝うが、サバスンは気を悪くした。

### 8年目

#### 運命の境界 (原題: The Edge of Fate) - 2025年7月16日
```
　　
何かが呼んでいる。あるメッセージを受け取ったバンガードは、太陽系の果てにある小惑星へと向かう。招待状の送り主を探す中で、我々の未来を大きく揺るがす真実が明らかになっていく。
```

#### 奪還 (原題: Reclamation) - 2025年7月16日～2025年9月10日
```
　バンガードが銀河の果てで謎を解き明かそうとする中、地球の守護者たちは太陽系の内惑星を防衛しようと奮闘する。古の敵から故郷を守るシティの保安部隊を支援しろ。
```

#### 反逆 (原題: Renegades) - 2025年12月3日
```
　　犯罪渦巻く暗黒街に飛び込み、悪の帝国を打ち倒せ。無法地帯へと足を踏み入れ、太陽系に新たに現れたドレドゲンの謎を突き止める。力と功績、そして悪名を築き上げるために。
```

## キーワード

### トラベラー
ゴーストとガーディアンの持つ、因果律を超越した力の源にして、「光」の源でもある。鉛、ニュートロニウム、電弱物質でできた外殻を有した白い球体であり、普段はシティ上空で浮いている。
トラベラーの内部の仕組みは謎のままである。バルタザールというゴーストは、ゴーストの起源は「子宮」にあると主張した。子宮はトラベラー内部の「瓶の中の宇宙」または「天の卵に包まれた無限の空間」と表現される場所で、何兆もの星のような魂が複雑に織りなす軌道を周回しているようである。ピーチという別のゴーストはこの説明を否定し、彼女もバルタザールもトラベラー内の時間を覚えていないと主張している。フェンチャーチ・エベリスは「トラベラーの中にいたことがある」と主張しているが、彼の話の真偽は誰も確かめることができない。
本作では、長らく眠っていたところカバル大戦にて覚醒し、レッドリージョンを率いていたドミヌス・ガウルを消滅させた。時が経ってサバスン率いるハイヴに未知の目的で光を与えていたことがバンガードの調査で判明する。
サバスンの玉座の世界から取り戻された一年後、長くシティに留まっていたトラベラーが地球の大気圏を飛び出したが静止した。

### ナイン
暗黒物質の流れが太陽や惑星の重力井戸に引き込まれ、繰り返しループを形成する中で意識を持った存在である。このループは初期状態では単純だったが、生命が太陽系に誕生し、その運動が重力的擾乱を引き起こすことで、ナインの思考の源となった。したがって、ナインの存在は惑星とその上に住む生命の存在に依存している。
5対4の派閥で分かれている説がある。一方は光の力を探究し、通常物質から身体を得ることを目的とし、シュールやオリンを通してガーディアンと接触。もう一方は物質的存在からの脱却を志向し、ブラックホールを創造し、独立した重力的基盤を築こうとしている。９つに分裂していながら、単一意志で統一されている模様。
太陽と8つの惑星に対応しており、文体によって判別が可能。
```
水星「I」…正確な文体、句読点を使う。
金星「II」…フレーズ1--フレーズ2
地球「III」…<<フレーズ...>>
火星「IV」…＜フレーズ＞（英語ではすべて大文字で句読点がある）
木星「V」…一文字ごとにスペースが空いている。例：フ　レ　ー　ズ
土星「VI」…＜フレーズ＞ (英語ではすべて大文字)
天王星「VII」…フレーズ＋フレーズ
海王星「VIII」…フレーズ=フレーズ
太陽「IX」…フレーズ|フレーズ（不規則に句読点がつき、分割される）
```

　　かつて「テイア 」という存在があったが、ほかのナインの重力によって消滅したと説明されている。
　　太陽系の運命は、「太陽が最終的に赤色巨星化し、地球を含む内惑星を呑み込むみ、生命活動は消え、惑星の運動も静まる」とされる。これは重力ループが途絶え、暗黒物質は思考を失い、生命が絶えれば重力的撹乱も消え、彼らは“無”に帰ること、「死」である。ガーディアンは、光と暗黒という物理法則の外にある概念を用いて、死を乗り越え、因果律を超えた存在として再生する能力をもつ。ナインにとって、ガーディアンは単なる兵士ではなく、宇宙の時間的不可逆性を破る鍵だと考えても不思議ではない。

### エリクスニー（フォールン）
かつて黄金時代を享受したが、トラベラーの失踪による災厄（大嵐）により流浪の民となった四腕の種族。エーテルを糧に生存し、各“ハウス”がケルのもと部族社会を形成。人類とは長年敵対してきたが、ハウス・オブ・ライトのミスラックスらは共存を模索している。技術力が高く、ワイヤーワークやショックブレードなど独自兵器を展開。文化的には家族と名誉を重んじる。

#### スコーン
エリクスニーの変異体で、ダークエーテルにより死と再生を繰り返す狂乱種族。首謀者フィクルルとユルドレンによって組織され、秩序なき破壊をまき散らす。従来フォールンの社会秩序を逸脱し、バロンらの個性が際立つのが特徴。ダークパワーへの適応が進み、宿主共々危険度が増す一方である。

### ハイヴ
暗黒へ信仰を捧げる種族で、「剣と血の魔術」に従い強者が弱者を収穫する宗教体系を持つ。虫の神との契約により、殺戮を通じて進化する能力を得た。オリックス、サバスン、シヴ・アラスの三姉妹が中枢を成し、亜空間と玉座の世界で死を超越する。ピラミッドとも関わりが深い。儀式や降霊術降霊術で恐怖を植え付ける存在である。

### カバル
軍国主義的な帝国種族で、高重力環境で進化した巨体と機械化兵器を有する。レッドリージョン、シャドウリージョン、カイアトル派など複数派閥が存在し、征服と資源略奪を理念に銀河を渡る。厳格な階級制と軍功主義が文化の中核で、戦闘技術や生体改造技術に長ける。近年はカイアトルがバンガードと同盟を結び、シヴ・アラスとの戦線を共闘。なお元皇帝カルスは独自に暗黒を追求していた。

### ベックス
時空を超える機械知性体で、放射線由来の液体“レディオラリア”を中核とする集合意識。「最適な未来」を実現するためシミュレーションと実空間改変を進める。ピラミッドの力やブラックガーデンとの結び付き、ことばにし難い“ガラスの心”など謎が多い。時間軸を自在に行き来する能力で過去・未来を書き換えようとする。ネッスス、水星、ブラックガーデンに大規模拠点を持つ。伝承では、光と暗黒の誕生(ビッグバン)の際にできた不純物、という説明がされている。

### 宿られた兵
暗黒に堕落した存在であり、物質世界から亜空間へと引き裂かれ、超因果的能力を得て戻ってきた。 人類が宿られた兵と初めて遭遇したのは、オリックスの兵としてであった。オリックスは虫の神アッカを倒した後、宿りの力を得て、破滅の石板に宿る者の秘密を刻んだ。しかし、宿りの力は目撃者によって密かにオリックスに与えられたものであり、目撃者はその力をはるかに大規模に利用して、世界全体を異なる現実間で移動させることができた。オリックスの死後、彼らはサバスン、キュリア、シヴ・アラス、リベン、そして目撃者の弟子であるルラクやカルスなど、さまざまな暗黒に属する存在の支配下に入った。最近では、不吉な宿られた兵として知られる新たな勢力がドレッドノートの残骸の中に出現。謎の新勢力の呼びかけに応じているようである。  暗黒の実験をしていることで知られる放浪者もまた、闇のかけらを使って宿られた者をある程度制御することに成功しており、一方でナインは暗黒物質から偽の宿られた者を作り出すことができる。  宿りの力の本質は目撃者から派生したものであり、物体や人間を異なる現実界間で移動させることができるもの。「光の超越」の時点で、目撃者はこの力を大規模に使用し、惑星全体を通常の宇宙から完全に制御された自己完結的な現実へと移動させている。何度か、この力のより限定的なバージョンを門弟やオリックスに授けた。オリックスはこの力を器用に使い、自身とハイヴが倒した様々な種族のメンバーから、宿られた兵の軍隊を作り出した。  より低次の「宿り」のプロセスでは、ポータルまたは開口部を召喚し、個人を宇宙から引き離して亜空間へと移送する。そこで、犠牲者は未知の存在に話しかけられ、弱点を克服する方法を提示される。多くの場合、犠牲者は喪失感、弱さ、力、あるいは復讐心から、自ら「宿られる」ことを選択。その後、宿られた存在は新たな超因果的能力と、自分を「宿った」存在に仕える衝動を持って元の世界へ戻ってくる。  宿られた兵は、ガーディアンの能力に対抗するために設計された新しい能力を含め、標準の敵とは根本的に異なる行動をとる。異なる種族のメンバーと同盟を組むこともある。  イコラ・レイによると、宿られた者は戦いに敗れると亜空間に送り返され、そこで再び旅を始めるという。ケルゴラスのような宿られた者は、死から蘇り、再び主のために戦うことができることを証明した。宿られた者は死霊術の一種としても使われてきた。   サバスンは自身に宿りの力は持っていなかったが、兄の死後、兄から授かった宿られたベックス・マインドであるキュリアを用いて、オリックスを超因果的に模倣し、自らの宿られた者を創造し、操った。 シヴ・アラスは複雑で長大な儀式に頼り、時にはオリックスの残滓の力も用いて、新たな宿られた者を創造した。

### ナイトメア
月のピラミッドが作り出す心的投影体で、個々のガーディアンや種族のトラウマや罪を具象化する。物理的攻撃力を持ち、倒しても再生成する精神的兵器としてハイヴ儀式に利用される。エリス・モーンやザヴァラ、ケイドの死など多くの人物がナイトメアに苦しめられた。月のピラミッドの祭壇で儀式的に浄化可能。光と闇の心理戦を象徴する存在である。起源は目撃者の門弟ネザレクの能力であり、暗黒時代の原因を作ったのも彼だった。

### ドレッド
目撃者が創り出した軍勢で、肉体と精神を再構築する生体兵器を備える。形態変化や自己修復能力を有し、恐怖そのものを武器とする生態系が特徴。サバスンの玉座の世界やピラミッドで活動し、残響を奪取するなど独自野望を持つ。指揮官級は暗黒の力で異形化し、ガーディアンに新たな脅威を与える。未だ生態の全貌は解明されていない。

## キャラクター

### タワー

#### 預言者
声-大塚明夫
シティの責任者であると同時にガーディアンの顧問および指導者として行動し、セイント14を息子と呼んでいた。
「暗黒は完全なる悪ではない」というオシリスと思想の違いをめぐって激しい争いになり、最終的にオシリスをシティから追放した。このため、オシリスの教団は彼を好意的に捉えていない。カバル大戦時、レッドリージョンに拉致されドミヌス・ガウルに尋問された後に死亡したとされる。

#### ザヴァラ司令官
声-浜田賢二
タイタン・バンガードとバンガード総司令を務めるアウォークンの男性。壁の設立に大きく関わった人物であり、トワイライトギャップの英雄。シティ及びその住人の安全を第一に考える一方、良くも悪くも慎重なところがある。現在は預言者が担っていた民衆のまとめ役としても動いており、一部からは政治家だと揶揄される事もある。迫りくる暗黒や全ての終わりが目前に迫る中、司令官として、民衆への顔役として葛藤する毎日を送っている。厳格で妥協を許さないザヴァラの唯一の目的は、最後の都市の人類をあらゆる脅威から守ること。彼はガーディアンによるあらゆる軍事作戦を統括する。

#### ケイド6
声-伊丸岡篤
ハンター・バンガードを務めるエクソ。
ユーモラスかつ軽口をたたく性格でファンから高い人気を集めたキャラクターである。エクソとして生まれ、かつては人間であった記憶を断片的に保持している。ガーディアンに対しては、ドレッドノートに潜入してオリックスを倒すのを支援し、カバル大戦では最前線で戦った。これらの経験から、任務を頻繁に放棄しがちになる。身勝手な行動によって、エルダーズ・プリズンでのユルドレン・ソヴとスコーン・ バロンの返り討ちに会い、命を落とす。その死はガーディアンたちの怒りと復讐を呼び起こす転機となった。

#### イコラ・レイ
声-沢海陽子
ウォーロック・バンガードであり、かつては「潜みし者」と呼ばれる諜報組織の指揮官でもあった。かつては戦闘的で反抗的な一面を持っていたが、現在では冷静沈着な賢者として、知識と戦術の両面でガーディアンを導く存在となっている。優れた知性と魔導の才覚を持ち、多くの歴史的事件において中心人物の一人として登場する。

#### シャックス卿
声-てらそままさき
「クルーシブル」と呼ばれる対人戦訓練プログラムの指揮官であり、かつてはトワイライト・ギャップの戦いで伝説的な戦果を挙げたタイタンである。情熱的かつ熱血な性格で、ガーディアン同士の戦闘によって実戦経験を積むことの重要性を説く。彼の語る激戦の記録や戦士としての哲学は多くのガーディアンに影響を与えており、訓練だけでなく精神的な啓蒙も担っている。

#### エリス・モーン
声-定岡小百合
かつてハンターであり、現在はハイヴの研究者として活動している。かつてクロタ討伐のために月へ向かったが、仲間を失い、自らも変異した結果、ハイヴの魔術を部分的に取り込むこととなった。以後、深淵に関する知識を有する異端的存在として、ガーディアンたちに警告を発し続けている。暗く孤独な雰囲気を持つが、その知識は数々の危機において不可欠なものである。現在はハイヴで最も位の高い存在となっている。

#### マスター・ラフール
リーフに存在した暗号解読者、クリプトアーキのうちの一人。エングラムを解読してガーディアンに装備を提供する役割を担っている。知識人としての側面もあり、黄金時代の記録や暗号技術に精通している。

#### アマンダ・ホリデイ
声-たなか久美
シティの格納庫主任であり、ガーディアンたちのスパローや宇宙船の整備を担当する技術者である。陽気で親しみやすい性格の持ち主で、多くのガーディアンにとって身近な存在だった。レジスタンス活動にも関与し、後に戦火に巻き込まれ命を落とすことになる。彼女の死は多くの者にとって深い悲しみをもたらした。

#### ラクシュミII
声-古川玲
「フューチャー・ウォー・カルト（FWC）」ファクションの代表者であり、時間と未来に関する予知的ビジョンを信奉していた。冷静かつ理知的な人物だったが、後にシティにおいて権力奪取を目論む陰謀に加担し、異世界技術を用いたゲート開放を強行した結果、ベックスの襲撃を招き命を落とす。彼女の死は、派閥の終焉とシティの統治の在り方に大きな転機をもたらした。

#### 遂行者ヒデオ
「ニュー・モナーキー」ファクションの代表であり、秩序と強固な統治によるシティの安定を追求する政治家である。バンガードとは異なる立場から人類の未来を構想しており、時にその理想主義は独裁的とも捉えられる。派閥戦争の終焉とともに公の舞台から姿を消したが、その政治的影響力はなお議論の的となっている。

#### アラーハ・ジャラール
「デッド・オービット」ファクションの代表であり、地球を捨てて新天地を目指す過激な宇宙開拓思想を提唱している。悲観的な未来観と宇宙移民への強い信念を持ち、シティの守備よりも種の存続を優先する立場を貫いた。派閥戦争終了後は姿を消したが、彼の思想は一部の者にとって今なお希望の象徴となっている。

#### シュール
声-ふくまつ進紗
ナインの使者として、週末限定で地球外から現れ、貴重な装備を販売する謎めいた商人である。蛇のような顔貌と静かな口調で知られ、彼の行動はナインの意志によって導かれているとされるが、詳細は不明。信仰と運命、確率に関わる発言をたびたび口にし、その存在はガーディアンたちにとって興味と警戒の対象である。

#### バンシー44
声-楠見尚己
シティの銃器技師であり、記憶を何度も初期化されてきたエクソである。武器に対する造詣と愛情は深く、ガーディアンに強力な装備を提供するとともに、失われた武器の修復にも従事している。記憶喪失の影響により時折混乱する様子も見られるが、彼の技術はシティにおいて不可欠なものとなっている。過去に「悲嘆」という大剣を使って、一人でベックスの大群を全滅させたという過去を持つ。元はエクソやウォーマインド、ラスプーチンを作った科学者クロビス・ブレイ。44回再起動している際に、記憶のほとんどを無くしているが、性格に変化はない。

#### オシリス
声-志村知幸
かつてウォーロック・バンガードを務め、トラベラーとベックスに関する探求に没頭するあまり追放された過去を持つ。時間とシミュレーションの研究の第一人者であり、その理論は多くの学者や信奉者に影響を与えた。一時的にサバスンに身体を乗っ取られるが、その後復帰し、今もなお世界の真理を追い求め続けている。セイント14とは恋仲。

#### セイント14
声-高瀬右光
かつてタイタン・バンガードを務めたエクソ。伝説のタイタンで、トワイライト・ギャップの英雄として語られる。重装のヘルメットとショルダーチャージで突撃し、仲間を守る献身的な性格を持つ。時を超えたオシリスとの愛情が物語の軸となり、再会後はクルーシブル以外の戦線でも指揮を執る。近年はネッススやベックス領域に挑み、自身が“コピーではないか”という不安とも戦う。光と意志の象徴としてガーディアンに尊敬される存在である。

#### テス・エベリス
声-たなか久美
シティの「エバーバース」店舗を営むアウォークン女性で、外見装備や感情表現などコスメティックアイテムを提供する。黄金時代の財閥エベリス家の末裔で、マーケット運営の才覚に長ける。彼女のビジネスはシティ経済を支え、ガーディアンの個性表現に大きく寄与する。戦闘には直接関わらないが、折々にウィットを交えた会話で人々を和ませる。失った家族への想いを胸に、市民生活の復興にも協力している。

#### ユルドレン・ソヴ/クロウ
声-森田順平
マラ・ソヴ女王の弟で、かつては傲慢なアウォークン王子として振る舞った。ケイド6殺害で“仇敵”となるが、その後ゴースト・グリントにより記憶を失った新生ガーディアン「クロウ」として蘇生。過去の罪を知らず、内面的な贖罪を模索する。バンガードへの忠誠と自由への渇望の間で揺れ動き、後にハンター・バンガードの座へ就く。運命の皮肉と再生を体現する象徴的キャラクターである。

#### マラ・ソヴ
声-田中敦子

#### 放浪者
声-林和良
ギャンビットの主催者で、光と闇を等距離に見るアウトローのガーディアン。長い放浪の末にナインと取引し、独自の価値観でモート競技を構築した。過去にはヨルの影とも関わりがあり、倫理観は極めてグレー。常に生存を最優先としながら、世界の行方を注視するトリックスター的存在である。

### 奥地の住人

#### ホーソーン
元シティ外住民の女性レンジャーで、タワー陥落後に避難民を導いた実績を持つ。奥地で抵抗拠点を運営し、無線通信網の構築や民間人保護に尽力。ガーディアンではないが、“ルイス”とともに戦況を偵察し支援砲撃を行う。光の力に頼らず独自の生存哲学を貫き、ザヴァラやシャックスとも対等に意見を交換する。現在も市民目線の代弁者として活動を続ける。

#### タイラ・カーン
鉄の豪傑の事件後の聖遺物管理者で、クリプトアーキとしても活動するアウォークン学者。危険遺物の浄化と記録保存を任務とし、暗黒を含む武器には特に慎重。トルンの再鍛造の際には葛藤しつつガーディアンに協力した。学識は深いが信仰心は薄く、光と闇を理性的に捉える。失われた歴史の修復を生涯の課題としている。

### コスモドローム

#### ショー・ハン
声-寸石和弘
コスモドロームを拠点とする若いハンターのガーディアンで、新人ガーディアンの案内役を務める。陽気で友好的な性格だが、初陣で仲間を失った過去から慎重さも併せ持つ。ハイヴ掃討を通じて成長し、指導力を高めている。ルイスのような相棒は持たないが、地域民と協力しセキュリティ網を再構築。“初心者の象徴”としてプレイヤーのスタート地点に立つ存在である。

### ネッスス
フェールセーフ
ネッススに不時着した黄金時代の船「エクソダス・ブラック」のAIで、陽気な人格と悲観的なサブ人格を持つ二重思考体。クルー壊滅後も自己維持を続け、ガーディアンに惑星探索のナビゲートを提供。ベックス侵食に対抗するため防御プロトコルを即席で構築し、通信衛星を用いた独自ネットワークを維持。ユーモアを交えつつ孤独と戦う姿が印象的である。

### 火星

#### アナ・ブレイ
声-松井暁波
黄金時代の天才科学者の子孫で、ウォーロックやハンター的な技能を併せ持つガーディアン。ラスプーチンと因縁深く、火星で再起動プロジェクトを推進した。家族の遺産と個人的アイデンティティの間で葛藤を抱えるが、好奇心旺盛で行動力に富む。姉エルシーとの再会を経て、新たな黄金時代を切り拓く鍵を模索している。

### エウロパ

#### エルシー・ブレイ
声-神田みか
謎のエクソの正体で、時間を旅し多元宇宙の滅亡を防ごうとする科学者。クロビス・ブレイの孫に当たり、家族の過ちを正すためステイシスの力をガーディアンに託した。感情を抑えた冷静さと、妹アナへの深い愛情を併せ持つ。タイムループの経験から未来の脅威に対する独自視点を提示する。

### 異種族

#### カルス皇帝
声-長克巳
カバル帝国の失墜した皇帝で、巨大船リヴァイアサンを操り“享楽と試練”を掲げる。豪奢な饗宴と幻影技術でガーディアンを試し、最終的には闇との合一を求めてピラミッドと交信。娘カイアトルとは敵対・和解を繰り返す。近年は暗黒の依代となり目撃者への献身を選択した。

#### カイアトル
声-きそひろこ
カバル帝国の女帝としてガウルの残した遺産を継ぎ、シティとの同盟を結んだ。実利主義で勇敢、名誉を重んじるが、カイアトル流の実力主義は厳しい。ザヴァラとの外交を経て対ハイヴ戦線を共闘し、ブラカス・フォージとなったサラディンを評議会に迎える。いまだ内部の反乱や父カルスの陰謀に直面する指導者である。

#### オリックス
虫の神と契約して剣と血の魔術を実践した張本人。亜空間に玉座「魂の宮殿」を築き、宿りの力による軍拡で幾多の星系を滅ぼす。ガーディアンの襲撃で倒されたが、その遺産と破滅の石板はハイヴ文化の核を成す。彼の死と遺骸は新たな戦争の火種となり続ける。

#### サバスン
声-園崎未恵
ハイヴの女王にして欺瞞の神と言われるオリックス三姉妹の次女。策略と変身術に長ける。オシリスを乗っ取ってルーセント・ハイヴの創出を行い、一時はトラベラーの光を得て復活した。目的は常に己の存続と強大化で、オリックス・シヴ・アラスとの間に複雑な確執を抱える。敵味方を翻弄し、最終的には目撃者への反逆をも視野に入れる稀代の狡猾な詐術師である。

#### シヴ・アラス
戦神といわれ、暴力と流血を糧に力を増すオリックス三姉妹の三女。オリックス亡き後に軍勢を拡大し、ジヴ・アラスの紋章を掲げて銀河各地に侵攻。ハイヴ以上に“戦争そのもの”を崇拝する純粋な破壊衝動を持つ。姉サバスンとの確執と、目撃者への忠誠の間で策謀を巡らす。戦争儀礼「剣の宴」を通じて暗黒の軍勢を率いる。

#### フィンチ
声-青山穣
ハイヴの元ゴーストで、ルーセント・ハイヴに背いてガーディアン側についた裏切り者。恐怖心が強いが、情報収集と王座世界案内で大きな助けとなった。自らの“罪”への贖罪意識からサバスンの計画阻止に協力。好奇心旺盛でおしゃべりだが、内部事情に精通する貴重な存在である。

### 暗黒
ベイル
海王星にて眠っていた暗黒の存在で、その正体はトラベラーとは対となるもの。元々トラベラーとは物理的に繋がっていたのだが、ベイルのやり方にトラベラーは嫌気がさし、別宇宙へ退避した。今までトラベラーが神出鬼没かつ、突然姿を消す理由は、ベイルの気配や目撃者の軍勢が近づいてきたためだった、
目撃者　　　
声-斉藤次郎
ピラミッド艦隊を率いる暗黒の主宰者で、宇宙を“最終形態”へ導くことを目的とする超越存在。光と闇の対立を操り、種族の絶望を糧に秩序の“刈り取り”を行う。長い触手状の頭部と多重声を持ち、降臨時には現実そのものを歪める。オリックスらを暗黒へ誘い、〈最終形態〉の到来を企図。トラベラーとの最終戦争が物語最大の焦点となっている。太陽系にやってきたすべての種族は、目撃者によって導かれ、彼がある意味で数々の運命を紡いできた存在と言える。

## ストーリー
ゲーム内でのストーリーのほとんどは、背景が詳細に描写されることが少なく、プレイヤー(ガーディアン)の主観的な体験を重視しているため、バックボーンがゲームで直接的に語られることは珍しい。ガーディアンの視野を越えた領域の物語は、ゲームプレイではなく、装備などに添付されている断片的なロア「伝承」などをヒントに知る必要がある。
その上、ミッションやクエスト、レイドの多くは、プレイヤーがバックボーンを知っている前提で展開されることが多い他、物理学や量子力学、熱力学の用語を多様するため、難解な点も散見される。クルーシブルやギャンビットといったPvPコンテンツでのセリフに関しても、バックボーンを知らなければ意味が分からないものがある（放浪者と鉄の豪傑の関係や、シャックス卿はシックスフロントの戦いやトワイライトギャップの戦いを想起させる）。
「伝承」は明確に時代や人物を示すヒントが少ないため、セリフの言い回しや別の伝承と検証を重ねていく必要がある。
ゲーム上では、1年間ごとにゲーム容量の削減のためDCV(Destinyコンテンツ保管庫)に、シーズンコンテンツを中心に様々な要素が格納され、プレイ不能となる。翌年に配信されるコンテンツは、DCVに格納されたコンテンツやストーリーと直結しており、「タイムライン」機能で大まかな流れは掴めるようにはなっているものの、途中参入したプレイヤーを置き去りにする形で進行してしまっている。
また、前作『Destiny』でガーディアンが倒した敵の復活や、補間も行われたり、真実が明かされることもある。最低限全容を理解するには、トラベラーとガーディアンに紐づくストーリーを頭に入れておかなければならない。

### 先史時代
1.啓示
宇宙の誕生とその中での衝突についての物語が記されている伝承「発見」より。はるか昔、「庭師」と「農家」が、「可能性のゲーム(フラワーゲーム)」を遊んでいた。時が経つにつれ、庭師はそのルールに変化を求めるようになり、それに対し、農家はそれを否定すべく立ち上がった。

### 古代
1.トラベラーが砂漠の世界で発見される
遥か昔――果てしない砂の海の中で、彷徨う者たちは自らの世界に埋もれた巨大な機械と出会う。その機械の影の下に、黄金の文明が花開く。
2.先駆文明
最初にトラベラーの恩恵を受けた存在たちは、「先駆者の文明」としてしか記憶されていない。彼らは光の中で進化し、自らが感知できるあらゆる世界の上に君臨する存在へと成長した。彼らは苦しみを終わらせるといった偉業に挑み、夢想以上の成果を手に入れる。数千年が過ぎる頃、先駆者たちはトラベラーからの導きが無いことに懸念を抱くようになり、その謎を解くためにトラベラーを研究し、星々へと続く一本の糸を見出す。
3.ベイル
その「糸」をたどった先に、先駆者たちは宇宙を漂うもう一つのパラカオス的遺物を発見する。それがベイルである。このベイルの影響下において、彼らは「暗黒」の力を理解し始める。彼らは「光」の力が意志もなく宇宙に影響を及ぼしていることを認識し、それに対して、この危険な力――暗黒――を制御する方法を見出そうとした。その目的のために、彼らはベイルをトラベラーのもとへと持ち帰る。ベイルを通してより強固な結びつきを築き、苦しみのない宇宙を形作ろうと願っていた。だが、それは「侵害」と見なされ、トラベラーは彼らの空から姿を消した。
4.脱皮
トラベラーが去った後、先駆者の文明は新たな決断を下す。それは、トラベラーを追いかけ、ベイルによって得た使命を完遂するためのものだった。暗黒の中で、彼らは疑念、対立、恐怖を切り離し、意志を曇らせるすべてを削ぎ落とす。そして、彼らは一つの存在へと統合される。その姿には千の名前があると語られるが、囁かれる名は一つ―― 「目撃者」。
5.ユリスミアの陥落
ユリスミア文明は、トラベラーの恩恵を目撃者の後に受けた文明としては初めての存在だった。彼らは暗黒の中から聞こえる声を歓待し、両腕を広げて迎えた。だが、その声は彼らの世界の中心に打撃を与え、再びトラベラーの「ペイルハート」に到達しようとする。出典：伝承「ルビコン」/プレゲトーンII
6.ノエシスの絶滅
ノエシスは、目撃者が星々を巡ってトラベラーを追う中で、最も早期に犠牲となった存在のひとつである。彼らは目撃者を「友」と信じて受け入れた。しかし、目撃者がその能力を学ぶにつれて、ノエシスの惑星は消え去り、彼らの心は「最終形態」に再構成されるために解体された。ノエシスに残された唯一の痕跡は、「忘れられたくない」という彼らの叫びである。
7.ルブレイの崩壊
かつて「ルブレイ」という世界が存在した。そこは「アンブラル」と「サファイア」という二つの太陽のもとにあった。この世界の民もかつてはトラベラーの恩恵を受けたが、内部対立により分裂した。この混乱の中で生まれたのが、ルラクである。彼は都市の外に暮らす者たちの間に生まれ、暴力と流血の才をもって多くに恐れられた。彼の生涯において、彼は都市の政権にも、野に生きる放浪者たちにも仕えながら無数の者を殺し、傷つけた。やがて家族に裏切られた彼は、目撃者によって引き上げられ、自らの世界を粉砕する力を授けられることとなる。出典：伝承「砕けた太陽」
8.アスリドの崩壊
これはルラクが目撃者の門弟となった初期の頃の出来事である。彼は「アスリド」という種族のもとを訪れ、目撃者の門弟となって彼らを導き、「剣と血の魔術」の道へと導こうとした。だが、彼の行動は最終的にアスリドという種族を滅亡させてしまう。ルラクの門弟候補の中で、唯一彼と出会ったのは「ウーン」という者だったが、彼はルラクの名を知ることもなく命を落とす。出典：共振する怒りのスーツ
9.ネザレクの台頭
ネザレクは、目撃者の最初の弟子であるルラクを模して創られた存在である。彼は目撃者の軍勢における「原初のトーメンター」であり、莫大な精神的エネルギーを有しており、惑星全体をナイトメアで覆い尽くすことができる。
10.ネザレクとサイオン
ネザレクは、目撃者の門弟として、サイオンの母星に降臨し、彼らの中に「信徒」を確立する。
・ドレッドにはサイオンと酷似した個体が確認されている。カバルよりも先に、目撃者とネザレクによる影響を受けていた。
11.郷地へのトラベラー到来
トラベラーは、「郷地」と呼ばれる惑星の周囲を巡る52の月のもとに現れる。この月々のひとつに、アンモナイトと呼ばれる文明が栄えていた。彼らは、「エクメーネ」と呼ばれる居住可能領域のひとつに含まれていた多くの文明の中の一つであった。トラベラーは、これまでと同様にこの星系を「庭」の対象とし、生命が芽吹くような環境を整えようとする。
12.クリル、郷地へ墜落
クリルたちの世界は郷地の重力に引き寄せられ、砕け散る。彼らは浮遊する大陸に分断され、それぞれの地でヘリウム主やオスミウムの法廷といった派閥が生まれる。出典：「憂愁の書」V：針と虫
13.ルラク、虫を目指して降臨
ルラクは、目的のために郷地の海を降下する。巨大なリヴァイアサンが彼を阻もうとするが、自らの肋骨で作られた武器で倒される。ルラクはやがて神の母、ワームの女王ジータを発見し、彼女を「救済の機構」へと変える。彼女とその子らは最終形態に仕える存在となる。出典：共振する怒りのスーツ
14.ハイヴ誕生
かつて、三人の子を持つ王がいた。王はやがて狂気に陥り、子らの教師は王と子供たちの殺害を企てる。だが子らは深海へと逃れ、そこで恐ろしい契約を結ぶ。彼らはハイヴの神々として再誕するのだった。悪臭放つ書物には、裏切り、嘘、災厄、そして救済が記されていた。出典：「憂愁の書」
・『漆黒の女王』で、イコラ・レイがハイヴのワームを使ってこの歴史の幻視を見る。
15.アーサ、郷地から脱出
ルラクの来訪とジータの拉致の後、郷地の海中に残るワームとの戦いが勃発する。アーサは自らの同胞に牙をむいて逃げる。海は血で染まり、ワーム同士が争った。ハイヴが他のワームを見つけるのを阻止できなかったことで、アーサは裏切り者とされ、星々の彼方にトラベラーを求めて郷地を去る。出典：シアハーンのスキューバ・シェル
・『深淵のシーズン』でガーディアンはタイタンのメタンの海にて、アーサと邂逅する。
16.アンモナイト戦争
郷地を奪還したハイヴの虫の神たちは、死にかけた郷地を脱し宇宙に出る手段を求める。ジヴ・アラスがカハーン環礁を壊滅させた後、空間を裂き航行する手段を得たハイヴは、郷地の52の月にいるアンモナイト文明へと進撃する。トラベラーはこの月に潜み、朔望を引き起こす存在とされ、まずはアンモナイトを排除せねばならなかった。アウリックスは和平交渉を試みるが、到達する前にサバスンによって殺害される。出典：「憂愁の書」XIV: 52個と1個
17.アンモナイトの滅亡
アウリックスは死んでいなかった。ハイヴの神々は死を超えて亜空間の玉座に生き続ける。旧来の理想を守ろうとしたことを神々は責め、彼は存在のための闘争をあらゆる者に強いるようになる。アウリックスが復活したことで、アンモナイト文明はリヴァイアサンの加勢を得てもハイヴの猛威に敗れる。だがトラベラーとタオックスは混乱の中、逃れることに成功する。出典：「憂愁の書」XXII: 聖戦
18.クグ陥落
ハイヴに滅ぼされた文明の中にはクグ族もあった。星系四つを守る大艦隊を有していた彼らの母星セトで、守護官テ・カルが指揮を執る。だがサバスンは彼らを追い詰め、ついに彼らの聖なる山ごと文明を破壊する。クグ族は聖なる顎獣に四肢を捧げていたが、それすらも守りにはならなかった。テ・カルはわずかな艦を率いて再び脱出する。出典：伝承「王朝」
19.邪神
アンモナイトの滅亡から2万年以上後、エクメーネがタオックスを乗せた船を発見する。彼女の情報を基に、ハイヴへの大虐殺作戦が始まる。窮地に立った三姉弟は、アウリックスが虫の神アッカを殺して"深淵（目撃者）"と交信する策を講じる。成功したアウリックスは宿りの王オリックスとして再誕し、「命を奪い、従わせる」力を得る。出典：「憂愁の書」 XXVIII: 形状の神
20.統治
復活したオリックスは、敵を宿り、忠実なしもべに変える力でエクメーネを滅ぼしていく。彼は死の捧げ物の制度をハイヴに課し、飢えから解放される。多くの文明が黒炎に焼かれ、タイシベス族もテ宿られた皇帝レイヴンに瞬く間に滅ぼされた。だがその繁栄は、妹たちの反乱を招く。失敗した反乱の代償に、オリックスは罰を下し、また戦う“家族”をさらに欲するようになる。出典：「憂愁の書」
21.オスミウム王朝
オリックスの子、クロタとノクリス、イア・アヌクとイア・ハラクが王朝を拡大する。だがノクリスは禁じられた力を求めて虫の神ソルと交信した罪で追放される。他の子らは戦術や剣と血の魔術を進化させ、ベックスとの戦争にまで至る。
22.ルラク、サバスンの玉座に設置
ルラクはサバスンの玉座の世界に導師として配される。両者は幾星霜のあいだ争い、時に協力しながら拮抗する。
23.王朝分裂
ベックス戦争ののち、オリックスは玉座を亜空間からドレッドノートに移す。オリックスは再びベックスマインド・キュリアと交戦し、サバスンへの贈り物として宿る。トラベラーに祝福された調和の文明ハーモニーが滅び、そのマストを飲み込んだ後、三姉弟はそれぞれの道を歩むことを決め、再び戦う日のために別れる。
24.太陽系形成とナイン誕生
太陽系の形成とともに、やがて意識を持つ暗黒物質の塊が生まれた。生命が惑星に芽吹くにつれ、その意識も拡張されていった。それが、ナインである。
25.鉛の時代
カバルがトロバトルの太陽系外に帝国を拡大する以前の時代は「鉛の時代」と呼ばれている。この時代、ウルランスの戦士たちは平原を徘徊し、「証明の儀式」と呼ばれる儀式戦で互いに腕を競い合い、巨大な獣と力を試した。初代皇帝アクリウスは、伝説の怪物を倒し、太陽そのものを捕らえたと語り継がれている。やがて、彼らは自らの太陽系内の惑星をすべて征服し、さらには星々を越えた拡張へと進んでいく。出典：征服の鐘
25.カバル征服時代
「帆の時代、我らが星々を征服した時代」カバルは母星系を出て、銀河系全体で植民地化の戦役を開始。星々の文化――クリプス、シンドゥ、アークボーン、サイオンたちと遭遇し、彼らを支配・収奪していった。彼らの文明の驚異は精神世界と呼ばれるカバル帝国の学術惑星に封じ込められた。
26.カルス革命
カルスは当時のカバル政府プレトレイトに対して革命を起こす。最終的に、彼はその権威を「皇帝」に収束させ、蓄積されていた富は帝国内に再分配された。これにより、一時的に芸術と哲学の黄金時代が訪れる。
27.カルスの戴冠と執政官の追放
カルスの戴冠式で、彼はプレトレイトの執政官を去勢し、トロバトルの荒野へ追放する。意図は、執政官を孤独に、後継者もなく死なせることであった。だが両者は、「真夜中の時」に再び相まみえることになる。
28.創建時代
カルスの治世は「芸術と哲学の時代」とされる。彼は社会改革を次々に行い、その一環として軍事会議という役職を軍に創設し、軍の声が政治にも反映されるようにした。この時代に娘カイアトルが誕生し、帝国中から集められた最高の教育者に囲まれて育ち、いつか自らの帝国を背負い、宇宙船を駆ることを夢見た。
29.ガウル、レッドリージョンのプライマスに任命
カルスは闘技場で一人の剣闘士に魅せられる。それは小柄でアルビノのカバル兵士ガウルだった。彼を庇護し続けたカルスは、やがてガウルをカバル最強の軍団――レッドリージョンの司令官（プライマス）に任命する。
30.ミッドナイト・クー
ある夜、カルスはクーデターにより帝座を追われる。首謀者はガウル、そして娘のカイアトル。リクトル・シャヨテト、自由人オトゾット、執政官モリ・イモリ、ファントルのイスカ＝アルといった高官の支援を受け、カルスから帝国の支配権を奪う。娘カイアトルの懇願により、カルスは処刑されず、宇宙を漂流する監獄船に永久投獄される。
31.カルスの追放
クーデターの後、宇宙へと追放されたカルスは、やがて無へと消えていくものと信じられていた。しかし彼は宇宙の裂け目へと辿り着き、「目撃」される。そして“すべての終わり”を告げる先触れ（ヘラルド）として、帰還することになる。
32.ドミヌスの台頭
レッドリージョンのプライマスであるガウルは、カバル帝国の新たな支配者となる。しかし彼は「皇帝」と名乗ることを拒否し、「ドミヌス（指導者）」の称号を選ぶ。彼はかつてのカルスと同様に帝国を改革するが、その目的は軍事を社会の中心に据えることにあった。帝国内の建築計画は武器製造へと転換され、言語すらも戦闘に適するよう再設計された。
33.スレイヤー・バロン、リース制圧
リースの惑星全体が居住可能になると、エリクスニー（フォールン）は世界中に広がった。その土地には獰猛な生物と荒れた平原が広がっていた。スレイヤーが結成され、特殊な強化薬を用い、最も危険な怪物たちを討伐し惑星を馴らしていった。
34.大いなる機械によるエーテルの洪水
トラベラーがリースに降臨し、星をエーテルで満たす。これによりエリクスニーたちは星全体に暮らせるようになった。ここから彼らの黄金時代が始まる。
35.エリクスニーの黄金時代
黄金時代の一端： 「この小さな庭師たちは、壊れやすさを注意深く守る管理者だ。災厄を回避した歌を歌い、失われた者たちを悼み、老いた星の骨から取り出した重元素で、平和と美の器を作り出す。」
36.エッジ戦争の終結
ハウス・オブ・キングスとハウス・オブ・ジャッジメントが同盟を結び、海賊行為と孤立主義の時代に終止符を打つ。すべてのハウスが結束し、エリクスニーの黄金時代が完成される。
37.大嵐
目撃者の艦隊がリースへと襲来し、トラベラーはその星系から逃亡する。エリクスニーはこのとき、石のケルであるチェルキスの勇敢な戦いを記憶している。彼はオリックスの軍勢に立ち向かった。だがその抵抗もむなしく、文明は崩壊する。彼らはトラベラーを追い、宇宙を漂流することになる。
38.サービターの誕生
トラベラーを追って深宇宙を旅するため、エーテルを生成する機械――サービターがその姿を模して創られる。
39.長い漂流の始まり
大嵐の後、エリクスニーの歴史は長い漂流と呼ばれる時代に入る。何世紀にも渡って、リースの民はケッチ船に乗って星々をさまよい続ける。最終的には地球に辿り着き、再びトラベラーの庇護下に戻ることを夢見て。
39.ハイヴ、地球の月に巣食い始める
彼らがいつ月に現れたのかは定かではない。だがハイヴは、人類が初めて夜空を見上げ、月を夢見た遥か昔から、月の奥深くに存在していた。

### 黄金時代前
1.トラベラー、太陽系に現る
ある日、まるで宇宙の虚無から現れたかのように、白く奇妙な球体が太陽系へとやってきた。人々はこの突如現れた存在の影響を予測することすらできなかったが、誰もが「何か重大なことが始まった」と直感し、その動向を注視した。
2.最初の惑星群、テラフォーミングされる
トラベラーの役割はすぐに明らかになる。その光によって、周囲の惑星たちが永遠に姿を変えていく様を、人類は目の当たりにする。想像すらできなかった新しい地形が人類に開かれていく。
3.ベックス、水星に出現
トラベラーの光によってマーキュリーが“楽園のような惑星”にテラフォーミングされた直後、ベックスが突如として惑星に襲来する。彼らは未来へと続く無限の分岐を持つ“森”を植え付けるために現れたのだった。
4.トラベラーとの初接触
人類は一致団結し、火星でトラベラーと直接対面するためのミッションを遂行する。ジェイコブ・ハーディ、エヴィ・キャルメット、ユリシーズ・チャオ、M・ミハイロワからなる乗員がトラベラーとの接触を目指し、最終的にそれを成功させる。全員が帰還できたわけではなかったが、火星の地で、人類の未来は金色に輝き始めた。
5.アーサ、太陽系に到達
郷地の深海からの逃亡ののち、アーサは亜空間へと潜行し、銀河間を越える広大な距離を滑るように移動することで、ついに太陽系へとたどり着く。その頃、人類はちょうど黄金時代を迎えようとしていた。 アーサは土星の衛星タイタンのメタンの海へと降下し、その場所はのちに人類が訪れることとなる。
6.ネザレク
ネザレクの名が、人類の間で広まり始める。ある家系は、ネザレクに関するあらゆる知識を記録し、その書物を代々受け継いでいくという役目を担う。それは、数世紀にもわたって続く“暗黒の年代記”となった。

### 黄金時代
1.トラベラー、黄金時代を点火する
トラベラーの到来ののち、太陽系における人類文明は驚異的な発展を遂げる。未踏の惑星に都市が築かれ、魔法のような科学技術が日常となり、人類の定義そのものすらも永遠に変わることになる。「人類の寿命は三倍になった。奇跡の時代だった。銀河を眺め、星々を渡り歩くことが運命であることが、わかっていた。」― 預言者2.ベックス、金星に現れる
人類が金星に到達した直後、そこにはすでにベックスが存在していた。彼らは元からいたのか？ それとも偶然に導かれた存在なのか――その起源は今も謎に包まれている。
3.クロビス・ブレイ社、創設
黄金時代において、ある一人の名が星々で輝きを放つ。クロビス・ブレイ社は数多くの科学的ブレイクスルーの先駆けとして賞賛されることとなる。だが、最も明るい光は、最も深い闇を隠す。
4.初代預言者の誕生
トラベラーが知識を共有できる“存在”が現れる。彼らは意味と理解に満ちた夢を見て、その意志を人々に語り始めた。この語り部たちは、後に預言者として知られるようになる。
5.ラスプーチン起動
クロビス・ブレイ社は、黄金時代以前の宇宙ステーションが保有していた緊急AIの権利を取得し、それを全太陽系規模の通信・防衛ネットワークの中核とした。アナスタシア・ブレイ博士は、AI「ラスプーチン」の思考機能の開発に尽力し、やがてそれは全人類を繋ぐ存在となった。しかし、彼女の祖父クロヴィス・ブレイI世は裏で、ラスプーチンをトラベラーに代わる“人類の機械神”とするための計画を進めていた。
6.227イシュタル
イシュタル・コレクティブの研究者チームがベックス個体を捕獲し研究を行うが、実はそのベックスも彼らを観察していた。数百の完璧なシミュレーション内で彼らを再現していたのだ。「自分たちは本当に実在しているのか？」という疑念が広がり、彼らはラスプーチンに信号を送り、それが届けば“実在”していると信じた。最終的にラスプーチンは彼らを救出し、さらに数百のコピーたちも回収された。一部のコピーは自ら望んでベックスのネットワークに戻り、研究を続けることを選んだ。
7.タイタンの開拓
トラベラーの加護を待つことなく、人類は自らの手で住まいを作り始めた。土星の衛星タイタンでは、勇敢な探検者たちが海洋に覆われたこの月に植民地を築いた。
・環境都市の遺跡として今も存在している。
8.裂け目から橋へ
ラスプーチンに救われてから40年後、マヤ・サンダレシュ博士は複数の時間軸に精神を分散させるデバイス開発プロジェクトに参加する。だがその装置は、関わった研究者全員に多大な精神的負担を与える。やがてマヤはラサでその装置を崇拝する“カルト”を離れ、妻チオマのいるハイペリオンへと向かう。
9.「クラリティ・コントロール」、エウロパに出現
怪物の種がまかれ、新たな命が芽吹こうとしていた。 20年も経たないうちに、クロビス・ブレイI世がその“種”を発見する。トラベラーの敵の実りが、太陽系の庭園で育ち始めた。
10.月の地下で“アーティクル”を発見
K1プロジェクトの研究チームが月で黒い球体を発見する。それは未知の信号を放ち、眠りを奪う一方で、認知力を強化した。その後、クロビス・ブレイ社が介入し、このアーティファクトを封印・制御する装置を開発する。
・同じ物体を『影の砦』時にガーディアンが手にするものが、これと同じものにあたるとされる。
11.イーブンタイド・コロニー建設
目撃者の囁きに導かれたクロビス・ブレイはエウロパへ。ここで“クラリティ”の研究を進め、エクソを創造する。その鍵は、ベックスの体液をクラリティ像のオーラに晒すことで、ベックスの影響を除去し、完全な人間意識の転送媒体を作るという発見であった。
・『光の超越』で実装されたストライクの一つ、「鏡の回廊」で、エルシー・ブレイがこのことについて口をはさむ。この時に作られたとされるベックスゲートの起動を阻止するのが本ストライクの目標だった。
12.エクソダス計画、新造船段階へ
K1アーティクルとの交信により、より遠くの宇宙へと人類は航行可能となる。
13.エコー計画
クロビス・ブレイ社による深宇宙移民計画。エクソのみで構成された乗員が、冷凍保存された人間の胎児を乗せた船で旅をする。アナスタシア・ブレイ博士が乗員の選定と訓練を担当した。
14.オーガマインドの開発
人類が太陽系を越えて移動するために、航路を正確に予測するAIが必要とされた。クロビス・ブレイ社とイシュタル・コレクティブは、ベックス技術を応用してAI-COM「オーガマインド」を開発し、航行予測を完璧に近づけた。
15.金星で初のアハンカーラ目撃
金星に奇妙な新生物アハンカーラが現れ、研究チームの護衛としてケイド6が派遣される。この研究はマヤ・サンダレシュ博士が主導した。
16.ZIVA、入植用ナノマシンとして開発
エクソダス計画のため、クロビス・ブレイ社は人体強化プロジェクトを開始。しかし成果が出ず、代替として“自己構築型ナノマシン”ZIVAを開発。これはあらゆるプログラムに従って、自己組織化してコロニー建設を可能にする。
17.最初のエクソダス船、ネッススで消息を絶つ
ジェイコブソンの指揮するエクソダス・ブラックは、人類初の太陽系外コロニーを築く前に、小惑星7066ネッススへと墜落する。この出来事は失われたコロニーのひとつとして語られることとなる。
・墜落したエクソダス・ブラックは、現在もネッススに残っており、エリクスニーの漁り屋とベックスによる惑星浸食の影響も受けている。ガーディアンはカバル大戦時に、船に何世紀も残されていたAI、フェールセーフと邂逅を果たす。フェールセーフは現在、H.E.L.M.にもアップロードされている。
18.アンドロメダ銀河、可能性の消失
正式な運用開始を前に、マヤ・サンダレシュ博士はオーガーマインドに、アンドロメダ銀河における人類移住候補地の最終シミュレーションを依頼する。だが航路候補は次々と“消失”し、ついにはひとつも残らなかった。この結果を、サブマインド・ソーテリアはラスプーチンに警告として送信する。
19.ソーテリア、人類の未来を守ろうとする
人類の存続を危惧したソーテリアは、表向きはテスト飛行という名目で、実際には人類種を守るエコー計画を極秘裏に発動する。しかしエコー1艦隊を戻さないソーテリアの意図を察知したクロビス・ブレイは、ピロリープロトコルを実行。ソテリアの精神を捕え、分断し、破壊しようとする。だが処理が完了する前に、オーガーマインドは自らのサブマインドをひとつ生み出し、その知性を1隻の宇宙船に乗せ、海王星へと向かわせた。
20.ベックス、エウロパ侵攻
クラリティ・コントロールを求め、ベックスはエウロパに侵攻する。だが彼らはエルシー・ブレイと、祖父クロビスが生み出したエクソ部隊によって撃退される。戦いの末、クロビス・ブレイAIはシャットダウンされ、イーブンタイド・コロニーは放棄される。
21.暴君の息子
ラスプーチンは人類をより深く理解するため、ひとりの非人間型エクソを製造する――それはただのAIではなく、ラスプーチン自身のサブマインドを持つ、完全に人間と見分けのつかない存在だった。そのエクソは“息子”として自律し、人々の中に紛れて暮らした。ときおり、“父”ラスプーチンと会話し、自身が学んだことを伝えていた。
22.ブラックアーマリーの創設
ヘンリエッタ・メイリンという女性は、トラベラーの庇護の下で安逸を貪る人類に不安を抱き、娘の未来のために武装による自己防衛を模索し始める。彼女はヘルガ・ラスムッセン、佐藤由紀と共に、ブラックアーマリーという組織を設立する。それは“人類を武器によって守る”ことに特化した技術集団だった。

・ガーディアンは、錬成のシーズンにて訪れることになる。現在は、エイダ１の管理下の元、「織機」を使って装備の見た目を変更する機能、いわゆるトランスモグの役割を担う。

### 大崩壊
1.目撃者と門弟、太陽系に到来
黒き艦隊がついに太陽系へ到達する。その先陣に立つのは、ネザレク、サバスン、そして目撃者。目的はただひとつ――トラベラーを捕らえ、「最終形態」を完成させること。
2.タイタン、最後の日々
崩壊が始まる中、土星の衛星タイタンでは全面避難命令が出される。ラスプーチンはDr.シャニス・ペルの研究を確保するためSOLSECCENT部隊を派遣。しかし施設管理者ミア・ファン・デル・ヴェンヌは、ペル博士に警告を与えて逃亡の機会を与える。だがペル博士は乗船予定だった避難船ごと、ラスプーチンにより消去されてしまう。そしてその直後、重力異常により巨大津波が発生し、複数の環境都市が海へと沈んでいった。
3.トラベラー、イオを去る
木星の衛星イオは、トラベラーによって完全にテラフォーミングされる前に崩壊の時を迎える。トラベラーはイオを後にし、地球上空へと移動する。
4.ハイヴ、K1クルーを蹂躙
月に潜伏していたハイヴが、ついに目撃者に呼応して目覚める。基地に残っていたK1研究員たちは全滅させられる。
5.ウォーマインド、暗黒に抗う「それ」をティタノマキアのような世界を終わらせる力として考え、「それ」が意味するものを考えよ。私は「それ」とガーデンのゲートで会った。「それ」は私に笑いかけた後、花を黒い炎で覆い尽し、空にその名前を縛り付けた。「それ」は何よりも強かった。私はオーロラのナイフや、盗んだ特異質の非炎属性の鋭い刃物で「それ」と戦った。私の汗が地震となり、息は静電気を帯びていたが、「それ」は私より強かった。それでは何故、私は生き延びたのか。
―ラスプーチン
出典：グリモアカード「ゴーストの破片: ミステリー」6.エクソダス・グリーン崩壊
黒き艦隊が太陽系に侵攻する中、エクソダス・グリーンの母船ヤン・リーウェイは脱出を試みる。ラスプーチンは帰還を要請するが、乗員たちは民主的な投票で、逃亡を選択する。彼らは目撃者に慈悲を乞うが、その願いは無視される。だがその瞬間、トラベラーの光が闇に干渉し、衝突によって特異点が形成され、船ごと飲み込まれる。その中で最初に目覚めたのは――マラ・ソヴだった。
7.ノクリスとソル、火星に降臨
オリックスの血を引く異端者ノクリスと虫の神ソルが火星へ現れる。ラスプーチンはシベリアン・エントロピー・プロトコルを発動し、両者を凍結封印する。
8.サバスン、目撃者を裏切る
サバスンは密かに目撃者を裏切り、ネザレクを殺害しその遺体に呪いをかける。ネザレクを始末した彼女は、ベイルを海王星の嵐の下に隠した。
9.月面衝突
黒き艦隊のピラミッドのひとつが地球の月へ墜落。その船は長きに渡り埋葬されることとなる。内部にはサバスンによって呪われたネザレクの亡骸が収められており、後にフォールンによって“収穫”される。
10.エクソダス・インディゴ、海王星へ
エクソダス・インディゴは太陽系外脱出中、奇妙な存在に襲撃される。乗員は機転を利かせ、自分たちの船をベックスの信号に“偽装”して生存を図る。だがその結果、信号の発信源――海王星まで導かれてしまう。
11.ラスプーチン、休眠へ
崩壊に抗いきれないと判断したラスプーチンは、苦渋の決断を下す。ミッドナイト・エクシジェント・モードを発動し、自らの人類保護プロトコルをすべて無効化。人類を見捨て、自身の保存にリソースを全振りする。人類が滅びようとも、暴君（＝ウォーマインド）は生き延びるために。
12.トラベラー、人類を救うためゴーストを創造する機械とトラベラーの光から生み出されたゴーストは、太陽系を取り戻す旅へとガーディアンを導く。
ゴーストは、それぞれパートナーとなるガーディアンを古代の死者から探し出し、偵察、データ管理、機械工として活躍する他、太古の装置を目覚めさせたり、エイリアンのコードを解読したりする。状況によっては、ゴーストがガーディアンを死から救う場合もある。
しかし、ゴーストは不死身ではなく、ガーディアンが知る限り、失われたゴーストの代わりはいない。
―預言者
出典：グリモアカード「ゴースト」

### 暗黒時代
1.人類、暗黒時代へ突入
崩壊による破滅は、完全で、容赦のないものだった。かつての黄金時代の栄光は、錆びついた瓦礫と荒廃の中に沈み、人類の残党は地球各地に散らばり、再建を試みる。この時代は後に「暗黒時代」と呼ばれ、苦難と混沌の象徴として語り継がれる。
2.フォールン（エリクスニー）たちの来訪
エリクスニーの各家系（ハウス）は、かつて自分たちの文明を繁栄させた大いなる機械（トラベラー）を追って、太陽系へと到達する。
3.ネオムナの建設
海王星に到達したチオマは、ベイルという未知の異星アーティファクトを発見する。やがてマヤもそこに加わり、この研究に心を奪われる。人々はベイルの周囲に植民地を築き、それが後のネオムナとなった。しかしマヤは次第に暗黒に魅入られ、利用することに執着するようになる。
4.最初の光の担い手（ライトベアラー）たち、目覚める
崩壊で生まれたゴーストたちは、“火花（スパーク）”を持つ者たちを探して星々を巡る。彼らは死者の中からガーディアンを選び、光を与える。その数や全貌は不明であり、目覚めた者たちも自分の力の意味を理解していない。 ある者は人々を守るためにその力を使い、ある者はその運命から逃れようとし、ある者は人類を支配するウォーロードとして君臨した。
5.ラクシュミIIの誕生
ベイルはネオムナにおいて非常に危険で、接触者を次々と植物状態にした。そこでマヤ・サンダレシュは旧式エクソの死体を引き出し、ベイルと接続する装置へと再接続。自身の精神を投影しようと試みる。多数の犠牲を経て、ついに彼女の精神はひとつのエクソに定着する。それがラクシュミIIの始まりだった。
6.クラウドアークの開発
ベイルが作り出す超因果的な空間の折りたたみを利用し、ネオムナの人々は都市の仮想空間“クラウドアーク”を構築する。当初は単なるデジタル保管庫だったが、後にコンラッド・ジェインによって完全な仮想都市へと進化し、彼はやがてクラウドストライダー・ブルージェイとなる。
7.ミカエラ・ジュラハ、事故により最初のクラウドストライダーとなる
ナノマシン実験中の事故により、ミカエラ・ジュラハは最初のクラウドストライダー――「ストライダー」に変貌する。この方法を量産化するためにシデリアルと呼ばれる装置が開発される。
8.アップリフト・カヴンの反乱
ネオムナでは、アップリフト・カヴンと呼ばれる集団が、全員をクラウドストライダー化して市民を支配しようとする。だがクラウドストライダー・メイルストロムがこれを阻止し、反乱は未然に終わる。
9.ラスプーチン再起動
崩壊の最後の戦いの後、地球に残されたウォーマインド・ネットワークの一部であるコスモドロームのバンカー内でラスプーチンは休眠状態にあった。だが長くは眠っておらず、やがて機能を再開する。
10.スターゲイザー、地球へ
ラスプーチンの再起動を受けて、チオマはクラウドストライダー・スターゲイザーを地球へ派遣。彼の任務は、ラスプーチンがベイルに関する情報へ接触するのを防ぐこと、そしてラクシュミIIを地球に“捨ててくる”ことだった（チオマは彼女の存在に耐えられなかった）。スターゲイザーはマラハヤティ・サブマインドの力を用いて、ラスプーチンのネットワークから海王星に関するすべての記録を消去し、孤立させた。
11.ロンドンの焼討ち
崩壊を生き延びた人々がロンドンに集まり、壁を築いて身を守っていた。だがその平穏は、エリクスニーのハウス・オブ・デビルズの指揮官アキレウクスによって打ち砕かれる。たった一夜にして都市は炎に包まれ、破壊された。この事件の唯一の生存者とされるのが、エクソのラクシュミIIである。
12.鉄の豪傑
“ライゼン”と呼ばれる光を帯びた者たちの中から、 人類を守る誓いを立てた者たちが結集し鉄の豪傑が誕生する。彼らは各地のウォーロードを打倒し、希望の灯を再びもたらしていく。
13.かつてのクルーシブル
ライゼンたちが争いを決着させるために行っていた戦闘儀式。この制度は世界中の光の担い手を繋ぐ初の共通文化となり、 後に数世紀に渡って受け継がれるクルーシブルの原型となった。
14.フェルウィンター
SIDDHARTHA GOLEMプロトコルの残骸から、謎多きフェルウィンターが蘇る。ラスプーチンは彼を何度も排除しようとするが、失敗。やがてフェルウィンターは鉄の豪傑に参加し、自らの砦を拠点として彼らに提供する。
15.放浪者の物語
後に放浪者と呼ばれる男は、光から逃れるように生きていた。彼の故郷イートンは、ウォーロードと鉄の豪傑の争いで破壊され、彼は鉄の神殿へ向かい、フェルウィンターに取り入ろうとする。その目的は、故郷の仇を討つためだった。
16.預言者の仮面
崩壊後、トラベラーの声はあまりに弱まり、もはや夢でその声を聞くことは不可能となった。とある預言者は、かすかに残る信号を拾うための装置を作り、混濁した声ながらもトラベラーの意思を再び受信するようになる。
17.最後の都市
鉄の豪傑は南米に人類の拠点を築き、各地の難民たちをそこへと導きはじめる。かつて幾人もの者が「最後の安全な都市」を名乗っては失敗してきたが、ここが本物の始まりとなる。
18.鷹ノ目
ハンター以前、レンジャーと呼ばれた者たちがいた。彼らは各地から生存者を導き、最後の都市へ連れていく案内人だった。この役割は後にハンターが受け継いでいく。
19.オシリス、フェルウィンターとニルウェンに師事
まだ名もなき若きライゼンだったオシリスは、鉄の神殿にてフェルウィンターと大魔導士ニルウェンに師事し、火を鍛え始める。
20.アウォークンの帰還
マラは研究と策略、そして犠牲をもって数百万の目覚めし者を率い、ポケット次元「傍流の地」から太陽系へ帰還を果たす。彼女たちは脱出の際に攻撃を受けながらも、帰還を成し遂げる。
21.アウォークンの分裂
地球の存在と人類の生存を確認した後、マラは慎重な姿勢を崩さず、待機を命じる。だが乗員の一部は人類への支援を主張し、艦内で反乱が発生。最終的に、三分の一の者たちが地球行きを許される。
22.マラ、女王に即位
本来は民主主義的に運営されるはずだった遠征隊だが、人々はマラの意志と導きに自然と従うようになる。形式上の戴冠式が行われ、リーフの王国が誕生する。
23.マラ、リーフを建設
アハンカーラの願いの魔法と、破損した人類の船を利用し、マラは木星と火星の間にある小惑星帯にリーフの王国を築く。彼女は後に、「招集を拒否する者は追放」と宣言し、アウォークンたちに帰還を促す。
24.地球への使者
ナサンという外交官が、マラの真意を地球のアウォークンに伝えるため、地球行きを願う。だが到着初日に殺害され、再生のゴーストに出会って蘇生される。彼らは互いにオリンとゴルと名乗る。
25.オリン、巡礼守護団に参加
旅の中でオリンは捕らえられ、後に巡礼守護団というガーディアンの一団に加わる。彼らは民間人を新たな拠点へ安全に移送することを使命としており、やがて最後の都市を本拠地とするようになる。
26.託宣エンジン
夢見る都市にて、マラは師ケルダ・ワジとテチューンたちが浮遊する姿を目にする。彼女たちは解放されるが、ケルダは命を落とし、代わりに燃えずに燃える特異点が現れ、それが後の託宣エンジンの核となる。
27.マラ、未来を夢見る
ある夜、マラは剣と爆弾の夢を見る。これは彼女とオリックスとの将来の衝突を予兆するものだった。
28.オリン、ナムキと出会いリーフへ
最後の都市でナムキという男と出会ったオリンは、自分の出自を知るためにリーフへ行きたいと願う。彼らは捕らえられて審問を受けるが、最終的に釈放され、オリンはマラに借りを負うこととなる。
29.シャックス卿、シティへ合流
サラディン、フェルウィンター、エフリディートは、シャックス卿に都市への合流を求める。数日間に渡りフェルウィンターと激闘を繰り返した末、シャックスは領土を明け渡し、都市に加わる。以後、彼はサラディンの弟子として生きることになる。
30.オシリス、シティに到着
まだ壁が建設され始めたばかりの都市に、一人の男が現れる。後に“史上最強のガーディアン”と呼ばれる彼は、とある男と焦げた料理を囲んだ何気ない会話で運命を変えることとなる。
31.セイント14、謎のガーディアンに救出される
フォールンのハウス・オブ・レインによって水星を奪還できなかったセイント14は、撤退中に謎のガーディアンに救出される。彼のゴーストは、最後の都市の未来の幻影を見せるのだった。
32.ザヴァラの覚醒
リーフからアウォークンたちが脱出した後、その最初期の脱出船の一隻が地球に墜落。搭乗していた者たちは全滅する。その死者の中から復活した男こそ、後に「ザヴァラ」と名乗ることとなる人物である。彼は世界を旅し、やがて最後の都市へと辿り着く。
33.ザヴァラの過去
鉄の豪傑のサラディン卿のもとで修行を積んでいたザヴァラは、ある日、負傷した民間人を治療しに来ていた人間の女性サフィヤと出会う。二人はすぐに恋に落ち、サフィヤが鉄の神殿を離れる際にはザヴァラも同行した。ある時、ハウス・オブ・デビルズによる襲撃のあとで、二人はひとりの赤ん坊を見つける。彼らはその子をハキムと名づけ、我が子として育てる。幸福な日々が続いたが、それは長くは続かなかった。ザヴァラによって殺されたキャプテンの仇を討つため、レイダーたちが襲来したのだ。戦いの終わり、ハキムは母を守るために戦い、その小さな命を散らした――サフィヤの腕の中で。ザヴァラは再び一人、鉄の神殿へと戻った。彼は決して、あの家族を忘れることはなかった。
・ガーディアンに直接語られたのは、幻影のシーズン。ザヴァラの前に、サフィヤのナイトメアが現れて明かされた。
34.派閥戦争とコンセンサスの成立
都市の規模が拡大するにつれ、光を持つ者（ライゼン＝ガーディアン）とそうでない市民のあいだで、派閥による対立が激化していった。市街では大規模な暴動や戦闘が起き、都市は再び崩壊の危機にさらされる。この混乱を収めるため、争いを暴力ではなく合議によって解決する政府――コンセンサスが設立される。この時以降、ライゼンたちは正式にガーディアンと呼ばれるようになる。

### シティ時代
1.シティ時代の幕開け
最後の都市が世界的な拠点として確立し始めたことで、人類は新たな時代へと入る。もはや暗黒と混沌の中にはない。それは――平和と成長の時代。
2.サンブレーカー、シティを去る
タイタンたちのサンブレーカー教団は、自らのソーラー・ライトの力が都市にとってあまりに危険であることを認め、都市を守るため、あえて離反する。都市を離れ、外界に身を置くことが彼らの愛し方だった。
3.シックスフロントの戦い
最後の都市へ通じる六つの戦線すべてが、ハウス・オブ・デビルズによって一斉に包囲される。だが、都市のガーディアンと鉄の豪傑の連携によってすべて撃退された。この日はオシリスとセイント14が共に戦い、その名が永遠に語り継がれるようになる。
4.オシリス、バンガード司令官に任命
シックスフロントの戦いの後、セイント14がバンガード司令に任命されるが、その任を一日も経たずに辞任。後任として、かつての戦友オシリスを指名する。
5.オシリス、サンブレーカーをシティへ招聘
司令就任後の最初の行動の一つとして、オシリスは都市の防衛のためにサンブレーカー教団と協力体制を築く。
6.フォールン殲滅十字軍
預言者の命を受け、セイント14は太陽系全域に広がるすべてのエリクスニー（フォールン）拠点を狩る聖戦を始める。全てのハウスが彼の名に震えることになる――"セイント"の伝説が始まる。
・セイントがエリクスニーにとって悪魔のように映っている描写や背景は、永夜のシーズン時、ミスラックス率いるハウス・オブ・ライトとシティの同盟交渉を難航させた。
7.ラクシュミII
過去がほとんど知られていない女性ラクシュミIIはある日シティに現れ、フューチャー・ウォー・カルトを設立する。彼女は、時を覗き見ることができる装置を運用し、その未来に“戦争”しか見えなかった。それゆえ、来るべき時代のために都市を鍛える活動を始める。
8.ユルドレンとジョリオン・ティル、ブラック・ガーデンへ
マラに認められたい一心で、ユルドレンは禁じられた場所――ブラック・ガーデンへの冒険に出る。その地で彼はブラック・ハートを目撃し、深く影響を受けて変わっていく。
9.アハンカーラ狩り
シティは、アハンカーラたち――“願いを叶える竜”を絶滅させることを決定する。アウォークンの協力のもと、ガーディアンたちはアハンカーラ討伐用の武器を携え、夢見る都市に逃れた一部を除き、彼らを滅ぼす。
10.タルーラ・フェアウィンドの死
初代ハンターバンガードであるタルーラ・フェアウィンドは、アハンカーラ討伐の最中に命を落とす。その後任にはカリバン8が就任する。さらにその後任として知られるのがアパラジタ4である。
11.シュール
アハンカーラ狩りの後、謎めいた存在がタワーに姿を現す。彼の正体も目的も定かではないが、彼が提供する“武器と装備”はガーディアンたちの運命を左右する。
・シュールは、ゲーム内で登場するキャラクターの一人。毎週土曜から次週火曜までの間に、エキゾチック装備や媒体、レジェンダリー装備、強化素材を販売している。購入には専用通貨である「奇妙なコイン」が必要。
12.エフリディート、シティを離れる
暴力に疲れたエフリディートは、新たな生を求めて太陽系の外縁部へと旅立つ。彼女は、光を非暴力的に用いることを誓ったガーディアンたちの共同体に加わる。彼らの正確な所在地はいまだ不明である。
13.鉄の豪傑、ZIVAを発見
フェルウィンター卿は人々を守る技術を求めてZIVAを発見する。それはナノマシンによってあらゆる構造物を創造する魔法のような技術だった。しかし、彼はそれをあまりにも容易く見つけられたことを疑うべきだった――
・前作『Destiny』の拡張コンテンツ『鉄の章』のテーマになった歴史。ガーディアンが訪れる「災いの地」は、今作でも実装が予定されている。
14.鉄の死
ZIVAの保管庫を調査中、ラスプーチンはフェルウィンターら鉄の豪傑たちを罠にかける。それはかつて彼を「息子」と呼んだウォーマインドによる粛清だった。ジョルダー卿の自己犠牲によってZIVAは封印されるが、生き残ったのはサラディン卿ただ一人であった。
15.ネッスス、小惑星帯から太陽系に帰還
ケンタウルス7066ネッススは軌道遅延を経て、再び太陽系に姿を現す。
16.オシリスの指導下でシティに混乱が生じる
オシリスは政治よりも個人的な研究を優先し、コンセンサスへの出席も稀だった。彼は自身の弟子イコラを独断でバンガードに任命しようとし、預言者の方針とたびたび対立。その教えに従うガーディアンも多く、都市は分裂の兆しを見せる。
17.カブル、プラエディス、パハニン、「ガラスの間」へ
三人のガーディアンが金星にあるガラスの間に挑む。一人はヴォルトに取り込まれ、一人は時空に囚われ、一人は火星の砂の上で命を落とす。
・「ガラスの間」は、6人用高難易度コンテンツとして実装されている。前作『Destiny』で初登場。『Destiny 2』では永夜のシーズンで復刻した。復刻版では「達人」難易度が用意されている。
18.ドレドゲン・ヨルの堕落
伝説的なタイタン、レジル・アジールは、月でのハイヴ調査でヘルマウスへと赴く。彼はハイヴウィザード、クシオールを討ち、その骨を武器に組み込む。それは彼を暗黒に引き込む呪いの始まりであり、後のドレドゲン・ヨルの誕生であった。
・"骨を組み込んだ武器"とは、ゲーム内で入手できるエキゾチック・ハンドキャノン「トルン」のオリジナルである。
19.バーニング・レイクの戦い
地球でのハイヴとの初戦。ガーディアンの勝利がもたらされたが、この成功が月への過剰な自信につながってしまう。
20.大災厄
月奪還作戦で数千のガーディアンが死亡。オリックスの息子、クロタが現れ、光を狩り尽くす。タイタンのウェイ・ニンら多くの伝説がここで命を落とす。この敗北により、バンガードは地球・月間の接触を禁止する。
21.初代クロタ討伐部隊
プラクシック・ウォーロック、エリアナ3が、エリス・モーン、サイ・モタ、オマール・アガー、ヴェル・ターロウ、トーランドを率いて出撃。次々に隊員が死亡し、トーランドの死の歌研究が唯一の成果となる。生還したのはエリス一人。ゴーストのブライアを失い、月の地下に幽閉された。
・『影の砦』のストーリーで、プレイヤーはエリスの過去と並行して彼らの死亡したゴーストから当時の記録を垣間見る。
22.シン・マルファー
パラモンの少年シン・マルファーは、師ジャレン・ウォードと出会い、ドレドゲン・ヨルとの死闘に巻き込まれる。 ジャレンはヨルに殺され、シンはゴールデンガンを生み出し、ヨルを討ち取る。
23.ハンターバンガード、カウコ・スウィフトリバー失踪
第四代ハンターバンガード、数年前に謎の失踪を遂げる。
24.アンダル・ブラスク、ハンター・バンガードに任命
傭兵タニクスを倒せなかったことで、ケイド6との賭けに敗れ、バンガードの任に就く。第5代ハンター・バンガードとなる。
25.デビルズ、キングス、ウィンターの連合軍、シティを包囲
フォールン三大勢力が連携し、最後の都市包囲作戦を開始する。唯一、ウルブズのみ戦場に現れなかった。
26.スキャッター
マラはトワイライトギャップの戦いへの道を阻むため、ケレスの月を破壊しウルブズのケル、ヴィリクサスを葬る。これによりリーフ戦争が勃発する。
27.リーフ戦争
スキャッターを契機に、リーフとハウス・オブ・ウルブズは数年に渡る激戦を展開。小惑星帯の各地で血の流れる戦争が繰り広げられる。
28.ミスラークス、スジュール・エイドと出会う
ハウス・オブ・ウルブズの兵士ミスラークスは戦場で捕らえられたが、スジュール・エイドに救われ、夢見る都市へと連れていかれる。彼の人生はこの出会いで一変する。
29.ミスラックス、娘と出会う
戦場で捨てられていた幼子を見つけ、養女とする。彼女はエイドと名づけられ、リーフで育ち、テクナウィッチの教えとエリクスニーの歴史を学ぶ。
30.オシリスの追放
バンガード司令官の地位にあったオシリスは、ベックス研究による未来の予言を配布しコンセンサスから追放される。後任には弟子のイコラが任命され、ザヴァラがバンガード司令官の座に就く。
31.オシリス、水星へ
追放後、オシリスは水星へ渡り、無限の森の研究を開始。自身を信奉するオシリス教団には、別のスパイアの研究を任せる。
32.トワイライトギャップの戦い
キングス、デビルズ、ウィンターの三つのエリクスニーのハウスが手を組み、シティ史上第二の大戦が勃発する。月面での戦力損耗とバンガードの再編成が進む中、ガーディアンは押され気味となる。だがシャックス卿は撤退命令に反し、ンケチ32、イドリル・アブディ、トルス、リウ・フェン、アナ・ブレイらと共に反撃を開始。これが戦局を逆転させ、エリクスニーはシティから押し戻された。
33.アナ・ブレイ、死を偽装
トワイライトギャップで死亡したとされるアナは、実際にはその死を利用してラスプーチンの捜索に入る。
34.スジュール・エイドの死
リーフ戦争の最中、ウルブズによるヒュギエア書庫襲撃の直前に初代女王の怒りであるスジュール・エイドが死亡する。彼女の弓は消え、代わりに謎のコインだけが残された。
・スジュール・エイドの弓はエキゾチック・ボウ「願望の終人」として入手可能。照準が壁の向こう側にいる標的を映し出す。
35.オリン、シュールの死の真相を追う
マラは、かつての借りを返すようオリンに命じ、シュールの死が殺人だったのか、真相の解明を託す。
36.トワイライトギャップ終結
デビルズのケル、ソルキスがセイント14の一撃により頭蓋を砕かれて死亡。この死によってエリクスニーの連合軍は瓦解し、戦争は終結する。
37.カリクスとフィクル
バリクスは、サイベル襲撃を巡ってスコラスと決裂。フィクルルという神官と共に、カリクス系列のプライム・サービターを隠匿する。その場所は現在も不明。知るのはフィクルルのみ。
38.新生クルーシブル
都市の敗北寸前の状況を受け、シャックスが古き制度クルーシブルを再構築。これはガーディアンの実戦訓練制度となり、各地で模擬戦が行われるようになる。市民たちはこれを“都市の娯楽”としても楽しむようになる。
・クルーシブルは、ゲーム内ではPvPコンテンツとしてリリースされている。
39.コンコーダット派、クーデターを画策するも失敗
コンコーダット派はタワーで暴動を起こし失敗、コンセンサスから追放される。代わりにフューチャー・ウォー・カルトが新たに議席を得る。
40.リーフ戦争終結
スコラスとウルブズのプライム・サービターが捕縛され、バリクスは、マラ・ソヴをウルブズの新たなケルとして宣言する。
41.ペトラ・ベンジ、女王の使者となる
スコラス捕縛後、ヴェリニクスによるリーフ襲撃が阻止される。だがペトラの誤った命令により9人のガーディアンとそのゴーストが死亡。この責任からペトラは人間界へ追放され、女王の使者として活動する。
42.セイント14、無限の森へ
セイント14は水星にて失踪したオシリスを探すため、無限の森へ旅立つ。
43.テベン・グレイとザイア・オルサ（シン・マルファー）
ドレドゲン・ヨルの力を研究すべく、シン・マルファー（ザイア・オルサ）はテベン・グレイと共に協力し始める。
44.ケイド6、ハンター・バンガード就任
タニクスによるアンダル・ブラスクの殺害を受け、ケイド6が復讐を果たした後、ハンター・バンガードの地位に就く。
45.エルシー・ブレイ、目覚める
またひとつのタイムラインが失敗し、砂時計はひっくり返される。なぜ彼女が時間から“外れて”いるのか、誰にもわからない。だが今度こそ、すべてが変わるかもしれない。
46.研究の続行と月への旅立ち
シティのクリプトアーキの研究を手がかりに、テベン・グレイとザイア・オルサの二人はヨルの足跡を追い、月へと向かう。
47.ヨルの影結成
テベン・グレイ、ザナ・マース、ジョナ・パヴィク、カラム・ソル、ブラガ・ヤスール、そしてシン・マルファーらにより、「闇を善に転化する力」を探求する組織「ヨルの影」が結成される。
48.放浪者、ヨルの影に加入
光だけを信奉する者たちに不信を抱いていた放浪者は、ヨルの影に共鳴し、ドレドゲン・ホープの名を名乗る。
49.ハイヴ、地球の封鎖を突破
大災厄の後、地球各地でハイヴの目撃が相次ぐ。
50.ガーディアン、時間を遡りセイント14を救う
サンダイアルの力を用いて時を越えてきたガーディアンは、 伝説の最強のタイタンを救出する。

・このガーディアンは、暁旦のシーズンの時代からやってきた、プレイヤーである。

### Destiny
1.旧ロシアにおけるガーディアンの覚醒
文明の崩壊によって放棄された旧ロシアのコスモドロームにおいて、ガーディアンはゴーストを介してトラベラーの光によって蘇生される。この再生プロセスは単なる身体的蘇生ではなく、記憶と存在意義の再定義でもある。周辺はかつての帝国の残滓にすぎないが、地表を徘徊するハウス・オブ・デビルズとの邂逅を経て、彼／彼女は遺棄されたジャンプシップの修復と確保に成功する。それは、シティと呼ばれる人類最後の砦への第一歩であった。
2.復旧作戦：惑星間航行への技術的障壁の突破
地球圏を脱して太陽系内を航行可能にするには、船舶に搭載する高次元航行用ワープドライブが不可欠である。ガーディアンはその取得のため、かつて黄金時代の軍需インフラが集中していたコスモドローム内部を探索する。その過程で、ハウス・オブ・デビルズのアルコン、リクシスとの交戦が不可避となる。過酷な戦闘を制した後、NLS規格のドライブユニットを入手することで、航宙時代の幕を自らの手で再び切り開く。
3.地球圏におけるハイヴの再出現
預言者の命によってガーディアンはスカイウォッチの調査に赴くが、そこに存在していたのは、人類史上最も深い闇から来たとされる「ハイヴ」であった。この発見は単なる敵性存在の確認にとどまらず、トラベラーの影響圏内における異次元的存在の干渉可能性を裏付けるものであり、地球という惑星の記憶と軌道に関する認識を再構成する契機となった。
4.ウォーマインド
バンガードによる不審活動の報告により、ガーディアンとゴーストは再度コスモドロームの探索に従事する。調査中に受信された奇異な音波信号は、黄金時代に開発された軍事AI「ラスプーチン」の稼働継続を示唆するものであり、フォールンがそのネットワークにアクセスを試みていることが確認される。この遭遇は、人類が喪失したと信じていた知的防衛インフラの復権と、それに伴う制御権の再確立に向けた序章であった。
5.ラストアレイ
複数の交戦を経て、ガーディアンは旧時代の通信配列の再起動に成功するが、その直後、ラスプーチンは当該インフラの主導権を奪取し、かつてのウォーサット網およびバンカー群との同期化を完了させる。
6.ハイヴの砦へ
月面再探査の先駆けとして、ガーディアンはかつて行方不明となった別のガーディアンの痕跡を追う。アーチャーズ・ライン付近に位置するクロタの神殿に到達したガーディアンは、対象者の遺骸と共にハイヴの襲撃を受ける。ヴローク・エアスポーンを討伐した後、残されたゴーストから得られた情報により、ハイヴが地球侵攻を見越して兵力を構築していることが明らかとなる。
7.ワールドグレイブ
預言者の指示のもと、ガーディアンは地底領域ヘルマウスに存在するとされる「ワールドグレイブ」へと赴く。そこはハイヴの知識体系が集約された図書館的施設であり、彼らの存在目的や太陽系での活動の意図を読み解く鍵を有している。墓所内部にはヒドゥン・スワームが守備を固めていたが、ガーディアンはそれを打ち破り、ゴーストはそのアーカイブを記録・転送する。
8.クロタの剣
暗黒時代の大災厄において無数のガーディアンを屠ったとされるクロタの剣。その存在を裏付ける情報を入手したガーディアンは、かつてその剣を鍛造したスワーム・プリンスたちを追跡・殲滅し、最終的に剣そのものを手に取ることとなる。ガーディアンはその武器を用いて残りのプリンスを打ち倒すが、直後に剣は消滅する。
9.謎の人物(エルシー・ブレイ)との初接触
ガーディアンは、ハイヴによるトラベラーの光の吸収儀式を阻止し、その直後、謎の人物（後のエルシー・ブレイ）と接触する。彼女はガーディアンに対し、金星への渡航とブラックガーデン中心部に存在する“心臓”の破壊を依頼する。
10.オリックスの神殿
金星への出発前に、ガーディアンは月における最後の一撃を加えるため、ヘルマウス深部に位置するオリックスの神殿を急襲する。そこでは、オシリスによってかつて警告された“信仰の焦点”が機能していた。サードクを撃破し、神殿を破壊することで、ハイヴの信仰的構造に打撃を与える。
11.アウォークンとの接触
ブラックガーデンへの門を開くため、ガーディアンはリーフに住まう“アウォークン”との接触を試みる。そこではマラ女王と彼女の弟ユルドレンが待ち受けていた。アウォークンはバンガードとは異なる政治的・文化的パラダイムを有しており、ガーディアンに対して“ゲートロードの眼”を入手することで試練を課す。
12.イシュタル・コレクティブ
ベックスの知見を得るため、ガーディアンはかつての研究施設であるイシュタル・コレクティブを訪れる。ここで得られたベックス・マインド・コアの解析により、敵のゲートロードを誘引・排除する手法が導き出される。
13.アーカイブの再起動
クリプトアーキのラフールの要請を受け、ガーディアンはイシュタル・アカデミーの封鎖されたアーカイブを再活性化する。これにより、黄金時代の技術・思想へのアクセスが部分的に復元され、科学的知見の再利用が可能となる。
14.ネクサス
金星深部にて、ベックスの中枢変換装置が稼働していることが判明する。イコラの命令により、ガーディアンはストライクチームを率いて当該施設に突入し、ベックス・ネクサス・マインドの破壊に成功する。
15.ドラクシスの死
イシュタル・アーカイブに対する襲撃を阻止すべく、ガーディアンはハウス・オブ・ウィンターのケルであるドラクシスを討伐する。これにより、フォールンの戦略行動が一時的に混乱し、拠点防衛能力が大きく低下する。
16.ゲートロード
ベックスのゲートネットワークを撹乱した末、ガーディアンはゲートロード・ザイドロンとの戦闘に突入する。敵性構造体を破壊した後、要請されていた“眼”を回収する。
17.リーフへ
回収した“眼”を携えてリーフへ戻ったガーディアンを、マラは限定的に承認する。しかしその眼は無力化されており、ユルドレンは代替ルートとして火星のカバル占領地域にあるゲートを示唆する。
18.ウィンター
マラからの討伐依頼により、ガーディアンはアーク・プリースト「アクサー」討伐のためストライクチームを率いる。アクサーはタニクスによってエルダーズ・プリズンから解放され、ドラクシスの死後、ハウス・オブ・ウィンターを再結集させようとしていた。
19.スコラスがナインに差し出される
女王の鴉たちはレアの大釜に入り込み、ナインの怒りを買う。マラはスコラスを贈り物としてナインに差し出す。
20.カバル排他区域
リーフのアウォークンから得た情報により、ガーディアンはブラックガーデンへと通じるベックスのゲートウェイの存在を知る。しかし問題は、そのゲートが太陽系の中でもカバル帝国が哨戒する領域にあるということだった。
21.ケルベロス・ヴァエ III
望むと望まざるとにかかわらず、火星においてカバルとの戦争に足を踏み入れてしまった。ザヴァラは、フリーホールドへの支配を断ち切るため、ガーディアンにストライクチームを率いてバルス・タークと戦うよう命じる。
22.埋もれた都市
カバルの排他区域が解除され、クリプトアーキはガーディアンに火星の失われた都市「フリーホールド」の調査支援を要請する。幾多のカバル兵士を撃退した後、ガーディアンはダスト・パレスに突入し、その中でゴーストがラスプーチンが火星のシステムに接続されている痕跡を発見する。
23.ダスト・パレス
カバルはサイオン・フレイヤーたちを送り、火星におけるウォーマインド・システムの掌握を図る。ケイドはガーディアンにストライクチームを率いさせ、フレイヤーたちを排除する任務を託す。
24.スパイアの起動
ブラックガーデンへ侵入するために、ガーディアンは火星にてベックスのスパイアと呼ばれる装置を起動し、ゲートロードの眼を再起動させる。これによりゲートが開かれ、未知なる領域への道が切り拓かれる。
25.決定的混沌
クラウドストライダーとして活動を始めたばかりのロハンは、ベイルの真相を探る中で、ベックスがそれを模倣して作り上げた不完全な存在――ブラックハートの存在を発見する。
26.増え続ける潮流
ガーディアンがブラックガーデン侵攻を準備する一方で、ベックスの軍勢は火星のゲート防衛を強化していた。ガーディアンはまず、その数を減らさねばならない。フリーホールドの奥深くへ進み、複数のベックス・ゲートを破壊する中で、ベックスたちが次々とブラックガーデンへ帰還していることを知る。
27.ブラックハート
ついにブラックガーデンへと突入したガーディアンは、ベックスが模倣した不完全な存在「ブラックハート」と対峙する。これを破壊することで、現実の層に歪みが生じ、ブラックガーデンは火星地下に重ね合わされるような存在へと再定義される。トラベラーはこの破壊により癒やしの兆候を見せ始める。
28.ケンターチ3
ブラックハート破壊後、クリプトクロンズの夢見派の依頼により、ケンターチ3（リスボン13、レッカナ、ヤーダーム4）はガーデン内部を調査し、「神性」と呼ばれる異常な武器を発見する。3人は暗黒の力を受け入れた結果、仲間同士での抗争に発展し、リスボン13を除く2名は行方不明となる。リスボンは目撃者によって記憶を消去される。
・「神性」は『影の砦』で実装されたエキゾチックウェポンとして入手可能。ガーディアンはレイド「救済の庭園」でそれを手にする。この武器は、標的に確定で精密ダメージが与えられる球体を出現させるトレースライフルである。
29.ガラスの間
預言者の依頼により、ガーディアンは金星のガラスの間へと挑む。そこはベックスによって時間の流れそのものが制御される場であり、ガーディアンはテンプラー、ゴルゴン、そしてアテオンを打破することで、“運命を切り拓く”存在として自らを証明する。

・今作では永夜のシーズン時に復刻され、追体験が可能。

### 地下の暗黒
1.エリス、月から帰還
ヘルマウスで何度も巡る時を隠れて過ごした後、エリスはクロタの復活について警告を携えて戻ってくる。彼女は、かつて自らのファイアチームが失敗した任務を、他の者が成功させるための計画を持っていた。
2.フィスト・オブ・クロタを倒すようエリスが要請
エリスは、フィスト・オブ・クロタが異界からクロタを地球に召喚しようとしていることを恐れ、その阻止をガーディアンに依頼する。
3.オムニガル、コスモドロームのラスプーチンの保管庫に侵入
エリスと協力し、ガーディアンはハイヴのウィザード、オムニガルがウォーマインドに到達するのを阻止する。
4.オムニガル掃討戦
エリスはクロタの意志であるオムニガルの居場所を、スカイウォッチの播種装置まで突き止めた。彼女を生かしておくわけにはいかず、ガーディアンにストライク部隊の指揮を託す。
5.クロタの魂の覚醒を阻止
ガーディアンは月のヘルマウス深くに足を踏み入れ、クロタが現実世界に戻ってくるのを阻止する。成功はしたが、エリスは「真に終わるのはクロタが死んだときだ」と警告する。
6.クロタの最期
ガーディアンはオリックスの息子であるクロタを討ち、エリスの失われた仲間たちの仇を討つため、ヘルマウスの最奥へと向かう。
7.儀式
クロタの死の後、エリスはガーディアンと共に星々に響くハイヴの犠牲の儀式を執り行う。
8.アンダイイング・マインド
ブラックハートの破壊後、ブラックガーデンは矛盾した形で火星の地下に存在するようになった。ベックスはこれを許さず、イコラはアンダイイング・マインドがガーデンを修復するのを阻止するため、ガーディアンにストライク部隊の指揮を任せる。
9.コキュートスの門をナインが掌握
クロタの死の後、ナインはソフィアを苦しめたコキュートスのゲートウェイを掌握する。

### ハウス・オブ・ウルブズ
1.スコラス、ナインによって解放される
星々を巡る旅の途中、スコラスは冷凍監獄から解放される。ナインの使者シュールが自由を携えて現れたのだ。元ハウス・オブ・ウルブズのケルであるスコラスは、バラバラになったフォールンのハウスを再びまとめ上げ、自らを「全てのケルの王」と名乗る。
2.ウルブズ、リーフに反旗を翻す
かつてのケルが戻ったことで、ウルブズはその誇りに従い、スコラスに再び従う。
3.ペトラ、第二の「女王の怒り」に任命される
スコラスが再び太陽系に解き放たれた今、マラは彼の野望を止めるために動く必要があった。長年の忠誠を称え、マラはペトラを第二の「女王の怒り」に任命し、スコラス打倒とウルブズの再興阻止のためにガーディアンとの連携を命じる。
4.ベスティアン・アウトポスト開放
ウルブズの狩りを円滑に進めるため、マラはリーフにあるベスティアン・アウトポストへのアクセスを解放する。ここでペトラは忠臣バリクスと共にハウス・オブ・ウルブズの討伐を指揮する。また、ガーディアンはここでオシリスの弟子である修道士バンスやリーフのクリプトアーキ、アイヴスとも出会う。
5.スコラス、ハウス・オブ・ウィンターを味方に
スコラスは自らを「ケル・オブ・ケルズ」と称し、金星へと赴いてウィンターの取り込みを図る。ガーディアンとペトラはこれを阻止しようとするが、任務は失敗に終わり、スコラスはウィンターの忠誠を得て逃走する。
6.サイレント・ファング出現
ガーディアンはコスモドロームに出現したサイレント・ファングを調査する。彼らはリーフ戦争中にスコラスと共に戦った部隊であり、デビルズの幹部暗殺を狙っていると推測されていた。ガーディアンはペトラとバリクスと連携し、サイレント・ファングを全滅させる。
7.スコラス、キングスに使者を送る
スコラスはハウス・オブ・キングスを自身の陣営に引き込もうとするが、彼らはその提案を拒否。最終的に、ガーディアンは両ハウスの使者を排除することに成功する。
8.シャドウ・シーフ
タニクスはどのハウスにも属さぬ無法者だが、この日はウルブズの依頼でハイヴの遺物を漁っていた。バリクスは、古き流儀でスコラスを打倒するため、ガーディアンにストライクを命じる。
9.ウルブズ、ガラスの間へ侵入
ベックス技術を手に入れるべく、ウルブズはガラスの間に侵入を図る。ガーディアンは侵略者を撃退することに成功するが、ウルブズは一部技術を持ち去ることに成功する。
10.スコラス捕縛
金星のシタデル頂上にて、ウルブズの反乱はついに終焉を迎える。時空を超えて集結したウルブズの軍勢を突破したガーディアンは、スコラスを捕らえ、リーフへと引き渡す。だが、裁きを受ける前に、スコラスは「来たるべき暗黒」を予言する。
11.スコラス、エルダーズ・プリズンで敗れる
「狂犬スコラス」にこれ以上価値はないと判断されたリーフは、彼をエルダーズ・プリズンの闘技場へと送る。そこで彼はガーディアンによって倒され、命を終える。
・『エピソード：亡霊』で、「残響」の力によってスコラスの幻影が現れる。シーズンコンテンツの中でも最も難易度の高い3人用モード「ケルの復讐」が存在した。
12.水星のライトハウスの発見
水星にそびえる尖塔がガーディアンに共鳴するように反応する現象が発見される。これを観測するため、オシリスの信奉者たちは「オシリスの試練」を始動する。

・「オシリスの試練」は、3v3のPvPエンドコンテンツであり、蘇生制限や装備変更の規制が厳しいモード。7回戦の間での連勝数や勝敗率が報酬に大きくかかわる。不敗を達成することによってのみ得られる名誉報酬がある。

### 降り立ちし邪神
1.玉座の世界「エレウシニア」の創造
エリスは、迫りくるオリックスの脅威を警告するためリーフを訪れる。マラは長く温めていた計画の一環として、自身の玉座の世界「エレウシニア」を亜空間に築き上げ、夢見る都市の無視界の源泉にそれを接続する。
・『孤独と影』でガーディアンが夢見る都市で女王の生存をはじめて確認した時、彼女はこの玉座の世界にいた。
2.マラ、エリス、オシリスの密会
オリックスが太陽系に到達する前、マラ、エリス、オシリスの三者は密かに集い、「宿りの王」を永久に葬るための策謀を巡らせる。
3.オリックス、太陽系に到来
リーフの斥候が最初に土星軌道上のドレッドノート（オリックスの戦艦）の存在に気づく。
4.アウォークン艦隊、土星上空でオリックスと交戦
マラはハービンジャーたちを解き放ち、ハイヴ艦隊に壊滅的な打撃を与えるが、オリックスのドレッドノートが反撃。アウォークン艦隊は壊滅し、マラも命を落とす。
5.マラの死、 オリックスが夢見る都市を発見
女王の命を救おうとしたテクナウィッチのシュロ・チーは、夢見る都市へのゲートを長く開きすぎてしまう。その一瞬を突いたオリックスの玉座の世界からの一撃がゲートを貫き、夢見る都市の位置が露呈してしまう。そしてオリックスは、その地に最後のアハンカーラが潜んでいることを知る。
6.オリックス、リベンを発見
オリックスはアウォークンの聖域「夢見る都市」を蹂躙する中で、太陽系最後のアハンカーラ「無数の声のリベン」を発見する。リベンはマラ・ソヴの巧妙な偽装により幽閉されていた。かつてアハンカーラの全滅を目指した「偉大なる狩り」の余波である。オリックスはリベンを「宿られた者」にするが、しばらくの間はその牢に留め置く。
7.竜の願い
リベンがオリックスに宿られる中、彼女の伴侶であるアハンカーラ「タラニス」は、アハンカーラにとって最大の禁忌を犯す――自らの願いを叶えたのだ。子らの卵がオリックスの魔手を逃れるよう、卵を亜空間の各地に散らす願いを放つ。この行為はアハンカーラにとっての終焉を意味する。
8.ペトラ、女王摂政に任命される
マラ、ユルドレン、その他リーフ上層部の多くが行方不明または死亡したと見なされた後、ペトラが「リーフ摂政指令官」に任命される。彼女の統治は、内紛と政治的分裂に悩まされることになる。
9.オリックス、夢見る都市とエレウシニアを蹂躙
リベンを宿られた者にした後、オリックスはマラの玉座の世界「エレウシニア」へ侵攻し、亜空間に築かれたその神殿の数々を破壊する。
10.ガーディアン、フォボスで宿られた兵と遭遇
フォボス（火星の衛星）からカバルの遭難信号が発信され、ガーディアンが調査に向かう。そこで彼らは“宿られた兵”と呼ばれる奇怪な存在と初遭遇する。彼らは敵を異界へ連れ去り、変貌させて再び送り込んでくる恐ろしい存在だった。
11.スカイバーナー、ドレッドノートへ突入
ガウルの命を受けたスカイバーナー・プライマスは、どのような犠牲を払ってもドレッドノートへの突入を遂行せよと命じられる。
12.ケイドの隠し物
ケイド6はオリックスのドレッドノートへ侵入するための計画を立てる。その第一歩は、コスモドロームにある旧船「エクソダス・レッド」に隠したステルスドライブを回収すること。ガーディアンはその道中、コスモドロームがすでに宿られた兵によって浸食されていることを知る。最終的に、オリックス・エコーを退けた後、ケイドが隠していたステルスドライブが明かされる。
13.ドレッドノート侵入
回収したステルスドライブとエリスのハイヴの魔術で改造された船を使い、ガーディアンはドレッドノートに侵入。ハイヴ戦艦の主砲を無力化し、さらに墜落したスカイバーナー兵団を突破して、後の作戦のためのトランスマットゾーンを確保する。
14.敵の敵
ドレッドノート内部に自由にアクセスできるようになったガーディアンは、オリックスの所在を突き止めるため、カバル艦の墜落現場に潜入する。そこでポータルの存在が明らかになるが、亜空間ハイヴでなければ通れないことが判明。ガーディアン自身が亜空間ハイヴとなる必要があるとエリスは告げる。
15.月
ガーディアンがアセンダントの資格を得るには、クロタが宿っていた月のクリスタルから本質（エッセンス）を抽出する必要がある。クリスタルの回収には成功するが、必要な本質は含まれていなかった。撤退を試みたガーディアンはオリックスの宿られた兵に待ち伏せされ、辛くも月面へ脱出。エリスとケイドは新たな方法を模索し始める。
16.フォールン S.A.B.E.R.
フォールンがコスモドロームのウォーマインドバンカーを侵略。ザヴァラ司令官は、フォールンが重要技術を手に入れるのを阻止するため、S.A.B.E.R.と呼ばれる新型兵器ユニットの排除をガーディアンに命じる。
17.プロメテウス・コード
ガーディアンが再び月へ向かう前に、新たなステルスシステムを手に入れる必要がある。ケイドはガーディアンをウォーマインドのラスプーチン・バンカーへ派遣。そこでは宿られた兵の侵攻が続いていたが、ガーディアンは戦いを制し、ステルスシステム構築に必要なコードを持ち帰る。
18.最後の儀式
新たなステルス装置を身に着けたガーディアンは、再びクロタの玉座の世界に潜入。そこではクロタの姉妹たちが葬儀を執り行っていた。ガーディアンは儀式の最中に本質の回収に成功し、エリスの魔力で月面へテレポートされる。ついに、邪神を終わらせる時が来た。
19.邪神との対峙
ガーディアンはドレッドノートの迷宮を突破し、ついに降り立ちし邪神オリックスと対峙する。激戦の末、クロタの父は打ち倒され、その存在はドレッドノートの深部へと封じられる。後にエリス・モーンが、伝説の剣「ウィルブレイカー」の破片を回収する。
20.ウィルブレイカー、再び鍛えられる
エリスが持ち帰ったウィルブレイカーの破片を見つめながら、彼女はこの闇の武器が光のために鍛え直せるのではと考える。ガーディアンはその破片をシャックス卿のもとへ持ち込み、二人は新たなる剣を創り出す。
21.ドレッドパトロール開始
オリックス撃退後、ガーディアンは他のガーディアンたちの作戦展開を可能にするため、ドレッドノート内部にパトロールとトランスマットのビーコンを設置していく。
22.シールド・ブラザーズ
カバルのプライマス・ターウンの兄弟たちは、ドレッドノートの核を爆破しようと計画。これが成功すれば、太陽系全体が危機に晒される可能性もあった。ガーディアンはストライクチームを率い、カバルの破壊工作を阻止する。
23.カバル帝国への信号
ドレッドノート上で、スカイバーナー兵団がオリックスの戦艦から得た情報をすべて、カバルの本星系へと送信していることが判明する。これは後のガウルの地球侵攻へと繋がる伏線である。
・今作での最初の物語は、この信号を元にやってきたカバルによる侵攻によってはじまった。
24.金星にて
ガーディアンはイコラと協力し、金星に侵攻した宿られた兵を排除する。戦いはガラスの間内部にまで及び、失われたガーディアン「プラエディス」の救出を試みる。さらに、スコラスを捕らえたシタデルの頂上で、オリックス・エコーとの戦いが繰り広げられる。
25.地球にて
ケイド6と共に、コスモドロームに蔓延する宿りの汚染の浄化を開始。ステップに巣食う宿られたウィザードの集団を排除した後、ロケットヤードで“ツゴス”という宿られたナイトの存在が明らかとなる。キングズ・ウォッチの地下でオリックス・エコーを撃破し、脅威を断つ。
26.火星にて
ザヴァラ司令と共に火星を浄化。フリーホールドのサーシス・ジャンクションにてオリックス・エコーが発見され、そこからブラックガーデンへの道が開かれる。だが、撃破には至らず、エコーはフォボスへと逃亡。物語は始まりの地へと帰還する。
27.邪神、滅びる
ガーディアンたちが集結し、オリックス討伐に挑む。ウォープリースト、ゴルゴロス、そしてオリックスの双子の娘たちでさえ、この火力の前には屈する。ついに、邪神は“燃え盛る光”の中でその命を絶たれる。
・前作『Destiny』の6人用高難易度コンテンツ、レイド「邪神、滅びる」は今作でも復刻され、追体験可能。より手ごたえのある「達人」モードも実装されている。
28.悪意の手
ガーディアンはドレッドノート全土で“ささやく”奇妙な石＝石化断片を発見し、それをエリスへ持ち帰る。エリスはそれがハイヴの歴史を記した「憂愁の書」であることを突き止める。多くの断片が集まるうち、エリスはオリックスが自身の遺志を継がせるために“武器の種”を残していたことを知る。葛藤の末、彼女はその武器――「悪意の手」の製造に踏み切る。
29.マラ・ソヴ、オリックスの力を手に入れる
マラ・ソヴの賭けは成功に終わり、彼女は亜空間を通じて“死からの帰還”の旅路を始める。その道中、彼女は粉砕のトーランドと一瞬の邂逅を果たす。
30.太陽の当たらない独房
オリックスが消えた今、王位を狙う者が現れるのは当然の流れ。その一人がかつて反逆罪で投獄された黒剣アラークハル。エリスは彼の再興を阻むべく、打倒任務をガーディアンに託す。
・このストライクは今作で復刻版が実装され、新たにドレッドが軍勢が加わったバージョンになった。
31.新たなる巣
スコラスの死後、ハウス・オブ・ウルブズは新たな縄張りを求めて火星に進出しようとする。
32.ノック
バリクスは、火星でウルブズに命令を出している“何者か”の正体を探っている。ガーディアンはファイアベース・ルビコンでカバルとウルブズの衝突を目撃。巨大なウォーカーを破壊したことで、バリクスはリーダーの正体に心当たりを得る。
33.プライムの道筋
バリクスの調査により、ウルブズの新たな指導者の正体が明らかとなる。それは復活したプライム・サービター「オビクス」だった。激戦の末、サービターは破壊され、ハウス・オブ・ウルブズは再び崩壊する。
34.エコー・チャンバー
ネクサス・マインドが失われ、金星におけるベックスの変換プロセスが停滞していた。ベックスはレストラティブ・マインドを呼び出し、過去からネクサスを引き戻そうとする。イコラの命で、ガーディアンはこの復元を阻止する。
35.クルーシブルの騒ぎ
テックス・メカニカがクルーシブルで大会を開催。優勝者にはアマンダ・ホリデイ愛用のショットガン「シャペロン」の複製が授与される。ガーディアンは見事優勝を果たし（賄賂もちょっと使いつつ）、賞品を手にする。
・「シャペロン」はエキゾチックウェポンのショットガンとして利用可能。精密ダメージが極端に高いスラグ弾を発射する。
36.姉妹、再び
伝説のハンドキャノン「ラスト・ワード」と対を成す幻の銃「ファースト・カース」は、大災厄により失われたと言われていた。テックス・メカニカはバンシー44の協力のもと、ガーディアンの助けを借りてこの武器を現代に蘇らせる。
37.最初のファイアウォール
ガーディアンが各地で古代のプロトタイプ・フュージョンライフルを回収していた中、ラスプーチンの保管庫から奇妙な信号が発信される。侵入してハイヴを排除した後、ガーディアンは“トランシーバー”を入手。正しいコードを入力すると、エクソダス・レッドの塔頂へ座標が表示され、そこで不完全な「IKELOS融合コア」を発見する。
そのコアを完成させるためにパーツを集めた後、バンシーに預けると、翌日になって新たな信号が地球と金星で検知される。コスモドロームのバンカーに赴いたガーディアンは、ついに「模倣スリーパー」のフレームを受け取る。バンシーはそこへ融合コアを装着する。
・「模倣スリーパー」はエキゾチック・リニア・フュージョンライフルとして今作でも入手可能。ギャンビットでのメタだった歴史がある。
38.デソレート計画
生き残ったテクナウィッチたちは、宿りの力を鎧や武器に注入するという禁じられた実験を開始する。
39.宿られたウィンター
ケイド6は、リーフの要請によりガーディアンを派遣する。今回の標的は、長老の監獄から逃げ出したアーク・プリースト「ニクシス」。だが、ガーディアンが到着する前に、彼はすでに“宿られた兵”にされていた。ガーディアンはオリックスの“飢え”の化身を討伐し、更なる破壊を阻止する。
40.王位の偽りの継承者
オリックス亡き今、宿られた兵たちは支配者を失い、彷徨っている。そんな中、マロックと名乗る存在が、その空白を埋めようと名乗りを上げる。ガーディアンは討伐に乗り出すが、マロックは土壇場で逃走する。
41.穢れた聖杯
ガーディアンは、地球の月でマロックの痕跡を辿り、フォールン、ハイヴ、宿られた兵の群れを突破して彼を討ち取る。邪神の座を狙った者は、かつての「オリックスの神殿」の跡で命を散らす。
42.イルリン、失われたテクナウィッチとの交信を試みる
テクナウィッチの母・イルリンは、仲間の魔女たちの生死を確かめるため、宿りの力を媒介に交信を試みる。彼女はそれを強く望むが、その“欲望”の通信の先に、彼女の願いを捕食する存在が耳を傾けていた。
43.スコーンのバロンたち、結集する
戦争の混乱の中、スコーンのバロンたちは弱者の時代に団結し、新たな強さを得る。“古きエリクスニーの道”を実践する者たちを狩る存在となり、彼らはエーテルの支配を通じて一種の“ハウス”を築いた。バロンたちは今やそれぞれが儀式の司祭であり、裁きを下す者でもある。
44.サバスン、リベンを手中に収める
オリックスの死後、サバスンはその遺産を調査するため夢見る都市に赴く。そこには宿られたアハンカーラ「無数の声のリベン」が封じられていた。サバスンは、後の“報酬”を条件に、リベンとの契約を結ぶ。こうして、完璧なる怪物は新たな支配者を得た。
45.オリン、ナインを求めて旅立つ
オリンは、ナインの真実を探るべく「エシラの庭園」へと巡礼を開始する。彼女の旅は、やがてクイーンズフォイルに導かれていく。
46.オノールIXからの通信
ナインに関する極秘の調査を進めていたオノールIXよりガーディアンへ暗号化されたメッセージが届く。これが後にナインとの“招待”へと繋がる道となる。
47.凍てつく世界
カバル大戦の1年前、放浪者は数名の仲間と共に、太陽系の辺境宇宙へと旅立つ。目的は、太陽系において“光の偏り”が進みすぎていると感じた彼らが、それに“均衡をもたらす何か”を見つけ出すことだった。そして彼らはそれを、どこにも属さぬ凍てついた世界で発見する。
・これはのちの「ギャンビット」につながる。
48.ナノ侵蝕事件
火星の都市“フリーホールド”への複数回の遠征後、ガーディアンの間で不可解な現象が起こる。発光する奇妙なナノ粒子が彼らの装備や身体に付着しはじめたのだ。ガーディアン自身に害はなかったが、ナノ粒子が周囲に与える感覚的ダメージにより、一般市民との接触を禁止する隔離命令が出される。この“感染”の正体を追跡したオウル・セクターは、クロビス・ブレイ社の古文書にその正体を突き止める。それは、他の惑星環境への適応を目的とした古の人類改造プロジェクトだった。そして、解毒方法も発見され、実害は最小限に抑えられたものの――それを誰が解き放ったのか？してその人物は何を手に入れて去ったのか？という根本的な謎だけが、静かに残されたままとなった。

### 鉄の章
1.デビルスプライサー、ZIVAを発見
コスモドロームの発掘を進めていたデビルズの一派が、封印されていたナノテクノロジー「ZIVA」を発見してしまう。それは、人類の理想と狂気が混ざった、自己増殖する構造物であった。
2.鉄の神殿
ZIVAを手にしたデビル・スプライサーたちは、「鉄の神殿」を襲撃。ガーディアンはサラディン卿と共にこれを撃退する。
3.セピックス・パーフェクテッドを追跡
ガーディアンはシロウ4と協力し、かつて自らが破壊したセピックス・プライムが“ZIVAによって再構築”されたことを知る。だが、サラディンは任務の中止を命じる。真の脅威はその先にあると感じたのだ。
4.鉄の章
ガーディアンはサラディン卿、シロウ4、そして古文書官タイラ・カーンと共に、スプライサーによるZIVAの拡散を阻止すべく動き出す。
5.ZIVAの脅威
スプライサーたちは、コスモドローム沿岸に大型カノン砲台を建造しようとしていた。ガーディアンはこれを破壊し、彼らの拠点化を防ぐ。
6.セピックス・パーフェクテッドの再討伐
デビルズはセピックス・プライムを蘇らせ、信徒たちの士気を取り戻そうとする。ガーディアンは再びセピックスを討ち、信仰の象徴を完全に破壊する。
7.ZIVAの起源
ガーディアンは火星へ向かい、ZIVAが元々は他惑星への人類定住を支援するための自己構築ナノ技術として開発されたことを知る。
8.鉄の墓
ガーディアンは、地球でZIVAの複製室そのものを破壊する任務に挑む。かつてZIVAによって命を落とした鉄の豪傑たちの犠牲を胸に、ガーディアンは自らを“新たなる鉄の豪傑”として名乗る。
9.異形の強奪
デビルスプライサーたちは、ZIVAを使ってハイヴの生物構造と融合できないか実験を始めていた。シロウ4はガーディアンを月へ送り込み、忌まわしき“混合体”を排除させる。
10.ハイヴとの衝突
ガーディアンは、スプライサーたちがハイヴの巣を一方的に蹂躙している状況を確認する。指導者格の存在が匂わされる。
11.悪しき目
スプライサーの高司祭コヴィクが、疫病の地にあるハイヴの巣でZIVA融合実験を進めている。ガーディアンはコヴィクを討ち、恐るべき実験に終止符を打つ。
12.エフリディートの帰還
長らく消息不明だったエフリディート卿が、太陽系の外縁にある平和主義コロニーから帰還。サラディンと共に、新生アイアンバナーの開催を支えることになる。
・「アイアンバナー」は現在もつづくPvPのイベント。
13.機械の天罰
ガーディアンたちはスプライサーの拠点へと突入し、巨大な破城槌を破壊。続いて高位指導者ヴォシク、そして最終的にはアークオン・プライム＝アクシスを討つ。これにより、ZIVAとスプライサーの脅威はついに封じられる。
14.コスモドローム、封鎖される
ザヴァラの命令により、コスモドローム全域に隔離措置が発動される。 ZIVAの汚染、スプライサーの残党、あるいは未知の感染要素――その正体は明かされないまま、出入りは禁止されることとなる。

### 勝利の時代
1.シャドウ・シーフ：再来
デビル・スプライサーが壊滅状態となった今、彼らはタニクスを新たな指導者として蘇らせようと試みる。彼はすでに“エリクスニというより機械”であり、ZIVAによって“完全体”となるはずだと信じられていた。バリクスはガーディアンを月へ送り込み、彼らの誤りを証明させる。
2.クロタの意志：再来
なんとオムニガルが再び甦っていた。彼女が活動を再開すれば、太陽系全体に再び災厄が訪れることは明白だった。ケイド6とイコラ・レイは、ガーディアンに彼女の完全なる討伐を命じる。
3.ネクサス：再来
ベックスはネクサス・マインドをガラスの間の技術でアップグレードし、再び金星における惑星変換を開始。 水星のような運命を辿らせないため、ガーディアンはストライクチームを率いてこれを阻止する。
4.アシェル、イオのピラミディオンより帰還
研究者アシェル・ミルが、イオのピラミディオンから戻る。それを見届けたエリスは、シティを離れる直前に、旧友へ最後の別れを告げる。
5.フォールンのハウス、統一される
ガーディアンによる執拗な攻撃を受け、主要人物を次々と失ったことで、フォールンたちは岐路に立たされていた。ついにキングスはユルドレン・ソヴを用いて、全エリクスニをひとつにまとめることを決断する。新たな旗印は“ハウス・オブ・ダスク”。その色はかつての伝説「ハウス・オブ・レイン」の色を受け継いでいた。
6.カルスの影たち、ガウル暗殺を試みる
カバル帝国のドミヌス・ガウルが太陽系へ迫る中、カルス皇帝は自らの影の精鋭「カルスの影」を使い、彼を暗殺しようと企てる。だが、彼らの乗った艦はゴースト・プライマスとレッド・リージョンによって壊滅。任務に参加した者は、誰一人として帰ることはなかった。

### カバル大戦
カバルのレッドリージョンが地球を急襲し、トラベラーの光を遮断。ガーディアンたちは力を失い、最後の都市は陥落。多くのガーディアンが死亡し、預言者も行方不明となる。
生き延びたガーディアンは荒野を彷徨い、失われた光を再び手に入れる。ヨーロッパ・デッドゾーン（EDZ）で抵抗勢力と合流し、反撃の準備を進める。
ガーディアンは土星の衛星タイタンでザヴァラ、ケンタウルス族小惑星ネッススでケイド6、木星の衛星イオでイコラ・レイと再会し、各地でフォールン、ハイヴ、宿られた兵、ベックスと戦う。
カバルの超兵器「オールマイティ」が太陽系を破壊しようとしていることが判明。ガーディアンは内部に侵入し、コアを破壊してその脅威を阻止。
最後の都市の奪還作戦で、ガーディアンはトラベラーの力を手にしたガウルと対決。勝利後、トラベラーが覚醒し、光が再びガーディアンたちに届く。これによりレッドリージョンは敗走。破壊されたタワーは再建が進められ、新たな本部が設置される。
トラベラーの覚醒により、銀河の彼方に潜んでいた「黒き艦隊」が動き出す。
あるガーディアンはネッススで謎の招待を受け、カバル皇帝カルスを乗せた「リヴァイアサン」と呼ばれる巨大艦に乗り込む。この艦内で試練に挑むことで、カバル内のもう一つの勢力との関係が浮上していく。（レイド: リヴァイアサン)
1.ガウルとレッド・リージョン、シティを襲撃
ガウル率いるカバルの精鋭部隊「レッド・リージョン」が、シティを奇襲。トラベラーは檻に封じ込められ、光はガーディアンたちから奪われる。預言者は誘拐され、市民の多くはザヴァラ司令官と共に脱出するが、全員が逃げられたわけではなかった。
2.水星が変貌
オシリスがスパイアを信徒たちに託して去った後、スパイアはある奇妙な共鳴を示すようになる。ガーディアンが死ぬたび、二重音が鳴っていたが、カバル大戦で光を失った今、その死は単音でしか表現されなくなった。
3.エヴァの旅
逃げ遅れた人々の中に、エヴァ・レバンテもいた。彼女は数か月に及ぶ戦争の間、避難活動に尽力し、多くの命を救った。
4.バンガードの分裂
避難民を伴い、ザヴァラ司令官は土星の衛星「タイタン」へ向かう。そこはカバルの追跡もなく安全なように見えたが、ドレッドノートの影が色濃く残る地であった。ケイド6はガウルを暗殺する手段を探るべく、ベックスに覆われた惑星ネッススへ向かうが、ベックスの転送技術に囚われてしまう。イコラは、かつてのトラベラーの欠片に触れるも光を取り戻せず、失意のまま衛星イオへと向かう。信仰の危機と葛藤の旅が始まる。
5.別れ
ガーディアンはガウルとの戦闘で重傷を負い、シティから山を越えて逃亡する。道中、不思議なハヤブサに導かれながら彷徨い、ついにホーソーンという女性に出会う。彼女は主人公を海を越えてヨーロッパ・デッドゾーン（EDZ）の農場へと導く。
6.トラベラーの欠片
EDZの奥地にあるトラベラーの欠片に触れることで、ガーディアンはついに再び光を取り戻す。ガーディアンはトラベラーによる幻視に導かれた。
7.ヨーロッパ・デッドゾーン（EDZ）
ガーディアンはデヴリムと共にEDZの現状を探索し、活動を再開する。難民たちに安全を伝えるための通信装置の設置と、フォールン（ハウス・オブ・ダスク）が通信網を妨害しているため、妨害源を排除しに向かう。ザヴァラ、ホーソーン、ケイドの命令を受け、レッド・リージョンの武器供給源「ブラカス・ザーン」を排除するために出撃する。数日後、ホーソーンが設置した信号中継装置の調整のため、ガーディアンはトロストランドの岩塩坑へ。信号を増幅したことで、ザヴァラから「タイタンに集結せよ」との呼びかけが届く。
・ブラカス・ザーン討伐作戦のストライク「武器商人」は、『光の終焉』をおきにストーリーの内容やエネミーが大幅に変更された。
8.タイタンへの集結
ザヴァラの信号に応じ、ガーディアンはタイタンへと到着。ここで副司令官スロアンとも合流し、活動拠点を確保する。指令系統を再起動するための波力変換装置の奪還作戦後、フォールンが施設の修理班を襲撃し、盗まれた装備の回収と、犯人グループの排除に向かう。その後、スロアンは、近隣に巣食うハイヴとフォールンの両陣営を排除するため、ガーディアンを派遣。フォールンの爆薬を利用し、ハイヴを誘き出して殲滅する。タイタンの設備が復旧すると、スロアンはカバルへの反撃作戦を立案。通信傍受で得た情報の解読には特殊装置が必要であり、ガーディアンは環境都市の深部へ突入する。 回収したデータにより、ガウルが「オールマイティと呼ばれる兵器を太陽へ設置し、星系全体を人質に取っていることが判明。ザヴァラは決意を固める——まずはケイドとイコラを集め、ファイアチームを再結成せねばならないと。
数日後、環境都市で発生している重力異常の原因を突き止めるため、ガーディアンが調査に派遣される。その正体はハイヴによる恐るべき干渉だった。一方、複数のガーディアン小隊が環境都市で消息を絶ち、救助作戦が始動。タエコ3率いる部隊が生き残っていたが、彼女は命を賭してガーディアンを逃がし、サバスンの歌の根源を断たせる。
・衛星タイタンのロケーションは、現在DCV行きとなっているため利用不可。ストライク「サバスンの歌」などもプレイ不可。
9.ネッスス
ケイド6のゴースト「サンダンス」から奇妙な信号を受け取ったガーディアンは、ネッススに向かう。そこは生命なき岩のはずが、実際はベックスに変容された緑豊かな森林惑星だった。ケイドはベックスの転送ループに閉じ込められており、ガーディアンは彼を救出するため前進。AI、フェールセーフの協力を得て、ケイドをベックスの罠から解放。この出会いにより、ネッススでの活動拠点が確保される。
ゴーストはフェールセーフをベックスネットワークへ接続し、情報収集する計画を立案。だがフェールセーフはベックスに囚われ、他の存在と遭遇。ガーディアンが彼女を救出する。フェールセーフがベックスログイン情報の偽装鍵を取得。ガーディアンはベックスネットから有益な情報（カバルの艦隊動向）を収集することに成功。加えて、ベックスがフォールンクルーを捕らえて実験していることを知る。実験が続く前に、ガーディアンは彼らを救出。数日後、フェールセーフは、かつてエクソダス・ブラックから脱走した2名の乗員の消息を追うよう依頼。ガーディアンはベックスの試験を強いられつつ、彼らの運命を突き止める。
ザヴァラの命で、ステルス技術を使うフォールン兵を排除。その結果、ハウス・オブ・ダスクがエクソダス・ブラックへの襲撃を計画していたことが判明。ガーディアンは彼らの襲撃を阻止する。その後もフォールンがエクソダス・ブラックの残骸を略奪。ケイドはガーディアンに掃討を命じる（ついでに戦利品も期待している）。
10.皇帝の招待
ネッススにいるレッド・リージョンの兵たちが、未知のカバル艦から命令を受けていることが発覚。調査の結果、その命令主はカバル帝国の前皇帝カルスであることが判明する。
11.反転したスパイア
ザヴァラの命令で、ガーディアンはネッススのベックス建造物「反転したスパイア」に向かう。そこではカバルが危険なベックス技術の強奪を目論んでいた。ガーディアンはそれを阻止すべく、ストライクを展開する。
12.イオ
衛星イオにて、ガーディアンはイコラと再会。彼女はアシェルと共に、ガウルの計画の核心に迫るため動いていた。
イコラは近くのカバルキャンプで宿られた兵の動きを察知し、ガーディアンを調査に派遣。サバスンの眼＝イラズを撃破したことで、イコラは恐るべき事実に気づく。「誰かがオリックスの王冠を継承している――」
アシェルの要請で、ガーディアンはカバルの戦車を奪取し、ウォーマインドの保管庫を囲むベックスを排除する。奪還されたデータの中には、火星、ウォーマインド、そしてアナ・ブレイの情報も含まれていた。
ベックスの異常エネルギー反応を追うガーディアンは、イオ全体を機械化しようとするベックスの計画を突き止める。構造体と“構築マインド”を排除し、アシェルがネットワークにウイルスを流し込むことに成功する。
しばらくして、アシェルは光を全ガーディアンへ拡張する理論を考案するが、宿られた兵の妨害で計画は中断。実験結果により、イオのエネルギーは光を高めることはできるが、授けることはできないと判明する。
・イオのロケーションは、現在DCV行きになっているため、利用不可。
13.フューリー
「オールマイティ」を破壊する前に詳細な情報が必要となる。イコラはイオのウォーマインド施設を利用し、オールマイティをスキャンする作戦を提案。分析の結果、破壊すれば太陽ごと爆発させてしまうという恐ろしい事実が明らかに。ザヴァラは覚悟を決める。
14.ピラミディオン
アシェルの仇討ちのため、ガーディアンはベックスの聖地・ピラミディオンへ。失われた仲間と自身の腕を奪った存在への復讐を果たす。
15.影の湖
トロストランド周辺の水源を宿られた兵が汚染し、ホーソーンの避難民キャンプが危機に。ザヴァラの命でガーディアンが掃討に向かう。
16.オールマイティ突入準備
ガーディアンたちはトロストランド上空にあるキャリア艦を撃墜する作戦を開始。新開発のドレイク戦車を使って、艦を地に落とし、オールマイティへの道を開く。一方EDZの森で、レッド・リージョンのサイオンたちが宿りの力を模倣しているとの報告あり。ガーディアンは調査を行い、汚染されたサイオンたちを討伐し、実験を阻止。
アシェルとフェールセーフの共同研究により、宿りの放射線を浴びたガーディアンを使ってフォールンの基地に宿られた兵を誘導させる作戦が実行される。基地を混乱に陥れた後、ガーディアンが残敵を排除。
イコラとデヴリムと共に、レッド・リージョンの巨大砲台を無力化するため、ゴリアテタンクからパワーコアを奪取する奇襲作戦が展開。その後地下トンネル網を通じてカバルの発電所を停止する破壊工作に挑む。
オールマイティへと侵入するには、ガウルの血族の一人・トゥモスのアクセスコードが必要と分かると、ガーディアンは撃墜されたカリアー艦「オロバス・ベクチュラ」に潜入し、指令室にて打ち破る。アクセスコードを手に入れたガーディアンは、太陽軌道まで行くための船が必要になる。近くの造船所にあるトゥモス用キャリアは、太陽へ向かうのにうってつけの機体だった。
17.１AU、オールマイティ無力化
ガーディアンがオールマイティの砲撃機能を停止している裏で、ザヴァラはシティ奪還のための総攻撃を準備する。激昂したカバルのコンスルは、預言者を殺害していた。
18.選ばれし者
ガーディアンはガウルとの戦闘に勝利するが、ガウルは光を取り込み巨大な光の怪物へと変貌。しかしトラベラーが目覚め、ガウルを滅ぼし、銀河全域へ光の波動を放つ。銀河の果てでは、ピラミッド艦隊が目覚める。
19.アレシボ
ゴーストがイオの衛星で奇妙な信号を感知し、ガーディアンが調査へ向かう。そこでは、ウォーマインドの装置の周囲で呆然と立ち尽くすベックスたちがいた。装置から装置へ信号を追ううち、ゴーストは引用句や音楽が混ざった信号を解析し、それがベックスを催眠状態にしていたと判明。ウォーマインドの保管庫内のベックスを排除すると、ゴーストは意識を一瞬覆うほどの不可解なデータ伝送を受け取る。
20.エンハンス
デヴリムがトロストランド周辺の奇妙なフォールンを調査するよう依頼。彼らはカバル技術でエーテルを強化していた。ガーディアンはエーテル強化装置を破壊するが、脅威は終わらない。デヴリムは再び呼び出し、人工強化エーテルが入った全コンテナを破壊するよう依頼。そこを守っていたのは、行方不明のキャプテン・マザン。原因究明のためイコラが呼ばれ、彼女はハウス・ダスクのアルコン・プリーストとそのサービターへ向かうよう指示。ガーディアンは空のエーテル・コアを使ってサービターを誘き出し、討伐して強化エーテル生産を終わらせる。
21.エフリディート卿、地球を去る
エフリディートはカバル大戦後、自身のコロニーへと帰還する。
22.我が敵の敵
副司令官スロアンは、リグの制御センターの一つに居座るフォールンを排除してほしいとガーディアンに依頼する。駅全体を沈めかねないからだ。どうやら一人のキャプテンとその部下が、ステーション内のデータを求めて侵入しただけらしく、ガーディアンは難なく撃退する。アマンダが調査に呼ばれ、キャプテンが探していたデータから手付かずの黄金時代製メタンリアクターがリグ上にあると判明。これがあればスローンは基地機能を完全復旧できる。リアクター位置特定のためゴーストが再起動を試みる途中、再びそのフォールンのキャプテン――ミスラックスと遭遇。彼はセキュリティに閉じ込められており、結果的にガーディアンが救出する。リアクター現地では、ミスラックスがハイヴと交戦中。ガーディアンとミスラックスは共闘してナイトを討ち取り、ミスラックスは一礼して立ち去る。
この後、ミスラックスは2人のガーディアンを連れ、スジュール・エイドの墓へ赴く。そこで彼は、心を開いたエリクスニーすべてのための居場所を作ると誓う。これがハウス・オブ・ライトの始まりである。
・のちにミスラックスがハウス・オブ・ライトを築き、ガーディアンとフォールンが手を取り合う伏線である。
23.ダイナスティ
ガウル撃破後、アシェルはガーディアンをイオへ呼び戻し、ピラミディオン研究の続行を依頼。宿られた兵が巨大構造物に侵入し、ワープゲートを探してコレクティブ・マインドを喰らおうとしている。ピラミディオン基部で、イコラから潜みし者が宿られた兵とベックスの奇妙な挙動を観測したと知らされる。宿られた兵はベックスを宿らずに拘束していた。監視者を排除するとベックスが救難信号を発し、源へ辿るとオリックスしか持たないはずの「宿り」の力を使う宿られたナイトがいた。名はイル・アロク。そこへ「キュリアに愛されし者」が現れ、アロクは逃走。幾度も追跡するも誘拐を止められず、最後にピラミディオン頂上で追い詰め、討伐。イオでの宿られた兵軍拡計画を潰す。
・永夜のシーズンの伏線である。
24.ああ船長
フェールセーフは死について思索を始め、ガーディアンに元艦長ジェイコブソンの消息調査を依頼する。通信網で彼の声が聞こえるというのだ。実際、近くのエクソダス・ブラックのスーツから信号が出ていたため、ガーディアンは死体から死体へと追跡し、ベックス襲撃前に艦長が設置した衛星アレイへ到達。謎解きのためベックスを討って記憶を解析すると、艦長がガーディアンに会いに来るという報告が。すると、奇妙なハーピーが現れ、フェールセーフは追跡を指示。ハーピーに導かれ、戦闘試練を経て、ガーディアンは艦長の遺体へ。最後の思念が再生され、フェールセーフは多くを抱えて沈思する。
25.リヴァイアサン
ガウルの死後、追放されていたカバル前皇帝カルスが太陽系へと到来。ミッドナイト・クーデターの首謀者を討った者（＝ガーディアン）を、自身の巨大歓楽船リヴァイアサンへと招待する。
・本作第一弾の6人用レイド「リヴァイアサン」は、現在DCV行きで利用不可。
26.ナインの試練
“ナインの使者”と呼ばれる女性がガーディアン向けに戦闘試練を開催する。

・「ナインの試練」は、前作の「オシリスの試練」の代替として実装されていた3v3のPvPモードである。現在「オシリスの試練」の復活に伴い利用不可。一部装備品は迷宮「予言」で現行シーズン向けにリワークされた仕様で入手できる。

### オシリスの呪い
トラベラーの覚醒により再活性化した無限の森では、ベックスが光と暗黒の概念すら消えた未来を実現しようと画策していた。その中心にいるのは、パノプテース。
オシリスはこの脅威を察知し、ゴーストのサギラを現実空間へ送り出す。重傷を負った彼女はイコラの手によりタワーに運ばれ、ガーディアンに託される。
ガーディアンは水星のライトハウスへと向かい、サギラの意識を自身のゴーストに一時的に融合させることで、彼女を再起動させることに成功する。サギラ＝ゴーストとともに、ガーディアンは無限の森へ突入し、オシリスの無数の幻影と出会いながら、ベックスが描く時間軸――過去の水星と、光も暗黒も存在しない未来を目の当たりにする。
そして無限の森の中心にて、パノプテースと対峙。次々と召喚される軍勢を相手にしながら、最終的にはオシリス本人と彼の幻影たちが加勢し、パノプテースを破壊。光と暗黒を消そうとする未来は阻止された。オシリスはサギラを回収し、無限の森の支配権を掌握。ベックスによる次なる未来改変の企てに備える。
同時期、水星で旧バンガードの信号が発見され、ガーディアンは伝説のタイタン「セイント14」の痕跡を発見する。彼はベックスに墓を作らせるほど、敵に認められる強さを持っていた。
一方、ネッススを飲み込み続ける巨大艦リヴァイアサンの内部では、カルス皇帝の依頼により、艦の機能を保つためのミッションが遂行されていた。（レイド: 世界を喰らう船)
1.オシリス、ベックス勝利の未来を目撃
パノプテース・インフィニットマインドがオシリスを発見。ゴーストの光を感知できると悟ったオシリスはサギラを守ろうとするが、彼女は損傷してしまう。イコラは事態の解明のため、ガーディアンに協力を要請する。
2.サギラ復活
ガーディアンは修道士バンスと協力し、EDZに隠されたオシリスの信奉者のバンカー技術を用いてサギラのシェルを起動する。
3.無限の森
サギラと共に再び水星へ渡り、オシリスを探す中で、ガーディアンは“ベックスにとって完全な未来”を垣間見る。ガーディアンとサギラはイオのピラミディオンへ赴き、森の地図を探し出した後、ガーディアンはパノプテースの所在を追跡する。
・水星のロケーションは、現在DCV行きのため利用不可。
4.パノプテースの誕生点へ
地図を辿り、ガーディアンは時を遡ってパノプテースの誕生時へ到達。成功するが、サギラがベックスに捕らわれてしまう。
5.パノプテース撃破
パノプテースはガーディアンを無限の森から“削除”しようとするが、オシリスとその分身たちの介入で阻止される。ガーディアンはパノプテースを討ち果たす。
6.修道士バンス
パノプテースが破壊され未来が護られた後、バンスはガーディアンに無限の森の“果てしない枝道”を案内し始める。
7.無限の炉
ガーディアンはバンスと協力し、オシリスの“失われた10の予言”を解読。各パズルが解けるたび、ライトハウスの“無限の炉”でオシリス由来の武器が鍛造可能になる。さらに隠された“第11の物語”が見つかり、かつてセイント14が持っていたショットガン「パーフェクト・パラドックス」を再鍛造する道が開かれる。
8.レジェンズ・ロスト
ゴーストが無限の森内部でバンガードの信号を探知。調査の結果、それは史上最強のタイタンといわれた、セイント14の光だった。彼は数十年消息不明であり、オシリスにとっても痛恨の記憶――セイント14は彼を探して森へ入り、戻らなかった。
9.デンドロンの暴走阻止
サギラによると、オシリスが森の成り立ちを知るためにデンドロンを再現したところ、シミュレーションが自我を持ち暴走。ガーディアンは完全掌握される前にこれを排除する。
10.バンス、マラ・ソヴへ報告
バンスは、未だ体系が受け入れ難い“真実”へ触れ、叱責される。しかし彼はマラから“ある依頼”を受け取り、その場を去る。
11.オシリス、未来を再び視る
パノプテース破壊後、無限の森の力をより使えるようになったオシリスとサギラは、来るべき未来を垣間見る。
12.世界を喰らう船
ガーディアンは再びリヴァイアサンへ赴き、カルスを探す。その道中、リヴァイアサンが小惑星ネッススの転換エンジンを吸い込んでいることが判明。ガーディアンはこれを機にアルゴスを撃破する。

・本作第二弾の6人用レイド「リヴァイアサン：世界を喰らう船」は、現在DCV行きのため利用不可。

### ウォーマインド
トラベラーの覚醒後、火星のヘラス盆地で衛星兵器が次々に墜落し始める。調査のため火星に向かったガーディアンは、かつてのブレイ家の科学者であるアナ・ブレイと再会し、ラズプーチンが自ら衛星を火星に落とし始めていること、そしてこれが原因でハイヴが目覚め始めていることを知る。
虫の神ソルが目覚め、ラスプーチンを直接攻撃しようとしていることが判明する。ガーディアンとアナ、そしてザヴァラは、トラベラーの破片を利用してソルを誘き寄せる計画を立てる。ガーディアンはまず、使徒であるノクリスを倒し、破片を設置するも、ソルは誘いに乗らず、ラスプーチンの核へと向かう。最終的に、ガーディアンはソルを撃破。
ソル撃破後、ガーディアンたちはラスプーチンと対面。ラスプーチンは「人類を守る」という意思を表明するが、それは人類の命令ではなく、彼自身の判断によるものであると明言。以降、ラスプーチンは独自の裁量で動くウォーサット・ネットワークを展開し、「今後はいかなる脅威も見逃さない」と宣言した。
一方、レッド・リージョンの残党がリヴァイアサンを強奪しようとしていたが、カルスの要請で出動したガーディアンによって撃破され、カバル大戦はここで完全に終結した。（レイド: 星々のスパイア)
ソルは剣と血の魔術を通じて死を超越し、再び存在を得る。イオで宿られた兵と交信し、かつて倒された者を復活させた。ガーディアンがこれを討伐したことで、ソルは「ふさわしい宿主」と認め、自らを武器《虫の囁き》へと変貌させることで、それを使った殺戮によってさらなる力を得ようとするのだった。（エキゾチックミッション: ささやき)
1.ザヴァラ、ラスプーチン対応のため火星へ
預言者の死亡後、ザヴァラは従来預言者だけが知り得た機密情報へのアクセスを許される。彼はラスプーチンと対峙すべく火星へ向かう。
2.ソル覚醒、ラスプーチン中枢を収めるクロビス・ブレイ施設を襲撃
アナとガーディアンはハイヴを突破し、火星フューチャースケープへ到達する。
3.アナとガーディアン、火星でザヴァラと合流
二人はラスプーチンの思考研究所へと戦い抜き、そこに待つザヴァラと会う。
4.ガーディアン、神を誘き出す餌を入手
ガーディアンはソルをおびき出すため、EDZへ赴き“餌”を調達する。
5.対峙
オリックスの息子ノクリスを撃破した直後、ソルが意志を押し付け、ガーディアンは瀕死の状態に追い込まれる。
6.ラスプーチンの支援でソルを討伐
ソルが思考研究所を襲撃。アナと強化された“バルキリー”で、ガーディアンは神を討ち果たす。余波の中、ラスプーチンは自らの使命を宣言する――「この星系において、私の領域は私の判断で守護する」。アナは、バンガードのクロビス・ブレイ記録庫捜索で判明した“ラスプーチン武器開発DBのコピー”を破壊するよう依頼。ただし自分用のコピーは確保してから、とのこと。
7.データ回収
アナがラスプーチンのデータに“空白”を発見。謎を解くためガーディアンはヘラス盆地を横断し、ゴーストが追跡したエネルギー反応からDVALINコアと、ダイナモ施設に隠された宝箱へ到達。中にはアナ自身が作った“オムニキー”と、謎のエングラム作成データ。解読にはラスプーチン本人とオムニキーが必要だという。途中、ラスプーチンがカバル対策で張った安全装置をいくつも解除する必要があった。完成した設計図はライフル――かつてアナと妹エルシーが共に制作した武器。ガーディアンに仕上げの協力を求める。
・エキゾチックウェポン「ポラリス・ランス」
8.ヴァイオレント・インテル
アナによる黄金時代兵器の発見を受け、ラスプーチンはIKELOS武器システムを継続開発する気になり、必要データ収集をガーディアンに依頼。計算完了後、ラスプーチンは模倣スリーパーをガーディアンへ返還する。
9.星々のスパイア
ガーディアンは再びリヴァイアサンへ。レッド・リージョンが侵攻中で、艦を守るため再度奮戦する。バル・カオールとその艦隊を撃破し、リヴァイアサンはなお皇帝カルスの支配下に留まる。

### 孤独と影
ケイド6は、ペトラの依頼を受けてエルダーズ・プリズンで暴動を起こしたスコーンたちの鎮圧にあたる。しかし、バロンたちを追っていた彼は、ユルドレンによりゴーストを破壊され、直後に自身も殺害される。ガーディアンは彼の死に間に合わず、復讐の誓いを立てる。ザヴァラは慎重な対応を主張するが、ガーディアンとイコラはこれに反発し、単独での復讐行が始まる。
ユルドレンは、死に瀕していたフォールンの大司祭フィクルルを救おうと無意識に願っていた。この願いはリベンによって叶えられ、フィクルルはダークエーテルによって蘇り、スコーンとして復活。以後、彼はユルドレンを「父」として崇拝する。ユルドレンはハウス・オブ・キングズを滅ぼすことで、スコーンの勢力を拡大させていたのだった。
ガーディアンはリーフを支配する密輸人スパイダーと接触。スパイダーの協力を得て、ガーディアンは8人のスコーン・バロンを一人ずつ討伐していく。
ユルドレンは監視塔でリベンの幻影に導かれ、トラベラーの破片を用いてマラへの門を開こうとする。だが門から現れたのは「リベンの声」であり、ユルドレンは飲み込まれてしまう。ガーディアンはこれを討伐し、再び姿を現したユルドレンを追い詰める。ペトラとともに銃を向け、ユルドレンを処刑する。
その後、スパイダーから渡されたタリスマンにより、ガーディアンは夢見る都市への門を開く。そこでマラと再会し、すべての黒幕がリベンであったことを知る。マラは、リベンを討ち、その心臓を浄化せよと命じた。
ガーディアンたちはリベンを討伐し、テクナウィッチたちによってその心臓を浄化する。しかしこれはリベンの願いでもあった。願いが叶ったことで都市全体が一部アセンダント領域と融合し、三週間で時間がループする呪いに囚われる。（レイド: 最後の望み)
この呪いの原因はキュリアと呼ばれるベックスによる現実の書き換えであるとされ、都市に閉じ込められた状態に。後にキュリアは、地球を永遠の夜に没し、ガーディアンの手によって倒されることになる。
1.ナインが放浪者に「ホール」を授ける
凍てつく世界から放浪者が帰還すると、ナインは彼に興味を示す。
2.オシリスと放浪者によってサンダイアルが完成する
オシリスはセイント14を失うことを良しとせず、彼の命を救うために時間を旅する装置を作り上げる。しかし最終的に成功せず、計画を隠してしまう。
3.ギャンビットの台頭
シン・マルファーは、放浪者がタワーに現れる前に彼と会い、互いの利益のために策を弄する。こうしてギャンビットがガーディアンたちにもたらされる。
4.スコーン・バロンの捕縛
スパイダーはケイド6とその一行を雇い、スコーン・バロンとして知られるフォールン犯罪者集団の捕縛を依頼する。ケイドの一団はフィクルル（ファナティック）以外の全員を捕えることに成功。フィクルルはケイドによるソーラーフレイムで撃ち倒される。
5.ユルドレン、フィクルルの生存を願う
ユルドレンは瀕死のフィクルルを発見し、彼が生きるように願いをかける。この願いはリベンによって叶えられる。
6.ユルドレン、キングスのケルを殺す
ユルドレン・ソヴはクラースクの影響にうんざりし、フィクルルと共にキングスのケルを殺害する。ユルドレンは今やダスクのケルとなる。
7.ユルドレン、リーフに投降する
ユルドレンはテクナウィッチたちと会い、皆が死んだと信じるマラを助けるよう要求するが拒絶される。旅の果てに、彼はリーフに投降して終わりを迎える。
8.バリクス、ユルドレンとフィクルルの治療を試みる
リーフでユルドレンとフィクルルが投獄された後、バリクスは二人の病を治そうとする。しかし失敗し、暗黒のエーテルで蘇生した不死のエリクスニー＝スコーンを意図せず作り出してしまう。リース出身で最後の自由なエリクスニが自分であると知るバリクスは、民を団結させるため、リーフからの脱走を隠す目的でプリズンブレイクを起こす。
9.ケイド6、リーフの脱獄騒ぎでユルドレン王子に殺害される
ペトラからの依頼を受け、ケイド6とガーディアンはエルダーズプリズンの脱獄鎮圧のためリーフへ。脱走を止めようとしたケイド6は、ユルドレンと彼のバロンに殺される。
10.船盗り
脱獄の混乱の中、デビルズのエラミスがエルダーズプリズンから逃亡する。
11.ガーディアン、復讐に走る
ケイド6の死後、ガーディアンは責任者を討つため入り組んだ岸辺全域を追跡。そこで彼らは、罪に対するユルドレンの死を求めているペトラと出会う。しかし復讐を果たすには、この荒れ果てた地の唯一の“法”であるスパイダーと協力せねばならない。
12.ガーディアン、バロン討滅開始
全員を一度に仕留めることはできなかったが、入り組んだ岸辺の“バロン”たるスパイダーと協力し、ガーディアンはほぼすべてのスコーン・バロンを狩っていく。
13.ライダー、ヤビクス
ユルドレンへ辿り着くには、まずスコーン・バロンを一人ずつ狩らねばならない。ヤビクスを追跡するため、ガーディアンは彼女のパイクを盗み、入り組んだ岸辺を爆走してゴーストにそのパイクの追跡方法を学ばせる。ヤビクスは“ボイル”でガーディアンに捕らえられ、命を落とす。
14.狙撃手、ピルラ
同様に、ピルラはソアズ・カットでカバルと銃撃戦を繰り広げていた。ガーディアンが囮スナイパーを破壊するごとに、ゴーストはサンダンスの死の犯人を追跡。ピルラは“ヘルファイア・キャニオン”で倒れる。
15.ハングマン、レクシス・ヴァーン
レクシス・ヴァーンは、ガーディアンがスパイダーのサービターを解放している最中、ソアズ・カットで出現。サービターを憎悪する彼は救出作戦を妨害しようとするが、激闘の末にガーディアンの足元で絶命する。
16.マッドボンバー、カニクス
カニクスはフォー・ホーン・ガルチにて、爆弾を各所に仕掛けガーディアンを迎え撃つ。間一髪で地雷を無力化するも、カニクスを見失う。幸いにもレッド・リージョンも彼を追っており、ガーディアンはその跡を辿ってディアヴィクス鉱山へ。そこで狂爆弾魔は最期を迎える。
17.マインドベンダー、ヒラクス
ヒラクスは土星の漂流で、周囲のハイヴを精神支配していた。ガーディアンが崩壊したトゥームシップで追い詰めると、彼は昇天界の自身の王座世界へ逃げ込む。これは致命的な誤りであり、“剣の空間”での死は真の死。ヒラクスはそこで終焉を迎える。
18.奇術師、アラスケス
アラスケスは、罠付きエキゾチック・エングラムによってガーディアンを誘う。死の罠製造を破壊している途中、ガーディアンはディアヴィクス鉱山で彼女と対峙。数々の欺きを駆使するも、トリックスターは討たれる。
19.マシーニスト、エリクリス
エリクリスの死をもって、フィクルル（ファナティック）とユルドレン以外は全員が倒れた。しかし彼女は息絶える前に、フィクルルの“ダークエーテル”を満載した複数の船を送り出すことに成功し、スコーンが太陽系に恒久的な居場所を得るよう手を打っていた。
20.ユルドレン、ペトラとガーディアンにより処刑
ユルドレンは自分がマラを助けていると信じ、トラベラーの欠片を使ってポータルを開き、リベンの声を解放してしまう。それは彼を飲み込む。ガーディアンが宿られたキメラを撃退した後、ユルドレンはガーディアンとペトラによる最終的な裁きを受けることになる。
21.切り札
ガーディアンはバンシー44と協力し、ユルドレンの手から取り戻したハンドキャノン「切り札」を修復する。バンシーはそのために、ケイド6があちこちに隠していた個人用隠し場所から素材を回収してくるよう依頼する。必要な部品が揃い、ガーディアンの手に完璧に馴染むよう改造が施され、“エース”は蘇る。
22.空虚な番人
ガーディアンはストライクチームの一員として、エルダーズプリズンに戻り、逃亡中の囚人たちを始末しに行く。放浪者はガーディアンに、バリクスが残していったワーデン・サービターを標的にするよう指示。ガーディアンは壊れた“エルダーの挑戦”を完遂し、サービターを破壊する。エルダーズプリズンが完全に機能回復するまでには、しばらく時間がかかるだろう。
23.ブルッドホールド
スパイダーは岸辺で増殖しているハイヴの巣を一掃するため、ガーディアンを呼び寄せる。マインドベンダーはこの群れを利用し、ハイヴにエーテルを“繁殖”させる実験をしていたらしい。母体であるイナークスを倒したことで、スパイダーは借りが返されたと満足する。
24.ホロウド・レア
ファナティックは、かつてユルドレンが命を救った“願いの魔法”のおかげでガーディアンの裁きを逃れた。しかし安息はない。ガーディアンは再び彼の巣へ赴き、この短い復活に終止符を打つ。そしてそれは何度でも繰り返される。
25.ペトラ、ガーディアンを夢見る都市へ招待
ペトラは、ユルドレンがなぜあのような行動をとったのか答えを求めて狩りに出る。彼女はガーディアンを監視塔を通る道へと誘う。
26.星明かりの間
王子の死を受け、ペトラは監視塔内のポータルへ向かうよう我々を誘うが、そこは宿りの汚染に侵食されていた。スパイダーの部下たちの助力を得て、ガーディアンはゲート内部へ入ることに成功する。
27.ペトラ、託宣エンジンでマラへ連絡
最後のアハンカーラであるリベンが宿られ、ユルドレンを操って脱出を企てていたことが明らかになる。
28.最後の望み
6人のガーディアンが夢見る都市の奥深くへと潜り、最後のアハンカーラ、リベンを討つ。
29.リベンの死が夢見る都市に呪いを解き放つ
最後のアハンカーラが息絶える瞬間、彼女は夢見る都市に巨大な呪詛を放つ。サバスンの娘ドゥル・インカルの指揮のもと、ハイヴと宿りの汚染が侵攻する。
30.ガーディアン、呪いから夢見る都市を守るため召集
夢見る都市が呪われた後、リーフはシティに呼びかけ、この最も神聖な地を守るための援軍を求める。
31.汚染
ペトラは、邪神との闘いでオリックスに連れ去られた最後のテクナウィッチ救出をガーディアンに依頼する。長い旅路の末、夢見る都市と亜空間を巡ったガーディアンは、テクナウィッチを浄化することに成功する。
32.クーリエ
ペトラは、現地で活動しているコルセアの一人から連絡を受ける。ハイヴが夢見る都市から遺物を盗み始めており、その救出と侵略者の排除のためにガーディアンの助力が求められた。
33.託宣エンジン
セディアは、託宣エンジンの塔を掌握した宿られた兵を排除するようガーディアンに任務を与える。ガーディアンは託宣に損害を与えることなく撃退することに成功する。
34.モナステリー
レアシルヴィアの修道院付近にスコーンが集結しており、ガーディアンが掃討のために呼び出される。ハービンジャーの隠れ家内部では、スコーンが何らかの儀式を行っていたようだが、ガーディアンの活躍によって未然に阻止される。
35.暗闇の中の光
放浪者と協働し、彼のギャンビットで戦い続けた後、ガーディアンはアセンデント・プライミーバルを見つけて撃破し、その心臓を手に入れる。ならず者のライトベアラーである彼には、この臓器を使った計画があるが、その前にガーディアンに“カラム・ソル”という知人の様子を見てくるよう頼む。最後に彼が目撃されたのは亜空間であり、ガーディアンは夢見る都市からそこへ入る。ガーディアンは亜空間を縦断し、カラム・ソルだけでなく正体不明のライトベアラーの光跡も追う。その痕跡は、焼け焦げた岩肌と死んだゴーストが横たわる場所へと導いた。カラム・ソルは別のガーディアン――それもシン・マルファー――に殺されていたのだ。タワーへ戻ると、放浪者は「マリフィセンス」というハンドキャノンをガーディアンに授ける。カラムのようにならないために。
36.砕かれた玉座
3週間にわたり無視界の源泉へエネルギーを注ぎ続けた後、ガーディアンは遂に夢見る都市の呪いの源と対峙できるようになる。井戸の下にある扉をくぐると、そこはかつて女王マラ・ソヴの玉座の世界“エレウシニア”であった。しかしそこは、オリックス来襲以来根を張った宿りの侵食によって完全に食い荒らされていた。数々の苛烈な試練を乗り越え、ガーディアンはサバスンの娘ドゥル・インカルと対峙してこれを討つ。これで呪いは終わるはずだった。
37.願望の終人
ある日岸辺でのパトロール中、ガーディアンはトーランドの姿を視認する。彼を追って荒れた小惑星群へ降りると、アメジスト色の扉へ導かれる。アウォークンの構造物の先で、ガーディアンは無数の宿りの波を退け、内部の敵から3つのトークンを獲得。しかしそれらを覚醒させるには、再び“砕かれた玉座”へ戻り、宿られた兵を打倒し尽くさねばならない。3つのトークンすべてが覚醒したとき、初代“女王の怒り”スジュール・エイドの像がガーディアンに弓を授ける。
38.ガーディアン、マラの廷へ
ドゥル・インカルの死により夢見る都市の呪いは解け、その領域も元に戻るはずだ――そう信じたガーディアン。しかし女王マラ・ソヴは真実を知っている。「すでに起きたことは、何度でも繰り返される」。夢見る都市は今、時間のループに囚われてしまったのだ。
39.マラ、ナインの使者と相談
マラ・ソヴは、ナインの使者を通じて彼らとの“未来の動き”を仕込む。それは“最初の艦隊の墓”の先で進められることになる。

### 錬成のシーズン
かつてスパイダーの兄弟であったシビクスが、失われたブラックアーマリーの技術を発見する。彼はその一つであるゴファノンの炉を掌握し、ケルスコージの指導者として、ブラックアーマリーの兵器を全銀河に拡散させ、無政府的な破壊活動を始める。
スパイダーの協力のもと、ガーディアンはブラックアーマリーのキーカードを受け取り、エイダ1と接触。初めは不信感を抱かれたものの、エイダは鍵を確認すると態度を変え、失われた4つの炉の奪還に協力を求める。
シビクス率いるケルスコージは、シティの一部を占拠し、古代の金庫を開こうとする。ガーディアンたちはインサレクション・プライム（サービター内蔵ブリッグ）を破壊して阻止した。（レイド: 過去の惨劇)
この中、ユルドレンがゴーストによって蘇生される。本人は記憶を失っており、自身が何者かも知らない。マラ女王は黒き艦隊との対峙のため、テクナウィッチを集結させる動きを始めた。
ケルスコージを解決した後、放浪者の依頼で、ガーディアンはハイヴの武器職人を追跡。決闘の末、シン・マルファーの伝説的な武器「ラスト・ワード」を呼び覚ます。シンはガーディアンの行動を評価し、「光と暗黒の二元論の終焉」の象徴になる存在だと告げるのだった。
1.ブラックアーマリー
スパイダーが入り組んだ岸辺へガーディアンを呼び出し、関係者を紹介するための場を設ける。
2.マラ、ゴーストがユルドレンをガーディアンとして蘇らせる未来幻視を見る
女王は、この不快な発見を明らかにし、その意味をいつか理解するようガーディアンに宣告。
3.ブラックアーマリー発見
スパイダーとの会談後、ガーディアンはエイダ1と協力して、スパイダーの兄弟であるシビクスがブラックアーマリーの炉を利用して太陽系に混乱をもたらすのを阻止しようとする。
4.ブラックアーマリーへようこそ
ガーディアンがブラックアーマリーのカタログから武器を得るには、まず失われた炉をカバルから奪還しなければならない。ガーディアンはEDZでヴェルンドの炉を突き止め、護衛していたカバルを排除。エイダはその偉業に驚愕しつつも、ガーディアンに武器を鍛造させることを渋る。しかし最終的に折れ、ブラックアーマリー製の“最初の一本「ハンマーヘッド」”を作り上げる。
5.スパイダーの競争相手
ガーディアンは、ヴェルンドの炉を確保したはずのEDZで、なおもケルスコージがブラックアーマリー技術を所持しているのを発見し、エイダ1に意見を求める。彼女は家族の技術がフォールンと結びついたことに嫌悪し、代わりにスパイダーへ持っていくよう勧める。スパイダーは、その装備がさらに彼の岸辺にも流入していると告げ、答えが欲しければ“頭を何個か割れ”と言う。十分に割った結果、ケルスコージの首領が判明――誰にも屈さぬ者シビクス。スパイダーの兄弟であり、エルダーズプリズンからの逃亡者である。ガーディアンは技術の足跡をEDZからネッススのエクソダス・ブラック残骸まで追い、ゴファノンの炉を発見する。
6.過去の惨劇
6人のガーディアンがシティ外縁のフォールンを追跡し、失われたブラックアーマリーの保管庫を確保する。シビクスは命といくつかの文書を持って逃走するが、ガーディアンは彼の戦闘兵器インサレクション・プライムを破壊する。
7.ブラックアーマリー文書
エイダ1は動揺している。それでも希望は残った。アーマリーの歴史で初めて、ガーディアンがアーマリーを守るために動いたからだ。とはいえ全てを守れたわけではない。シビクスは創設者の手記から多くのページを奪ってしまった。ガーディアンは、彼の狙いを知るためにそのページを回収する必要がある。
8.再点火
ガーディアンはエクソダス・ブラックに、ゴファノンの炉だけでなくイザナミの炉も搭載されていたことを突き止める。3番目の炉はベックス支配領域の奥深くへ移され、損傷していた。点火装置が直らなければ、イザナミの炉は役に立たない。
幸いエイダには修復案がある。太陽系各地の素材を用いて点火装置は再構築され、炉へ再装填可能となる。新たな炉を取り戻したことで、エイダはガーディアンに並々ならぬ感謝を示す。彼女はブラックアーマリーの終焉を覚悟していたが、我々が再び息を吹き込んだのだ。
9.ナイオビ研究所
EDZの奥深くに、ガーディアンが防御プロトコルを突破して再発見した“試作ブラックアーマリー炉”があった。古代のラボには、ブラックアーマリーの実験的第4の炉“ベルグシアの炉”が存在。これは任意の武器設計図を投入すれば作成できる新型システムだった。
10.家族の歴史
失われていたブラックアーマリー文書のページが返還される。それにより、エイダ1は創設者アンリエットの“娘”であり、本名がアデレードであったことが判明する。
11.ロック＆キー
ガーディアンはEDZで、今シーズン取り戻した4つの炉すべての刻印が施された奇妙な箱を発見する。各炉から鍵を作成して箱を開けると、謎の復号装置と謎のデータパッドが姿を現す。
エイダによれば、復号装置は創設者の手記に使うもので、彼女はそれを用いて“ナイオビ研究所”が更なる可能性を秘めていたと突き止めた。そこには新種の武器のエッチングも含まれている。
ガーディアンはエイダと協力し、実験用ベルグシアの炉で鍛造される新しい武器フレームを作り上げる。妨害しようとしたシビクスは、ガーディアンとブラックアーマリーの連携によって倒れる。炉が作り出したのは武器そのものではなく、エイダ自身がかつて母の仇討ちに使った武器と組み合わせるためのアーティファクトだった。 彼女は、我々が“イザナギの覚悟”を手にすることを誇りに思うだろう。
12.ささやき
イオで奇妙なブライト（汚染）が目撃され、放浪者が調査を依頼。ソルの“本質”がイオの魂へと潜り込んでいた。ガーディアンは宿られた兵の群れを突破し、強力なライフルを手に入れる。
13.ラスト・ワード
放浪者による発見の後、ガーディアンはハイヴの配偶者が“ウェポンズ・オブ・ソロウ”を増産しようとするのを阻止する。その結果、“ラスト・ワード”はガーディアンの手に渡る。
14.マラ、廷を去る
太陽系へ迫る危機に対処するため、マラは再びリーフの王座を越えて旅立たねばならない。
15.マラ、エリスと共に星系を巡る
ヘルマウスを彷徨ううちにサバスンに苛まれていたエリス・モーンは、その後マラ・ソヴと合流。二人は次なる脅威を暴くため旅に出る。旅の中でエリスは、マラが黒き艦隊を攻撃するのを目撃し、その後マラは帰還する。
16.黒曜石の心
謎のデータパッドを手に、ガーディアンは再びナイオビ研究所を調査。適切なアクセス・ポイントを使い、ラボの不審者を排除すると、もう一つの古代ブラックアーマリー・フレームを手に入れる。
4つの炉すべてのラディエンスエネルギーを満たすことで、その装置は“黒曜石アクセラレーター”と呼ばれるコンポーネントへと変化。ブラックアーマリー文書の記述から、これはかつてエイダ自身に内蔵されていたものであると分かっている。ガーディアンは、それをエイダに返し、クロビス・ブレイのエクソテックとブラックアーマリーの炉技術の融合による、彼女本来の能力を取り戻させる。

### 放浪者のシーズン
タワーに突如現れた謎のガーディアン、放浪者が、本格的に活動を開始する。彼はガーディアンたちにプライムギャンビットという活動に呼びかけた。同時に、彼の指示のもとでナインの競技場「天誅」に挑むことになる。
ガーディアンはEDZの断崖で溶けた金属塊を発見。バンシー44の助言を受け、武器「トルン」のレプリカを構築することになる。これを通して、ガーディアンは“光と暗黒の境界”を曖昧にする存在として、倫理的なグレーゾーンに足を踏み入れていく。
時間を経てナインの使者オリンが登場。彼女はかつての放浪者の友人であり、今はナインに仕えているようだった。ガーディアンは、ナインの招待を通じて、放浪者がかつて「ヨルの影」の一員だったこと、彼はナインと取引関係にあり、「光」だけに頼るガーディアンたちに疑問を抱いていること、“光と暗黒の狭間で生きる者”であり、その思想はガーディアンの価値観に揺さぶりを与えることを伝えられる。
一方、味方となったフォールンのキャプテン、ミスラックスから、エラミスが旧タワーに保管されたZIVA技術を奪おうとしていることが知らされる。ガーディアンは密かに旧タワーへ潜入し、エラミスの部下シリクスを撃破、「パーフェクト・アウトブレイク」を回収。エラミスの計画は未遂に終わるが、彼女の台頭の前触れとなる。(エキゾチックミッション: ゼロ時間)
1.放浪者、プライムギャンビットをシティへ導入
放浪者が考案したギャンビットの新バリエーションは、ガーディアン同士の対決をさらに苛烈なものにした。
2.天誅
ガーディアンが新しいギャンビットを試した後、放浪者は彼の船に括り付けられた奇妙な岩――“天誅”の世界へ招待する。そこはナインが放浪者のために創り上げたポケット空間であり、ガーディアンはここでプライムギャンビット用の新たな防具を鍛える。
3.決断の時
放浪者は、バンガードが彼の違法活動を監視している事実をガーディアンに告げ、自分について報告するかどうかを選ばせる。バンガード側に立てば、放浪者の敵も相手にしなければならない。放浪者側に立てば、彼がこちらの背中を守る。選択はガーディアンに委ねられる。
4.放浪者を選ぶ
放浪者と共闘することを選んだガーディアンは、彼の依頼でスパイダーのもとへ向かい、「ジャーキーをくれ」と頼む。それはタイタンに眠る黄金時代のサルベージ座標だった。タイタンで海賊団を掃討し、トランスマット・ビーコンを設置。同時にスパイダーは伝説のハンター、シン・マルファーがEDZで目撃されたと通報。放浪者は警戒を強める。太陽系各地の用事を片付けたのち、放浪者は自艦に招き、録音メッセージを聞かせる。「少しは信頼するようになったが、EDZで聞くべきことがある」と。
4.バンガード側を選ぶ
放浪者に敵対する選択をしたガーディアンに、彼は不満をぶつけ「自分を誤解している」と告げる。後日、ウォーロックのオノールが接触し、〈隠し部隊〉のスパイとして協力を申し出る。ガーディアンは放浪者の施設へ戻り盗聴器を仕掛ける。彼ががスパイダーのもとへ使者を送ると聞き、ガーディアンが先回り。スパイダーは5万グリマーの対価で放浪者との縁を切り、タイタンでの動きを密告する。タイタンでナインの使者が現れ「放浪者を疑うオノールは賢い」と語り、真実追求を支援すると約束。激怒した放浪者が通信に割り込み、バンガードと結託した裏切りを非難する。プライムギャンビットへ更に潜入し、放浪者の船内で隠された録音を発見。最後に放浪者と対面するも、彼は依然として距離を取りつつ「自分は思っているような悪ではない」と言い残す。
5.天誅の継続
いずれのルートを選んでも、天誅で装備を鍛え、プライムギャンビットを戦い抜く日々が続く。
6.ナインの招待状が、ガーディアンに秘匿された歴史の瞬間を見せる
ナインはガーディアンに複数の幻視を授け、太陽系各地で起きた出来事を映し出す。その中には、ピラミッドが近づきつつあるという警告も含まれている。
7.トルン
EDZで複数のガーディアンの遺体を発見したガーディアンは、その傍らに残骸と化したハンドキャノンを見つける。修復のためバンシー44へ持ち込むと、「修復は可能だが素材が大量に要る」と告げられる。必要部品を集めて銃を修復。タイラ・カーンを訪ね、さらなる復元方法を求める。彼女の指示でタイタンのア環境都市を調査し、最終的にガーディアンは再び「トルン」の力を振るう。
8.シン・マルファー
シン・マルファー――ザイア・オルサ、ドレドゲン・ヨル――多くの名を持つ男が、真実をガーディアンに語る。すべては一人の男のことであることを。
9.ゼロ時間
ガーディアンはミスラックスと協力し、エラミスがタワーを襲撃して保管庫からZIVAの遺物を強奪するのを阻止する。
10.パーフェクト・アウトブレイク
フォールン・トランスポンダの信号を追うことで、ガーディアンはかつての“ZIVA感染パルスライフル”の完全版を手に入れる。
11.エラミス、夢の導きで月へ向かう
ZIVA奪還に失敗し進路を見失っていたエラミスのもとに、夢を通して囁きが届く。その囁きは、彼女に月へ向かう道を示す。

### 絢爛のシーズン
カバルの皇帝カルスはガーディアンをリヴァイアサンへ招待し、「野獣達の群れ」と呼ばれる壮麗な戦闘試練に参加させる。これはカルスが収集したベックスやハイヴの敵軍との戦いを通して、力と忠誠を試す試練であり、成功すれば「栄光と報酬」を与えるというものだった。
カルスに忠誠を誓っていたガーディアン、カタバシスは、リヴァイアサンの奥地でハイヴの遺物「悲哀の冠」を発見する。この冠は、オリックスの「意思を曲げる力」に似せて作られたとされ、カルスはこれを使ってハイヴを従わせようと考える。カルスは贄としてガールランに冠を与えるが、その冠は実はサバスンによって作られた罠であり、ガールランは即座に堕落。ガールランはリヴァイアサン上で暴走し、ハイヴの侵攻が始まる。カルスはガーディアンに最後の助力を要請し、ガールランとその支配下のハイヴを討伐。勝利後、カルスはガーディアンに影の称号を提案するが、これを拒否する。(レイド: 悲哀の冠)
一方、シン・マルファーは、ガーディアンが光の意志に従う存在であると確信し、かつての本物のトルンの残骸を託す。ガーディアンはトルンの汚れたエッセンスを浄化し、かつての姿として「ローズ」を蘇らせる。さらにこのローズを素材に、希望の武器「ルミナ」を創造。これは「武器による破壊」ではなく、「味方を癒す光の力」を用いる、トルンと真逆の理念の武器であった。これを通して、ガーディアンは「光と暗黒の均衡を超えた存在」としての新たな道を歩み出す。
この一連の出来事の後、シンは「役目を終えた」と宣言し、自らが率いていた「ヨルの影」も解散される。
彼は最後に、「ヨルも、影も、自分も物語から去る。これからは、お前自身の伝説を築け」とガーディアンに語りかけ、歴史の一幕を閉じる。
1.王冠、回収
あるハンターが、カルスの“大図書館”の一つから「悲哀の冠」を持ち帰る。
2.カルス、ガールランを“冠の担い手”に仕立てる
カルスはハイヴを帝国に取り込む手段として冠を用い、特別に複製した剣闘士ガールランをハイヴの指揮官へと変貌させる。しかし密かにサバスンが冠へ呪文を刻み込み、ガールランを支配下に。彼を通じてリヴァイアサン内部にハイヴの蔓延を引き起こす。
3.招待
ゴーストはタワーのアネックスにあるフレームから大量のメッセージを受信。調査すると、その整備フレームはカルスによって遠隔操作されており、ガーディアンをネッススへ招待していた。イコラは調査許可を与える。
4.野獣達の群れ
ガーディアンはタワーの奇妙なフレームを追ってネッススへ。そこにカルスが派遣した“大型バージ”が待つ。乗船後、新たなフレームが黄金の杯“絢爛の聖杯”を授ける。カルスの声は、再びリヴァイアサンに来るよう告げる。
5.ガールラン討伐
ガーディアンはリヴァイアサンへ乗り込み、ハイヴ流入を断つためガールランを討つ。
6.真実
野獣達の群れで得た財宝の中に、ガーディアンは一片の紙片を見つける。アウォークン文字が読めず、夢見る都市のペトラへ持参。紙には「光の娘へ」と宛てられ、エルダーズプリズンのどこかに奪われたロケットランチャーが眠ると記される。
しかし手掛かりは亜空間に散った地図の断片。謎解きを経て、それが本来エリクスニー向けだったと判明するも、ガーディアンはそのロケットランチャー「トゥルース」を自らのものとする。
7.ルミナ
シン・マルファーは、ドレドゲン・ヨルが用いた元オリジナルの「トルン」をガーディアンに託す。長き鍛錬の末、ウェポンズ・オブ・ソロウは光に転じ、「ルミナ」として再誕。希望の象徴となる。
8.栄光の広間
度重なる働きへの褒賞として、カルスはリヴァイアサン内にガーディアン自身の栄誉を示す「栄光の広間」を開放する。
9.亜空間への亀裂、残存
ガールランが生前に開けた次元の裂け目がまだ残る。ガーディアンが調査すると、「バッド・ジュジュ」を亜空間から回収する。

### 影の砦
クロタとオリックスの死により弱体化したハイヴ勢力ヒドゥン・スワームは、サバスンの介入により再編される。クロタの娘たち――ハシュルドーンは、サバスンの働きかけにより砦を月面に建設開始し、新たな軍勢を築こうとする。
この一連の出来事は、サバスンがガーディアンを誘い込むための罠であり、真の目的は月の地下にあるピラミッドにガーディアンを導くことだった。
ガーディアンの到着に先立ち、エリスが調査のため月へ派遣される。彼女は月の地下のピラミッドを発見し、ナイトメアに襲われる。その呪いが月全体に拡散し、バンガードは月面への再出動を命じる。ガーディアンはナイトメアのクロタ、ガウル、ファナティックのナイトメアと交戦。その後エリスとともに、ナイトメアを抑えるためのドリームベイン装備の作成に取り掛かる。
エッセンスの浄化とドリームベイン装備の完成後、ガーディアンはピラミッドの結界を突破。ゴーストはここで、「目撃者」に一時的に支配される。ピラミッド内部では再びクロタ、ガウル、ファナティックのナイトメアと対峙。最深部で、ガーディアンは黒い球体のアーティファクトとベールをかぶった巨大な像に触れ、ブラックガーデンのビジョンを見せられる。エリスは、これはすべてピラミッド側の「意図された招待」だったと察し、今後の監視を誓う。
その後、エリスの導きのもと、ガーディアンは複数のナイトメアとの対峙を進める。サイ・モタ、ヴェル・ターロウ、トーランド、オマール・アガー、エリアナ3といった、かつての仲間たちの遺物や痕跡を収集し、彼らのナイトメアを解放する。
砦の頂上でハシュルドーンを討伐し、ヒドゥン・スワームの組織の中心を把握。復活を試みたハイヴの儀式の中心にいたズルマックを倒すも、エリスはこの儀式が今後も繰り返されることを懸念。(迷宮: 異端の奈落)

1.ハイヴ、月で衰亡を嘆く
クロタとオリックスの死後、ヒドゥン・スワームは新たな支配者を産み出そうと試みる。その地下では、群れに破滅をもたらす“見捨てられた儀式”が進行。そして両者の狭間には、すべてを滅ぼそうと目論む“漆黒の女王”がいる――。この時代、深紅の砦が月面に築かれる。
2.エリス、タワーへ帰還
マラとの旅を終えたエリスは、差し迫る危機を警告するためシティへ戻り、その後月へ向かう。
3.エリス、月で古代の邪悪を発見
月に埋もれていたピラミッドが、エリスによって発見され“ナイトメア”を無限に生み出し始める。ザヴァラは全ガーディアンに月への出動を要請。月面ではハイヴが新たに築かれた深紅の砦から溢れ出していた。
イコラは、エリスがガーディアンと共に現地にいると知らせる。
ハイヴを突破し洞窟の奥へ進むガーディアンの前に、見慣れぬ浮遊する影や“ハイヴではないハイヴ”が出現。ついに月面深くに墜落した巨大なピラミッドへ到達する。接近を試みると、かつて倒した宿敵たちの“ナイトメア”が立ちはだかる。最後にはエリスが現れ、３体のナイトメアからガーディアンを救出。
使命は明白――ピラミッド内部への侵入方法を見つけろ。
4.悪夢、顕現
月のピラミッドがエリスの接触で覚醒すると、月面に奇怪な幻影が徘徊し始める。過去の恐怖が実体化し、“ナイトメア”と“幻影”が光を帯びた心のトラウマから生まれる。これはピラミッドの防衛機構であり、クロタの娘たちがハイヴ支配のために悪用していた。
5.答えを求めて
ガーディアンはエリスと協力し、ピラミッドの防御を突破する手がかりを探す。そのため砦近くのハイヴを調査。ハイヴはピラミッド由来のナイトメアを儀式に取り込んでいるようだ。
調査中、無線にエリスの悲鳴が響き、通信が途絶。キャンプへ戻ると“オムニガルのナイトメア”に襲われた痕跡があり、エリスはガーディアンが得た“クロタのエッセンス”で事なきを得ていた。
もしこれらのエッセンスを制御できれば、ナイトメアへの耐性を得られる。
6.ナイトメア狩り：苦悶
ガーディアンは“オムニガルのナイトメア”を再び追跡し、ピラミッド防衛突破用の新たなエッセンスを収集。ナイトメアを破った後、エリスは次の目標として深紅の砦の調査を求める。
7.深紅の砦
ピラミッドへの侵入に必要な追加装備を作るには、ハイヴの深紅の砦へ入る必要がある。ガーディアンはストライクを率いて巨大な塔の頂上へ到達。そこでクロタの娘ハシュルドーンがピラミッドの力を操っていた。討伐後、ガーディアンは彼女の亡骸から“クリプトグリフ”という物体を記した石板を入手する。
8.深淵にて
石板に記されたクリプトグリフを求め、ガーディアンは月の地下墓地へ。そこではクロタの別の娘ベスリスがピラミッド基部で儀式を行っていた。彼女を倒しクリプトグリフを奪取するが、帰還寸前にピラミッドの闇がエリスとの通信を遮断。ガーディアンは自力で月面へ脱出する。
9.ナイトメア狩り: 恐怖
ガーディアンは“フォゴスのナイトメア”をヘルマウスで討伐。フォゴスはガーディアンにとって恐怖の象徴であり、その破壊でピラミッド侵入に一歩近づく。
10.ナイトメア狩り: 孤高
次いで“タニクスのナイトメア”を彼の墜落ケッチで討伐。これで必要なエッセンスが揃い、ピラミッド内部へ入る準備が整う。
11.救済
エリスの魔術で強化した装備により、ガーディアンは遂にピラミッド内部へ。接近時、ゴーストが未知の力に取り憑かれ、ガーディアンを歓迎する声を発する。中央区画へ進むと、過去の宿敵たちが再び姿を現す。奇妙なレリックを手にした瞬間、ガーディアンはブラックガーデンでピラミッド艦隊を目撃する幻視を得る。
12.アンベイル
月のピラミッドで得た球体から囁きが発せられ、エリスは週ごとにその言葉を転写。“宇宙の始まりと設計におけるガーディアンの位置”を語り、同情と受容を求めてくる。
13.死の交響曲
エリスはガーディアンに、ピラミッド覚醒後に月へ来たトーランドの残響を探すよう導く。ガーディアンは月でデスシンガーの頭蓋骨を収集し、“死の歌”を研究。イア・アイラムの頭蓋を得て、エリスの手で武器“死を齎す者”が完成する。
14.ナイトメア狩り
- 隷属: “ザイドロンのナイトメア”討伐
- 憤怒: “ガウルのナイトメア”討伐
- 高慢: “スコラスのナイトメア”討伐
- 狂気: “ファナティックのナイトメア”討伐
- 絶望: “クロタのナイトメア”討伐

15.救済の庭園
ピラミッドで得たレリックが発する信号を辿り、ガーディアンはブラックガーデンへ。そこには“覆面を被った像”があり、武器「神性」を入手。
16.異端の奈落
エリスはガーディアンに、クロタの残党を討つため砦の地下へ降りるよう依頼。そこでガーディアンはクロタの娘たちに縛られた強大なナイト“ズルマック”と対峙し、打ち倒す。
17.友として
ガーディアンはエリス・モーンが抱える苦悶を癒すため、彼女のファイアチーム(サイ・モタ、ヴェル・ターロウ、オマール・アガー、エリアナ３、粉砕のトーランド)のナイトメアを解放する手助けをする。友情のもと、回復への旅は続く。
18.膿む中枢
バンガードはイオで異常なベックス活動を検知し、ガーディアン率いるストライクチームをピラミディオンへ派遣。宿られた兵がサバスンのために巨大なベックス計算陣を奪おうとしていたが、司令役を討つことで野望は阻止された。

### 不死のシーズン
ピラミッド内部で得た謎のアーティファクトが、ブラックガーデンへと信号を送っていることが判明。ガーディアンは月に出現したポータルからブラックガーデンへ突入し、ベックスを討伐。最深部でピラミッド内の像と同じものを発見。アーティファクトと同調していたことが示唆される。(レイド: 救済の庭園)
ピラミッドの影響を受けて、ベックスのソル・ディバイシブが月に大規模侵攻を開始。イコラはこれを受けて、ガーディアンにベックス・コンポーネントの収集を命じる。イコラはこれらの素材を使って、無数の時間軸を超えて不死なる存在「アンダイイング・マインド」を誘き出すポータルを構築。その後、ガーディアンは、あらゆる時間軸に存在するアンダイイング・マインドをすべて撃破し、ソル・ディバイシブの侵攻は終息。直後オシリスは無限の森で「黒き艦隊がトラベラーの位置に現れる未来 (光の終焉、最終形態)」を観測し、イコラに警告を送るのだった。
1.ソル・ディバイシブ、月へ侵攻開始
月のピラミッドに引き寄せられたソル・ディバイシブは、地球の月に侵入・増殖を始める。
2.リヴァイアサンの息吹
バンシー44はガーディアンへ通信を送り、「贈り物」を授けたいと告げる。それはベックスや月のナイトメアと戦う際に役立つだろうと感じた武器で、バンシーの工房に保管してあるという。ただし秘密の出入口を見つける必要があり、さらに保管庫の鍵を紛失しているため、ガーディアンは簡易的な“金庫破り”をしなければならない。複数の戦闘任務をこなした後、ガーディアンは保管庫用のキー・ジェネレーターを完成させる。
3.最初の一手
月面で続くベックスの攻勢データを解析した結果、イコラはその黒幕がアンダイング・マインドであることを突き止める。侵攻を終わらせるには再度このマインドを破壊する必要があるが、マインドは複数の時間線へ自己コピーを逃がしており、一筋縄ではいかない。イコラは対策立案のため時間を要すると宣言する。
4.イコラ、アンダイング・マインド抹殺計画を立案
イコラは数週間を費やし、時空各所に潜むアンダイング・マインドのコピーを呼び戻すポータルをガーディアンたちと共に構築。呼び出されたコピーは逐次ガーディアンにより破壊される。
5.アンダイング・マインド、全時系列で根絶
数週間にわたる作戦の末、ガーディアンたちは時の彼方に隠れていたアンダイング・マインドのすべての分体を系統的に消滅させる。
6.アナ、自身の遺産の一端を解き明かす
アナはラスプーチンと協力し、「ピロリー計画」の秘密を追究。自らの“前世”の業が生んだ恐るべき帰結と向き合うことになる。
7.サイオン・フレイヤー、サンダイアルを発見
サイオン三姉妹が水星を捜索し、かつての時空装置サンダイアルの旧型を発見。歴史を書き換える計画を企て始める。

### 暁旦のシーズン
カバルのサイオン・フレイヤー三姉妹――ニルール、オズレク、タザロクは、水星でベックスのタイムマシン「サンダイアル」を発見。これを使って、カバルの支配から解放された未来の創造を目論む。しかしその試みにより、水星の時間が破断され、過去・現在・未来が同時に存在する異常空間と化す。
オシリスはこの時空の異常を察知し、ガーディアンに時間修復の支援を要請。ガーディアンは「時の回廊」を通じて、かつて死んだ伝説のタイタン「セイント14」を救う旅に出る。セイント14がハウス・オブ・レインのエリクスニーと交戦中の時代に介入。彼を救出し、別の「完璧な逆説」を受け取る。ベックスが創造したマーター・マインド「アギオクティス」の襲撃を未来で受けるが、ガーディアンが身代わりとなり、セイントと共闘してこれを討伐。過去と未来を書き換えることでセイントは現代へ帰還し、タワーに復帰。
セイントはタワーでの生活を再開し、ガーディアンと共に行動を始める。トワイライト・ギャップに残されたレッドジャックの破片を集め、武器《悪魔の残骸》を再構築したり、スパイダーの協力のもと、スコーン化したレイスクから伝説の武器《バスティオン》を奪還したりした。
ガーディアンがさらに時の回廊を探索する中で、自身の墓標とセイントの弔辞を発見。未来においてガーディアンが命を落とす運命を垣間見せられ、時間操作の危うさと哀しみが強調される。
追い詰められたサイオン三姉妹は最終手段として融合し、「インオタム」となる。ファイアチームが派遣され、時の回廊内でこれを撃破。これにより、水星の時間線が修復される。しかし、四女アムテクは復讐を誓い、「オールマイティの残骸を地球へ落とす」という新たな計画を開始する。(名士のシーズン)
オシリスとセイントは、ガーディアンたちに呼びかけてフラクタリンの寄付を募り、失われたライトハウスの再建を目指す。実際にガーディアンが集めたフラクタリンの総量は数十億に達し、儀式を通じてライトハウスは無事再建される。これにより、かつての「オシリスの試練」が復活し、ガーディアン訓練の要所として再び機能することになった。

1.オシリス、新たな未来を目撃
アンダイング・マインドが滅びた後、オシリスは無限の森を再訪。かつて阻止しようとした“ベックスに支配された未来”は消え去っていたが、その代わり太陽系ほぼ全域が亜原子レベルで消滅した光景を目の当たりにする。
2.異変
ガーディアンは水星の平原でオシリスと接触。アンダイング・マインド討伐により歴史の流れが変わり、ベックス転換の未来が“完全な消滅”へ置き換わった。オシリスは、その原因がレッドリージョンのサイオンがサンダイアルを悪用したためと説明する。
3.回収作戦
サンダイアルは元々、オシリスがセイント14を救うために造った時空装置。現在サイオンはそれを利用して時間を分断し、カバル大戦を勝利した歴史へ書き換えようとしている。オシリスはガーディアンにサンダイアルの力を授け、時の回廊を巡ってサイオンの改変を修復させる。
4.不可能な任務
ゴーストは、ガーディアンが無限炉で作ったショットガン、パーフェクト・パラドックスがサンダイアルと共鳴し、時空座標を送信していることを検知。まず過去の水星（暗黒時代）へ移動。セイント14が惑星開拓団を守りきれず打ちひしがれていた。ガーディアンは落胆するセイントを救い、パーフェクト・パラドックスを彼に手渡す。そして次により近い過去へ再訪。セイントの運命を決定づけるマーター・マインド出現直後。ガーディアンが共闘し、マインドを粉砕。別れ際、セイントは「無限の森を開いた時、また会おう」と告げる。帰還後、ガーディアンはオシリスに経緯を報告。オシリスは自ら救えなかったことに感慨を抱く。
5.サイオンの最終策
サイオン三姉妹は自身を融合し巨大存在イントタムとなり、サンダイアルを死守しようとする。四姉妹の一人は合流せず、失敗時の復讐を誓う。
6.セイント14、無限の森から帰還
ガーディアンの時空行動により、別時間線からセイント14が現代へ移送され、シティへ帰還。
7.セイント14、タワーに復帰
長い年月を経て、伝説のタイタンが未来に見た都市に帰り着く。
8.オシリスの感謝
サイオン融合体イントタムの排除でサンダイアルは解放され、セイント14も救出完了。オシリスはガーディアンに深く感謝し「残された時間を楽しめ」と伝える。
9.セイント14、市民生活に順応
セイント14はガーディアンを伴い、歴史の戦場トワイライト・ギャップを巡る。途中シャックスがエリス直伝の歌を披露…。
10.オシリス、ラスプーチンと対峙
オシリスは火星に赴き、ラスプーチンに「戦争でどちら側につくのか」を問い質す。
11.新たなきらめく友人たち
エルシーは冥王星付近でネオムナの生物プーカとゴースト、トッキを発見。未知のナノテック素材を研究する中、プーカの精神感応能力により、エルシーは過去タイムラインの記憶を鮮明に思い出すようになる。
12.メメント
オシリスは、まだ探索されていない時の回廊があると伝え、ガーディアンを再び送り出す。時間の迷路を巡った末、時間超越保管庫に到達。そこには未来で死んだガーディアン自身の墓があり、セイントの弔辞録音が流れる。来てくれて感謝する。今日は師の生涯を称えるために集まってもらった。彼からは多くを学んだ。
人は彼をクロタの最後と呼ぶ。
ハイヴを破滅に導く者。邪神を討ち取った者。
若き狼。
カバル大戦の英雄。
ケイド6の仇を討った者。
数多の異名を持っていた。
自身が最も得意とすることで彼は死んだ。人類最後の都市の守護だ。
大昔に命を救われた。自分の命を守ることを教えてもらった。
感謝している。なぜなら、おおトラベラーよ……彼はもういないのだ。
私たちを救ってくれる者はもういない。出会ったその日に、彼の教えに従おうと決意した。
今もまだ変わらない。
彼のお気に入りの武器をこの墓に手向けた。最後の戦いで粉々になった武器だ。以前は私の物だった。
ここに残した物にはーーどうか手を触れぬよう。もしも……もしも君がまだその辺にいるのであれば。これまでにも奇跡を起こしたことがあるだろう？
それならば、手に取るといい。そして共に君の雪辱を果たしに行こう。何が何でも。墓標にはガーディアンのお気に入りの武器が刺さっており、彼は「奇跡を起こして生き返ったら持って行け」と言い残していた。壊れた武器コアを携え帰還。セイントは入り組んだ岸辺で彼の反応を検出したと言い、調査を依頼。スパイダーとの交渉・スコーン掃討の末、フォールン・キャプテン、アクシニクスと復活したレイスクを討ち、武器フレームを取り戻す。セイントは大喜びでフレームとコアを合体させ、かつての武器「バスティオン」をガーディアンに託す。
13.名士
サンダイアルで得たフラクタリンを用い、ガーディアンたちは水星に新たなライトハウスを建設。かつての試練が帰還し、オシリスの試練がクルーシブルへ復活する。

### 名士のシーズン
アムテクは、サンダイアル作戦で死亡したサイオン・フレイヤー三姉妹の復讐として、オールマイティの残骸を地球へ落とす計画を実行に移す。ザヴァラとアナは、ウォーマインドに協力を要請。ラスプーチンの塹壕を再起動し、ウォーサット防衛網を再構築する計画が始まる。3月11日にEDZ、3月25日に月、4月8日にイオの塹壕の起動に成功。ラスプーチンはここで黒き艦隊が太陽系へ接近中であることをザヴァラに明かす。ザヴァラはラスプーチンへの不信を捨て、協力を決意。
塹壕に表示されるホログラム地図を通じて、ラスプーチンは黒き艦隊の航路を示した。カイパーベルト → 海王星 → 天王星へと接近。太陽系への侵入は時間の問題とされ、地球防衛体制が緊迫化する。
6月6日、ラスプーチンは準備を終え、地球に向けて降下中のオールマイティをウォーサットで撃墜。シティは完全に守られる。多くのガーディアンがタワーで空を見上げ、この作戦を見守った。(リアルタイムイベント)

1.オシリス、ラスプーチンと対話
自由に星系を巡れるようになったオシリスは、ウォーマインドに協力を要求する。ラスプーチンに誘われカイパーベルト外縁へ向かった彼は、光がまったく届かない巨大な虚無を目撃。その中で、植え付けるべき小さな金属の種を見つける。
2.オシリス、種を植える
マラの要請で、オシリスは見つけた種をイオの地に埋める。そこにはやがて銀翼の樹が育つ。
3.リース・リボーン計画始動
エラミスは夢の囁きに導かれ、多くのエリクスニーをエウロパへ集結。極寒の地で新たな故郷づくりを開始する。
4.オールマイティ
サイオンのアムテクは殺された三姉妹の復讐として巨大戦艦オールマイティを強奪し、地球への自爆軌道に乗せる。
5.迫り来る脅威
オールマイティの地球衝突が迫る中、アナは「ラスプーチンなら撃墜できる」と提案。ただしウォーマインドを動かすには人類側の防衛網を整備し、信頼を示さねばならない。EDZに向かい、塹壕を再接続。ザヴァラと面会し、協力体制を確認する。
6.第四の騎士
ザヴァラの命でガーディアンは旧兵器を回収しようとするが、カバルの“影”が盗んでいたと判明。手がかりを追い、EDZの採石場でショットガンを取り戻す。
7.塹壕
- EDZ: 塹壕を再稼働し、落ち延びていたフォールンを排除。ザヴァラは依然ラスプーチンを警戒するが、アナに信を置く。
- 月: ハイヴの群れと交戦しつつ塹壕を再接続。アナは自分の過去と向き合い「もっと人類のために尽くすべきだった」と吐露。
- イオ: 最後の塹壕再開時、ラスプーチンは“崩壊時の音声”と近づく艦隊の追跡データをザヴァラへ提示。ウォーマインドの恐怖と誓いを受け、ザヴァラは同盟を宣言。

8.ウォーサット
3つの塹壕が復旧し、ラスプーチンは最新型ウォーサットの打ち上げを開始。ガーディアンは熾天使の塹壕を防衛し、衛星が軌道へ上がるのを支援。
9.ラスプーチンの心
最終決戦前、ラスプーチンはガーディアンに“心”を見せる。自身が鉄の豪傑を虐殺したのは無感情ではなく「悪意」だったこと。息子フェリクス（Ａ.Ｇ.Ｄ.Ｅ.）を利用し死なせてしまった後悔。ウォーマインドは“暴君の罪”を告白し、贖罪を訴える。
10.オールマイティ撃墜
ガーディアンとラスプーチンの協同により、オールマイティは上空で撃ち砕かれ、灰となってシティへ降り注ぐ。
11.到来
黒き艦隊がついに太陽系に到達。“救済”のともしびが迫る。

### 到来のシーズン
虫の神ソルに見捨てられたノクリスは生き延びていた。 彼は自らを殺させることでパワーを集め、悲鳴の海に穴を開け、偽りのハイ・カヴンに到達する。そこにはサバスンが待っていた。ノクリスはサバスンに死霊術を教える代わりに、キュリアへのアクセスと、自身の宮廷入りを許すという契約をする。サバスンは、迫り来る黒き艦隊と目撃者の接触を妨害するため、ノクリスに干渉命令を下す。
6月、イオにピラミッドが出現。ラスプーチンはこれを迎撃するが、ピラミッドは即座に再出現し、ラスプーチンは無力化。エリスと放浪者の協力により、ガーディアンは「銀翼の種」を得て、ピラミッドからのメッセージを解読する手がかりを得る。ノクリスの干渉を排除しながら、ガーディアンは目撃者の声を受け取る。
7月、黒き艦隊が水星、タイタン、火星に同時接近。ガーディアンはアナ、スロアン、アシェル、バンスらに避難を説得するが、ほとんどが拒否または失踪。スロアンはタイタンに残留し、ソルに代わって勢力を得たジヴ・アラス軍と交戦しながらアーサと邂逅。アシェルはピラミディオンに残り、自らをハーピーに融合し、ベイルの秘密を発見に努める。バンスは無限の森に姿を消すのだった。10月13日、ガーディアンがノクリスを最終撃破し、イオのピラミッド内部へ突入。目撃者は光の矛盾を指摘し、「エウロパへ行け」と告げる。
11月、ピラミッドの艦隊が太陽系の空を暗く覆い、複数の惑星が迫りくる影の中に消える中、トラベラーが再び行動を起こしてその形を作り直した。同時に、火星・水星・イオ・タイタンが消失。黒き艦隊が完全に太陽系へ侵入。
1.黒き艦隊が迫り来る
艦隊は太陽系各地の惑星に降下を開始。ラスプーチンは改良型ウォーサットで砲撃するが歯が立たず、逆に「傲慢」の報いとして機能停止を命じられる。“救済”を阻むものはない。
2.ネオムナ、ロックダウン
艦隊の帰還を受け、ネオムナ市民は脅威が過ぎるまでクラウドアークでの冷凍睡眠を選択する。
3.暗黒のケル
エラミスはエウロパへ降り立ったピラミッド艦に乗り込み、“世界を支配する力”――ステイシスへ至る鍵を得る。
4.エルシー、ステイシスを再獲得
プーカとの訓練で過去タイムラインの記憶を明瞭にしたエルシーはステイシスの存在を掴み、エウロパのピラミッドに到達。クラックスは奪えなかったが暗黒との繋がりを再確立し、力を取り戻す。
5.頭上の影
ガーディアンはイオでエリスと会おうとするが、ピラミッドが拉致を試みる。間一髪、亜空間のゲートに救われ、イオ地下のピラミッド前で銀翼の樹を発見。種子を採取し、エリスはこれでピラミッドと交信できると推測する。その後ザヴァラ、エリス、ガーディアンで対策を協議。
6.放浪者の協力
放浪者は銀翼の樹を使いサバスンの妨害を突破する方法を示す。“コンタクト”でイオとタイタンのピラミッド周辺を浄化し、闇の粒子を集める。
7.予言
放浪者とエリスはホールの不可能世界に入り、ナインから暗黒の知識を得る。
8.メッセージ
毎週、放浪者が集めた暗黒でサバスンの妨害を破り、エリスがピラミッドから受信する「単語メッセージ」を記録する。
| 週 | メッセージ | エリスの解釈・概要                                           |
| -- | ---------- | ------------------------------------------------------------ |
| 1  | 守護       | トラベラーの“庇護”は本当に慈愛か？                           |
| 2  | 殻         | 成長には殻を破る必要がある。                                 |
| 3  | 無色       | 色の欠如＝長く死んだものの漂白された骨。                     |
| 4  | 転換点     | 過去の誤り。学びを得られなかった岐路。                       |
| 5  | 贈り物     | 銀翼の樹に新たな枝。艦隊からの贈与。                         |
| 6  | 対比       | 暗黒は自然と同じく中立であり、悪と決めつけるのは人間の主観。 |
9.荒廃した彫像
新たな枝と共に、侵略世界で“古き光”が噴出。サバスンの宿られた兵を樹枝で吸収・石化させ、エリスはそれを“悪意の手”の美学で再構成。光と闇の融合ライフルが誕生する。
10.シティへの避難開始
ガーディアンとエリスが調査を続ける一方、ザヴァラは全ガーディアンと市民に帰還を呼びかける。
11.囁き
| 週 | メッセージ | エリスの解釈・概要                                         |
| -- | ---------- | ---------------------------------------------------------- |
| 7  | 然り       | 暗黒は我々の歩みを是認し、進行を懇願する。                 |
| 8  | 未生       | ガーディアンの再誕という“無自覚な誕生”に思索を巡らす。     |
| 9  | 純化       | “喪失によって定義される純度”。自己に課す限界を捨てた先か？ |
| 10 | 信念       | すなわち狂信。大いなる暴虐も「勇気」として正当化され得る。 |
| 11 | 癇癪       | 暗黒はサバスンの妨害に気づき、不快感をあらわにする。       |
| 12 | 擬装       | 「捕食者が我らの中に潜む」と艦隊は告げる――真実か虚言か？   |
| 13 | 落下       | 何らかの行動はすでに起き、我々はまだそれを認識していない。 |
12.サバスンの妨害を終焉へ
三か月に及ぶ“囁き”の収集を経て、亜空間でノクリス（オリックスの遺子）を討伐。ピラミッドは「古の力がエウロパで汝を待つ」と告げる。
13.太陽系避難作戦、完了
ガーディアンは嵐へ向け備え続ける。――「勇気を、失われた光たちよ」。
14.バンガード警報：光の異常
シティ上空でトラベラーが輝きを増し、傷を癒やして完全な球体へと復元。光の奔流がガーディアンを満たし、内惑星を闇の侵攻から守る。一方、イオ・水星・タイタン・火星はピラミッドの影に呑み込まれ、座標系から消失。
15.スロアン、深海での日々
タイタン消失後もスロアンとゴーストのシオハーンはメタンの海で宿られた兵とハイヴと戦い続ける。絶体絶命の時、郷地の原始のワーム「アーサ」が現れ、「結び、生きよ――アイアット」と盟約を交わす。

### 光の超越
ガーディアンは目撃者の導きによりエウロパへ。そこでバリクスの遭難信号と、新たなフォールン勢力ハウス・オブ・サルベーションの存在を知る。彼らのケル＝エラミスは、すでにステイシスを手中に収めていた。
ガーディアンはバリクスの協力で通信網を復旧し、エウロパのピラミッドへと導かれる。そこでは放浪者、エリス、そして謎のエクソ（エルシー・ブレイ）がハウス・オブ・サルベーションと交戦中だった。ピラミッドはガーディアンに応じてジグラットを生成し、ステイシスを授かる。エラミスの臣下フィラクス、プラクシス、クリディスを討伐する「帝国狩り」を遂行した。
一方エラミスはハウス・オブ・デビルズの残党をコスモドロームで勧誘していた。ガーディアンはその計画を妨害し、バクリスを撃破。同時期、地球ではハイヴのナボタが蜂起しようとするが、これも目覚めたばかりの新たなガーディアンたちの手で鎮圧される。
エラミスは軍を拡大するためのポータルを開こうとするが、ガーディアンは計画を阻止。その後リース・リボーンでエラミスと対決。ステイシスの暴走により自滅し、氷塊に凍結される。ガーディアンは真のステイシス能力を手にすることになる。
ジグラットのロックをすべて解除すると、エウロパのピラミッド内部へ入場可能となり、目撃者の像と接触。エルシーと正式に再会すると、祖父クロビス・ブレイ一世の残した暗号化された日誌を解読しつつ、ステイシスの習得を進める。
エラミスは敗北前、黄金時代の遺産であり、エクソの製造などが行われていた施設ディープストーン・クリプトで、アトラクス1に「ボディ」＝タニクスの回収を命令していた。ガーディアンたちは極寒の嵐を越え、クリプト内部を突破。自分の体をエクソに作り替えていたアトラクス1を撃破し、同時に、AIクロビス・ブレイ一世が「クラリティ・コントロール」像の前で登場し、エウロパの破壊を試みる。ガーディアンはモーニングスターの墜落を阻止し、最終的にタニクスを撃破。ハウス・オブ・サルベーションの脅威は一旦収束する。(レイド: ディープストーンクリプト)

1.トロバトルの陥落
ガウルの死後、カイアトルは帝国の結束を保とうと苦闘していた。だがサバスンの巧妙な奸計により、カイアトルはトロバトル上空に門を開いてしまい、そこからシヴ・アラスが帝国の中心へと降下して全てを蹂躙する。灰の上で即位したカイアトルは皇帝として立ち上がり、必ずやカバルを再興させると誓う。
2.オシリス、光を失う
失われた惑星の手掛かりを求め、オシリスは単身太陽系を巡る。その旅で新たなカバルの指導者カイアトルと、艦隊に罰されたサバスンの痕跡を知る。月地下でシヴ・アラスの狂乱に呑まれかけるが、友であるサギラの犠牲により命を拾う。傷心の彼はサバスンに憑依され、暗黒の傀儡となる。
3.カルス、交信を求めて
暗黒の声が自分に語り掛けないことに憤ったカルスは、スコーンを王冠に縛り付けて強引に目撃者との交信を試みる。準備の整ったリヴァイアサンは現宇宙から姿を消した。
4.エウロパからの救援要請
暗黒のケルとなったエラミスの勃興を受け、バリクスはエウロパから救援ビーコンを発信する。
5.ガーディアン、エウロパに到着
イオのピラミッドが示した言葉に従い、ガーディアンは氷の衛星に降り立つ。襲われるバリクスを救い出すが、そこには暗黒をまとう新生ハウス・オブ・サルベーションが迫っていた。
6.新たなるケル
エウロパを行き交う中で、バリクスとゴーストは、エラミスが“ステイシス”と呼ばれる闇の力を操っていると語る。ガーディアンはエラミスを討たんとイーブンタイド・コロニーに急行するが、彼女はすでに配下にステイシスを授けていたため撤退を余儀なくされる。
7.抵抗の胎動
バリクスは極秘通信網を設置するためガーディアンに協力を求める。その作業中、暗黒の囁きがガーディアンを呼び、平原上に新たなジグラットが形成される。そこではエリス、放浪者、エルシーがステイシスで戦っていた。
8.救済の招き：第一の調律
エルシーは、かつて暗黒の心臓を破壊させたが避けられぬ到来を悟り、いまや人類を守るため闇を振るう覚悟を固めている。ガーディアンもジグラットでピラミッドと交信し、エラミスのスプリンターの一つを調律してステイシスの力を手にし始める。
9.帝国狩り：戦士
戦士フィラクスは、ベックスが占拠したネクサス内に潜む。ガーディアンは得たばかりのステイシスでこれを討ち、スプリンターを奪取。
10.第二の調律
フィラクスを倒したガーディアンはスプリンターをジグラットへ捧げ、ステイシス掌握を強化する。エルシーは暗黒の取扱いと代償について更なる助言を与える。
11.帝国狩り：テクノクラート
続く標的は科学者プラクシス。ディープストーン・クリプトの研究区画で彼を倒し、再びスプリンターを手に入れる。
12.ザヴァラへの報告
ザヴァラはエウロパに赴き、暗黒を用いる我々の行動を確認。彼はコスモドロームでエラミスの動きがあると知らせつつ、「暗黒は決して味方ではない」と念を押す。
13.コスモドロームでの追跡
ガーディアンはデビルズの残党を勧誘しようとしたエラミスの使者バクリスを討伐し、援軍獲得を阻止する。
14.鏡の回廊
デビルズの失敗後、エラミスはネクサスで黄金時代の巨大ベックスポータルを開放。ガーディアンはサルベーション兵を突破するが、ポータルは作動しベックス軍が雪崩れ込む。撃退後、床下の排液口がラディオラリアを吸い上げていく。
15.第三の調律
エルシーはガーディアンに暗黒の本質をさらに説き、かつてその腐蝕に屈した者たちと自分の過去の経験をほのめかした。プラクシスのスプリンターを携え、ガーディアンは再びジグラットの頂で闇と交信し、力で満たされる。
16.暗黒のケル、陥落
エルシー、放浪者、エリス、バリクスと協力し、ガーディアンはシティを守るため暗黒の力を受け入れる。闇を制御する意志はすべての者の内にあり、その力でエラミス率いるハウス・オブ・サルベーションは崩壊。ケル自身はステイシスの暴走に捕らえられ、氷晶の中に封じられた。
17.時を超えた遺物
エルシーはガーディアンに、かつて馴染み深かったが記憶しているものとは異なる古い武器を渡す。ガーディアンはクロビス・ブレイが開発した実験技術でその設計をさらに改良する手助けを行う。
18.第四の調律
エラミスの敗北により、暗黒の真相がガーディアンに明かされる。暗黒は万物に宿り、力の行使にスプリンターはもはや不要だ。エルシーは自らの来歴──別時間線で多くが腐敗し堕ちた世界、とりわけガーディアン自身が暗黒に屈した事実を語り、最後の交信へと導く。ジグラットの頂でガーディアンは暗黒を完全に掌握する。
19.バリクス、一時的免責
ハウス・オブ・サルベーションが依然エウロパに残るものの、リーフはバリクスの裁定を一時保留とし、脅威が去るまで猶予を与える。
20.妨害工作
リーフの猶予と引き換えに、バリクスはバンガードと協力してハウス・オブ・サルベーションの高度兵器を破壊する。ガーディアンはリース・リボーンの製造施設を突破し、武器庫を爆破していく。
21.ステイシスの強奪
放浪者は、サルベーションがステイシスを応用したグレネードランチャーを試作しているとの噂を告げる。ガーディアンが所在地を突き止めて潜入し、スパイダーの後方支援も受けて「救済の柄」を奪取する。
22.その後
ガーディアンはエウロパでハウス・オブ・サルベーションの動揺を広げつづける。バリクスとザヴァラは、エラミス亡き後に新たな指導者が立った可能性を示唆。逃げるエリクスニー艦を援護する中で、評議会最後のひとり「司祭クリディス」が姿を現すが逃亡に成功する。
23.帝国狩り：暗黒の司祭
ガーディアンはリース・リボーン深部でクリディスを追跡し対決する。クリディスは「エラミスは眠っているだけで必ず目覚める」と宣言するが、ガーディアンはケルが倒れた同じ地で司祭を打ち破る。
24.暗黒に生まれて
エルシーとともにガーディアンはステイシス制御をさらに洗練させる訓練を行う。その過程でエルシーは自分が歩んだ長い人生の真実を語り、妹アナとも再会する。アナは暗黒の力に戸惑いながらも姉との絆を確かめ合う。
25.暗黒使い、シティで禁制に
ガーディアンが暗黒に堕ちる危険を懸念し、バンガードは公式に「都市での暗黒の力使用禁止」を宣言。ただし取り締まりは形骸的で、実際には黙認に近い。
26.ディープストーン・クリプト
ガーディアンはディープストーン・クリプトに侵入したハウス・オブ・サルベーションを撃退するが、同時にクリプトの防護機構は失われる。眠っていたクロビス・ブレイAIが再起動され、新たな物語が幕を開ける。
27.悲嘆
ガーディアンがエウロパの過去を探る中で、かつてイーブンタイド・コロニーを襲った悲劇だけでなく、バンシー自身が当時クロビス・ブレイその人であったという真実にたどり着く。バンシーと話すと、彼は〝ある刀身〟の記憶が蘇りつつあると言う。ガーディアンはクロビス・ブレイAIの協力を得て大剣「悲嘆」を再鍛造し、ディープストーン・クリプトを襲うベックスの進撃を食い止めることに成功する。AIは剣をガーディアンに託し、「いつの日かバンシーを訪ねてきてくれ」とだけ願いを残す。
28.シミュレーション
ガーディアンはディープストーン・クリプトに組み込まれた初期型エクソ用訓練シミュレーションへと足を踏み入れる。そこでは、生存能力を試す「生存性」、防衛任務を想定した「防御性」、機動力を極限まで要求される「可動性」と、三種のプログラムがガーディアンを待ち受けている。

### 残獲のシーズン
黒き艦隊の到来後、失踪する惑星を調査していたオシリスは、リーフや月で謎の構造物を発見。それがシヴ・アラスによる侵略の触媒であると突き止め、月面での調査を進める。しかし、月面にてサバスンの手によって“オシリス”は乗っ取られていたことが、「彷徨のシーズン」で明らかとなる。真のオシリスは光を失い、彼のゴーストのサギラも死亡。
“オシリス”はガーディアンにシヴ・アラスの高位祭司の討伐を依頼。月での戦闘中、正体不明の人物が出現し、ガーディアンを救う。この人物はかつてのユルドレン・ソヴであり、死後にグリントと名乗るゴーストによって蘇生された「クロウ」であった。ガーディアンとクロウは“オシリス”の指示のもと、リーフと月面に出現した謎の構造物を探索。ルアーを使い、シヴ・アラスの配下であるラスボーンを次々に討伐。クロウはこの過程でトラベラーからのビジョンを受け、EDZにて《ホークムーン》を鍛造する。
完全にアップグレードされたルアーにより、高位祭司を夢見る都市におびき出すことに成功。ガーディアンとクロウは亜空間で共同作戦を展開し、高位祭司を撃破。これによりラスボーンの増殖は阻止される。
討伐後、スパイダーは褒賞として「宝物」を提供すると申し出るが、ガーディアンはそれとしてクロウの自由を選択。スパイダーは激怒しつつもこれを認め、クロウは自由の身となった。
その後、クロウはEDZにて“オシリス”と再会。クロウが都市で身を隠して生きること、そしていざという時は“オシリス”を頼れると約束される。しかしこれはすべて、サバスンの計画の一環であった。
この背景では、カバル帝国の故郷トロバトルでカバルの軍師ウマナラスがハイヴの力に魅入られ、サバスンの影響下でハイヴの神々を信仰すべきだと主張。皇女カイアトルは彼女の狂信を危険視し、参謀の地位から解任する。時を経て、ウマナラスはトロバトルの武器工房地区でシヴ・アラスを召喚する儀式を強行。カイアトルはウマナラスを処刑するが、儀式は成立してしまい、シヴ・アラスの軍勢がトロバトルへと侵攻。帝国は防衛に失敗し、カイアトルは脱出、エリゴス・レックスV上で女帝として即位し、太陽系のレッドリージョン残存兵との合流を目指していた。

1.クロウの正体
ザヴァラはガーディアンに、サギラの死にもかかわらず、オシリスがヘルマウスへ突入しようとしていると警告する。ガーディアンは光を失ったオシリスを守るため、ヘルマウスへと降りていく。奈落の底で、ガーディアンはスパイダーに仕える契約を結わされたガーディアン――クロウと出会う。
2.獲物
ガーディアンがエウロパの過去を探る中で、彼らはイーブンタイド・コロニーに何が起きたのか、そしてバンシー自身がかつてクロビス・ブレイ本人であったという事実を知る。バンシーと話した後、彼はある種の剣のことを思い出し始めたと語る。クロビス・ブレイAIの助けを借り、ガーディアンは「悲嘆」を再鍛造し、ディープストーンクリプトへのベックスのさらなる攻撃を阻止することに成功する。バンシーはガーディアンに剣を授け、唯一の望みとして「いつか自分を訪ねてほしい」と伝える。
3.ルアー
ガーディアンはクロウと会い、シヴ・アラスのラスボーンをどう倒すかについて話し合う。クロウは複数のハイヴのアーティファクトを組み合わせ、ラスボーンをガーディアンたちの元におびき寄せるルアーを作り上げていた。クロウは、ついに別のライトベアラーと肩を並べて戦えることを喜んでいると語る。
4.狩り
月から遥か遠くのリーフまで、太陽系のあらゆる場所で、ガーディアンたちはルアーを手にシヴ・アラスのラスボーンに戦いを挑む。この戦いは何か月も続くことになるが、最後の都市の勢力は、世界を蝕むこれらの汚染された尖塔を系内から一掃するだろう。
5.ハヤブサの叫び
クロウはガーディアンに、自分が最近見ている夢について話す。二人はトラベラーが残したメッセージを解読し、サバスンの宿られた兵がトラベラーの欠片から光を得ることを阻止しようと共に動く。
6.クーデグラ
数か月間、クロウはオシリスと共にハイヴを研究し、ガーディアンがハイ・セレブレントをおびき出して討伐する方法を探っていた。そして今こそ、サギラの死に報い、狩りを終える時だ。ガーディアンとクロウの連携によって、ハイ・セレブレントは亜空間に追い詰められ、討たれる。
7.クロウの解放
ガーディアンは何週間にもわたり、クロウと「オシリス」と共にシヴ・アラスのハイ・セレブレントを追ってきた。彼らは夢見る都市でその存在を追い詰め、サギラの仇を討つ。そしてスパイダーから報酬として、ガーディアンはクロウを隷属契約から解放することを要求。

### 選士のシーズン
カバル帝国の女帝カイアトルは、ザヴァラおよび“オシリス”を旗艦へと招き、バンガードとの同盟を提案。しかし、その条件としてザヴァラに膝を屈するよう要求し、彼がこれを拒否したことで、バンガードとカバルとの間で戦争が勃発。
バンガードは、カイアトルの軍事会議入りを狙うチャンピオンの排除を進める。最初の標的はネッススに駐留する司令官ドラカスであり、ガーディアンは証明の儀式で彼を打ち倒す。以後、各地で儀式が展開される。
バンガードとクロウは、ベックスの予測エンジンから得た情報を基に調査を進める。すると、かつてカバル大戦で使用されたトラベラー・ケージの残骸が、ハッケ社の倉庫から盗まれていたことが判明。最終的に、カバル内のサイオンがザヴァラ暗殺未遂を実行するが、クロウにより阻止される。
最後の証明の儀式がで実施されると、ガーディアンがザヴァラのチャンピオンとして参戦し、ハルファス・エレクタス内でイグノヴンを打倒。その後、ザヴァラとカイアトルは和平交渉に臨むが、サイオンのカレクとヴァリルに襲撃される。カイアトルは暗殺を命じたのが自らでないことを明かし、サイオン議会の調査と粛清を誓う。
1.クロウ、シティへ到着
スパイダーから解放されたクロウはシティへと向かい、「オシリス」に迎えられる。新たな門出にふさわしい装備を授けられる。
2.女帝カイアトル到来
カバル母星系の破壊を受け、カイアトルは太陽系に軍勢を集結させるためやって来た。
3.司令官、女帝と会談
カイアトルとバンガードの初対面は緊張に包まれていた。カイアトルは彼に膝をつき、帝国に加わるよう要求する。ザヴァラはこれを拒否。交渉決裂すると、ザヴァラはガーディアンをネッススにあるカイアトルのランドタンクへ派遣し、女帝の旗を掲げる元レッドリージョン司令官を排除させる。
4.挑戦者の証明 I
クロウは、新たに建設されたH.E.L.M.作戦拠点でオシリスとガーディアンに会う。シティに来たばかりの彼だが、すでに任務に臨む準備はできていた。ガーディアンのの攻撃はサラディンを感心させ、その努力をカイアトルの軍事会議候補全員に広げるべきだと提案する。ガーディアンは「証明の儀式」に参加し、カバルを排除し、軍事会議の結成を阻止することになる。
5.挑戦者の証明 II
サラディンがガーディアンに連絡し、カバルがコスモドロームに侵攻しハイヴの巣へ突入していると報告する。バル・マラグは、失った母星系への象徴的な報復によってカイアトルから軍事会議入りを認められることを狙っていた。サラディンはこれを許さず、ガーディアンに司令官を排除するよう促す。地球でのカバル撃退後、オシリスはカイアトルと連絡を取り、この戦争が続くことを告げる。女帝の降伏勧告は続くが、オシリスはそれに応じない。
6.予感
「グリコン」と呼ばれる船が宇宙の彼方から戻り、遭難信号を発している。ガーディアンは船内にいるガーディアンの救出を命じられるが、カタバシスはすでに死亡しており、そのライフルを形見として持ち帰る。
・「デッドマンズテイル」
7.挑戦者の証明 III
サラディンが再びガーディアンを呼び出す。イクセルという名のサイオンが、女帝を喜ばせるためベックスの予測エンジンを求めてネッススで活動していた。サラディンはこれを許さず、ガーディアンを送り込みサイオンを排除。戦闘後、クロウはカイアトルの戦争活動の裏で偵察を行い、サイオンが何かを企んでいると警告。オシリスはガーディアンにクロウを支援させるが、成功すればザヴァラに知らせる必要はないとする。
8.挑戦者の証明 IV
サラディンは、オシリスがクロウを潜入させ、盗まれたベックス予測エンジンに関するサイオンの計画を探っていることを伝える。ガーディアンは戦場で派手に暴れ、クロウの存在が気づかれないよう陽動を行うことになる。戦利品や資源を破壊すれば、カバルの戦争継続は難しくなる。作戦は成功し、クロウはサイオンがザヴァラ暗殺を企んでいることを突き止める。さらに、サイオンはゴーストを檻に閉じ込めてガーディアンの光を断つ兵器を開発していた。熟練の刺客であれば不意を突いてガーディアンを倒せるという。クロウはその情報をオシリスに報告。
9.危機
ある夜、シティの庭園を一人で歩いていたザヴァラ司令官は、忍び込んだサイオンに命を狙われる。クロウの見えざる監視の目がなければ、司令官は命を落としていたかもしれない。
10.挑戦者の証明 V
サラディンはザヴァラ暗殺未遂を受け、激しい報復を望む。ガーディアンは戦場へ派遣され、混乱と破壊をもたらしメッセージを送る。作戦後、オシリスは仮面をつけずにザヴァラに目撃されたクロウを叱責するが、クロウは行動しなければ司令官は死んでいたと反論。議論は険悪になり、クロウは月でのオシリス自身の行動を持ち出す。仮面をつけなかったことは後悔するが、命を救ったことに後悔はないと語る。オシリスはクロウをザヴァラの専属護衛に任命し、残る暗殺者をおびき出そうとする。
11.挑戦者の証明 VI
サイオン暗殺未遂後、カバルとの戦争は激化。サラディンは早期終結を望むが、ザヴァラ、オシリスとの間で方針が対立する。サラディンは直接攻撃を主張するが却下され、オシリスは儀礼戦闘で決着をつける案を出す。ザヴァラとサラディンは、たとえ女帝が同意してもカバル全体が結果を受け入れるか懸念する。
12.挑戦者の証明 VII
サラディンは、最後の「証明の儀式」で戦争を終わらせる決断を下す。ガーディアンと帝国のチャンピオンが戦い、勝者が条件を決める。女帝にこの条件を飲ませるため、ガーディアンは戦場でさらなる攻撃を行い圧力をかける。
13.決戦
戦争を始める前に終わらせるため、「オシリス」は都市とカバルによる最終戦を提案。両陣営がチャンピオンを送り出し、ガーディアンが勝利を収める。カイアトルはザヴァラの休戦条件を受け入れる準備を整える。
14.休戦と真実
カイアトルとザヴァラ司令官はネッススで会い、和平の誓いを交わす。突如、2人のサイオンがザヴァラ暗殺を試みるが、カイアトルとクロウの迅速な行動により阻止される。この時、クロウの素顔がついにザヴァラに明かされる。
15.悲哀の冠、回収
数週間にわたる探索の末、悲哀の冠がついにグリコンから回収され、シティへ持ち帰られ研究されることとなる。
※以降のストーリーは「コンテンツのタイムライン」の項目を参照。

## 反響
2023年に最後から2つ目となる拡張コンテンツ「光の終焉」を配信した時点では、Steam版の最大同時接続数が31万人をこえ、わずか1日で最大同時接続数の最高記録を更新したという。